# Berthe Morisot
Pour les articles homonymes, voir Berthe Morisot (homonymie) et Morisot.
Berthe Morisot, née le 14 janvier 1841 à Bourges et morte le 2 mars 1895 à Paris, est une artiste peintre française, cofondatrice et doyenne du mouvement d'avant-garde que fut l'impressionnisme.
Au sein du groupe impressionniste, elle suscite l'admiration et le respect de ses pairs.
À sa table se réunissent son beau-frère Édouard Manet qui est le plus mondain, Edgar Degas, le plus ombrageux, Pierre-Auguste Renoir, le plus sociable, et Claude Monet, le plus indépendant du groupe. Stéphane Mallarmé l'introduit auprès de ses amis écrivains.
Les étapes de la carrière de Berthe Morisot ne sont pas très marquées, car elle détruit toutes ses œuvres de jeunesse. C'est à peine si l'on discerne une influence d'Édouard Manet ou de Pierre-Auguste Renoir vers la fin de sa vie.
Berthe Morisot est une « rebelle ». Tournant le dos très jeune à l'enseignement académique, elle fonde avec Claude Monet, Auguste Renoir, Alfred Sisley, Camille Pissarro, Edgar Degas le groupe d'avant-garde les « Artistes Anonymes Associés », qui va devenir la Société anonyme des artistes peintres, sculpteurs et graveurs regroupant des impressionnistes. Sa volonté de rupture avec les traditions, la transcendance de ses modèles, et son talent font d'elle « la grande dame de la peinture » selon l'historienne Anne Higonnet.

## Biographie

### Famille
Berthe Marie Pauline Morisot naît le 14 janvier 1841 à trois heures du soir à Bourges où son père, Edmé Tiburce Morisot, est préfet du département du Cher.
Berthe avait deux sœurs. L'une, Yves (1838-1893), devint plus tard Madame Théodore Gobillard, peinte par Edgar Degas sous le titre Madame Théodore Gobillard, Metropolitan Museum of Art (Yves est bien un prénom féminin ici).
Sa deuxième sœur, Edma (1839-1921), pratiquait la peinture avec Berthe qui fit son portrait en 1865 (collection privée),. Les deux sœurs exposèrent ensemble pour la première fois au Salon en 1864, mais Edma abandonna ses pinceaux aussitôt après son mariage en mars 1869 avec le lieutenant de vaisseau Adolphe Pontillon. 1869 est en effet l'année de deux portraits par Berthe de sa sœur mariée : dans l'un, elle est assise dans un fauteuil confortable devant une porte-fenêtre donnant sur un balcon, dans l'autre, elle est assise avec une ombrelle sur un parapet du port de Lorient où son mari était affecté (reproduit dans le catalogue de l'exposition French Paintings (collections Mellon) Washington, National Gallery of Art, 1966, no 93 et 95).

Les Sœurs de Berthe Morisot
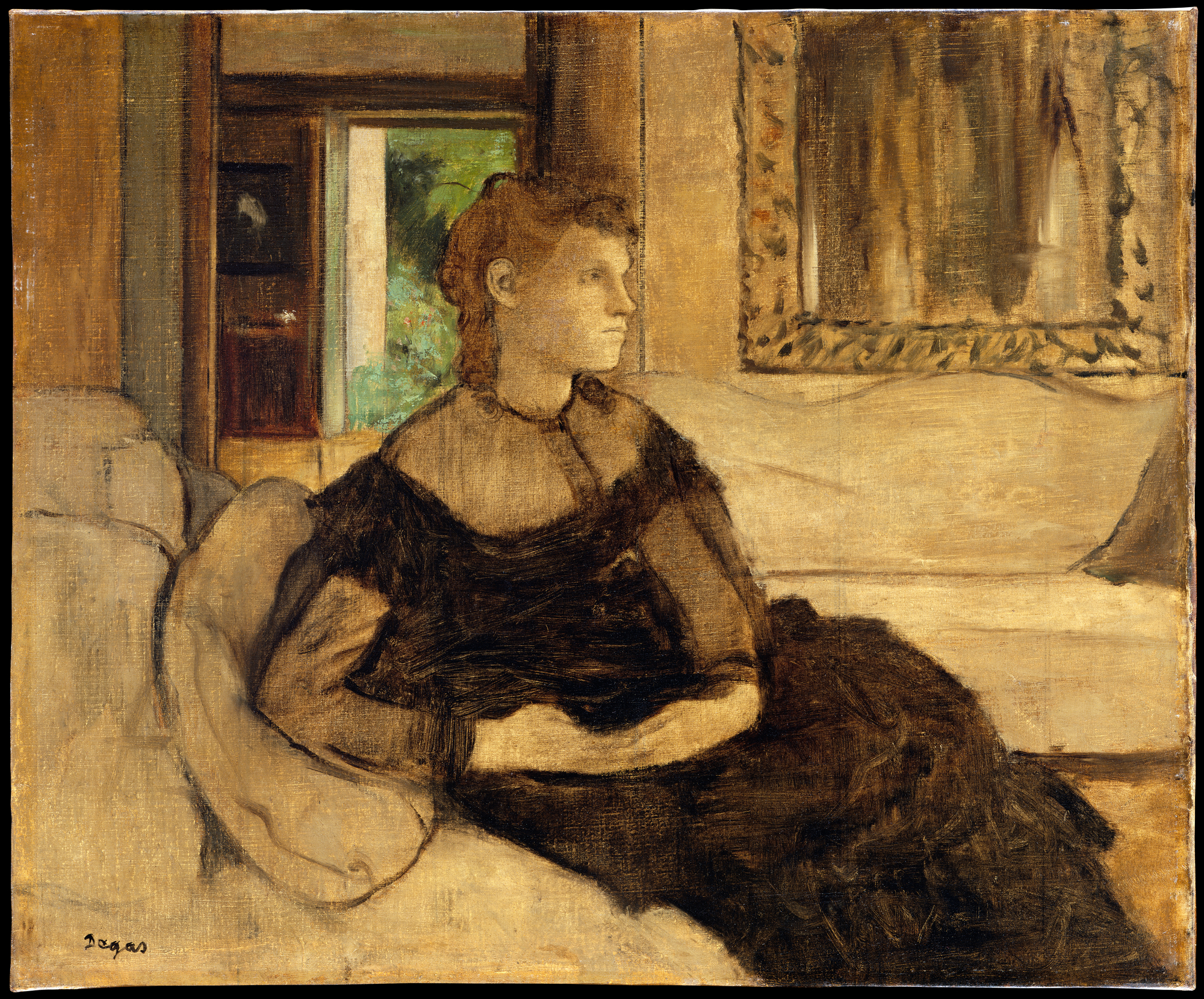
Madame Théodore Gobillard née Yves Morisot Edgar Degas, 1869 Metropolitan Museum of Art.
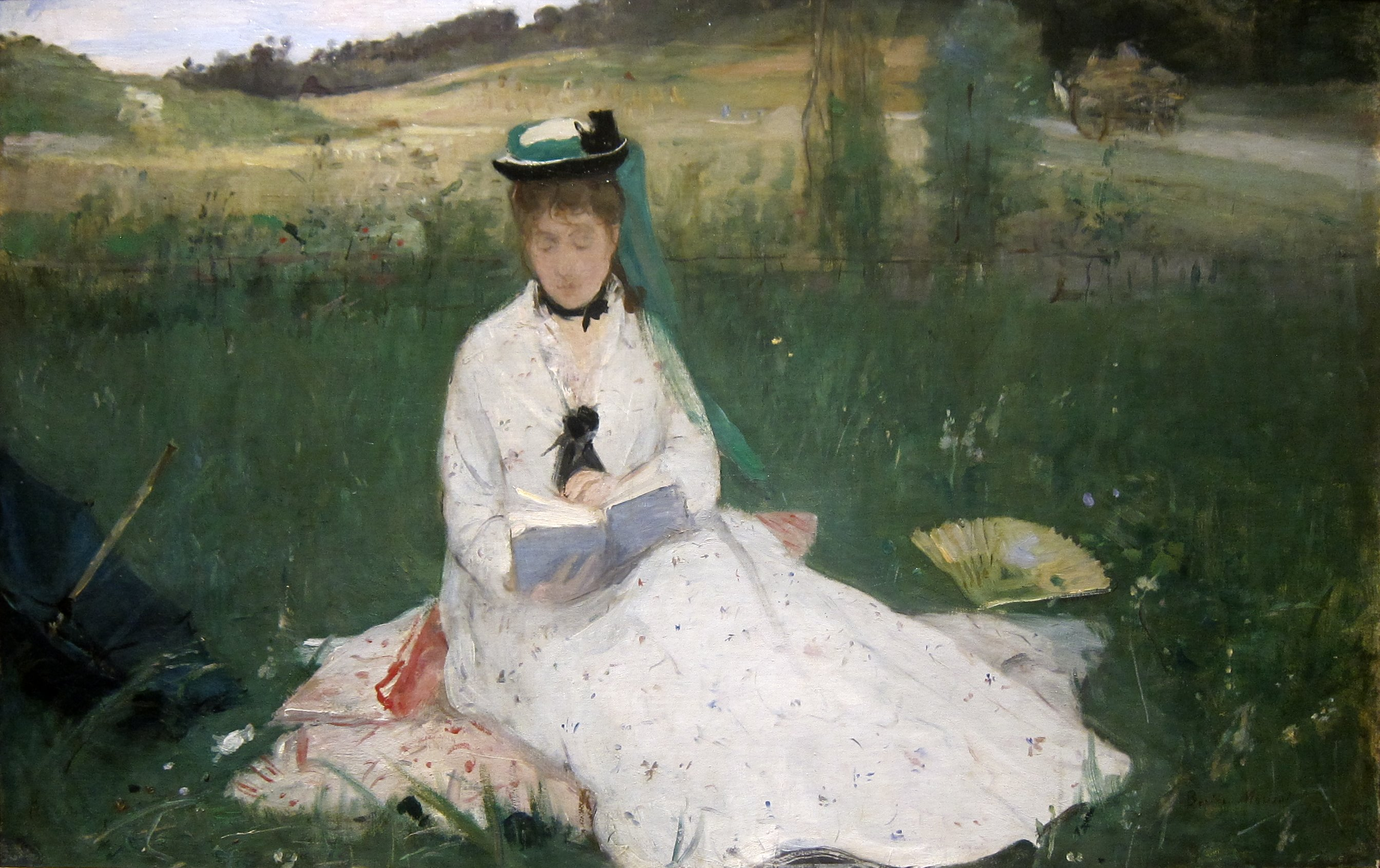
Edma Morisot lisant Berthe Morisot (1867) Cleveland Museum of Art.

Les sœurs Morisot avaient aussi un frère, prénommé Tiburce comme leur père, dont on sait seulement qu'il est né le 11 décembre 1845 à Limoges et qu'il était inspecteur général à la Compagnie des wagons-lits au moment de son mariage en octobre 1887.
Berthe Morisot n'a pas de lien familial avec le peintre Jean Honoré Fragonard, contrairement à ce qui a longtemps été supposé.

### Formation
Au début des années 1850, Edme Tiburce Morisot, démis de ses fonctions par le nouveau régime impérial, s'installe avec sa famille à Passy près de Paris et intègre, dans la capitale, d'abord le Crédit foncier, puis en 1855, la Cour des comptes. Berthe et ses sœurs reçoivent une instruction soignée dans des établissements parisiens très réputés : le Cours Lévi et plus tard celui ouvert en 1853 rue de Verneuil par Mlle Adeline Desir. Leur mère leur fait également donner des leçons de piano.
La mère des sœurs Morisot leur avait offert des leçons de peinture pour faire une surprise à son mari qui, lui-même, avait étudié l'architecture et était amateur d'art. Selon les souvenirs rapportés par Tiburce, le jeune frère de neuf ans, l'enseignement de Geoffroy-Alphonse Chocarne, dans le style néo-classique, ne plaisait pas du tout aux jeunes filles. Et comme l'École des beaux-arts n'était pas ouverte aux femmes, Madame Morisot trouva un autre professeur, Joseph Guichard, dont Edma et Berthe apprécièrent beaucoup l'enseignement. C'est le père qui rapporte les propos enflammés que Joseph Guichard tenait à son épouse sur le talent de ses filles : « Avec des natures comme celle de vos filles, ce ne sont pas des petits talents d'agrément que mon enseignement leur procurera ; elles deviendront des peintres. Vous rendez-vous bien compte de ce que cela veut dire ? Dans le milieu de la grande bourgeoisie qui est le vôtre, ce sera une révolution, je dirais presque une catastrophe. Êtes-vous bien sûre de ne pas me maudire un jour ? ».
Cependant, après avoir rencontré les copistes au Louvre, notamment Fantin-Latour qui s'enthousiasmait pour Boisbaudran et ses méthodes originales, Edma et Berthe demandèrent à Guichard des leçons de peinture en plein air. Guichard les confia au paysagiste Achille Oudinot qui les confia à son tour à son ami Corot.
La famille Morisot loua une maison à Ville-d'Avray, pendant l'été, pour que les jeunes filles puissent peindre auprès de Corot, qui devint bientôt un familier de leur domicile parisien rue Franklin. Comme il était opposé à toute forme d'enseignement traditionnel, on ne sait pas si Corot donna souvent des leçons aux jeunes filles, et dans quel lieu. On remarque néanmoins que Berthe tient de lui sa palette claire et son goût pour les traces apparentes de pinceaux, ou pour les petites études de paysages.

### Premières expositions

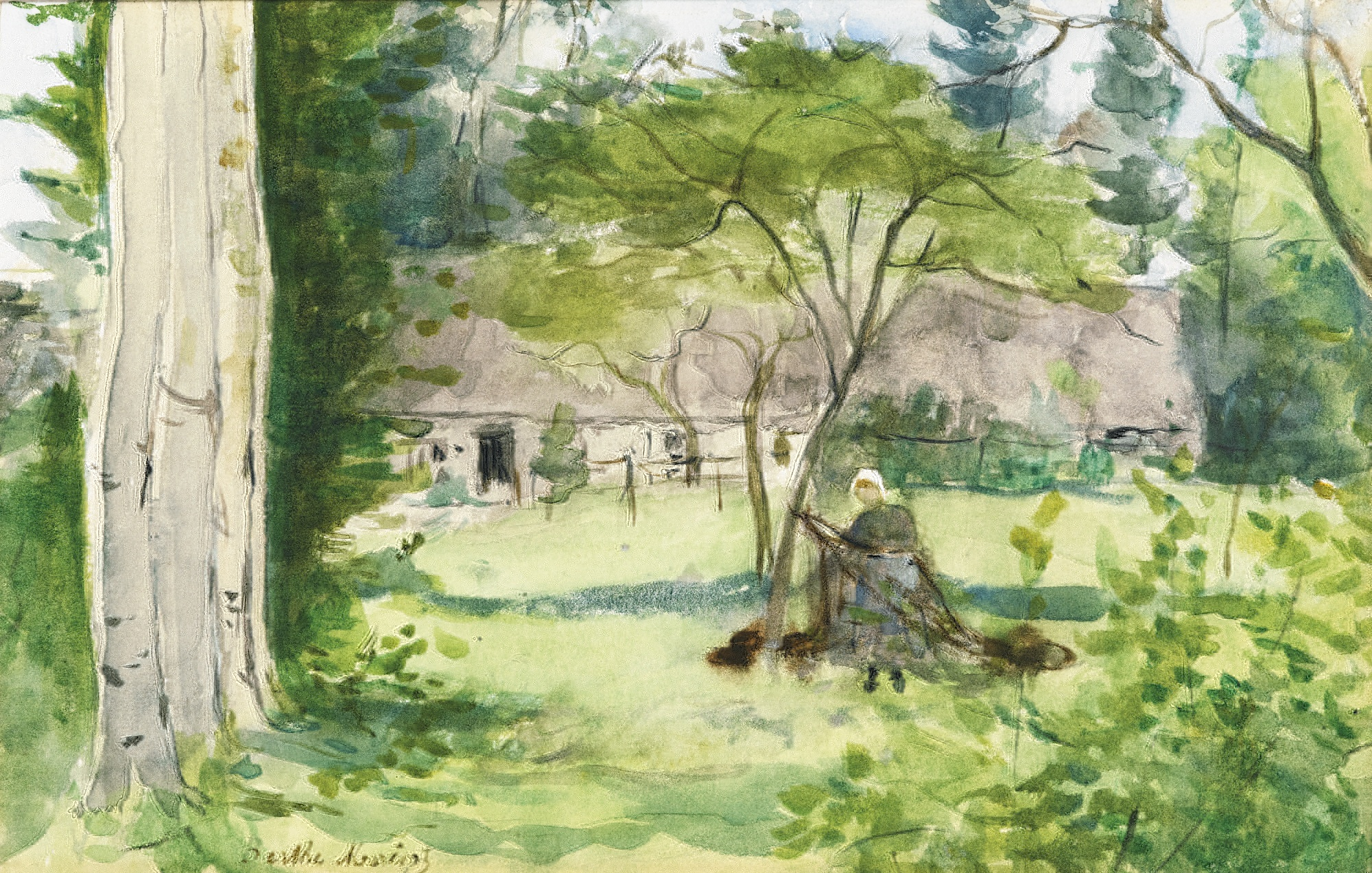
Paysage (aquarelle), 1867, nouvelle étude de Chaumière en Normandie (1865) par Berthe Morisot.

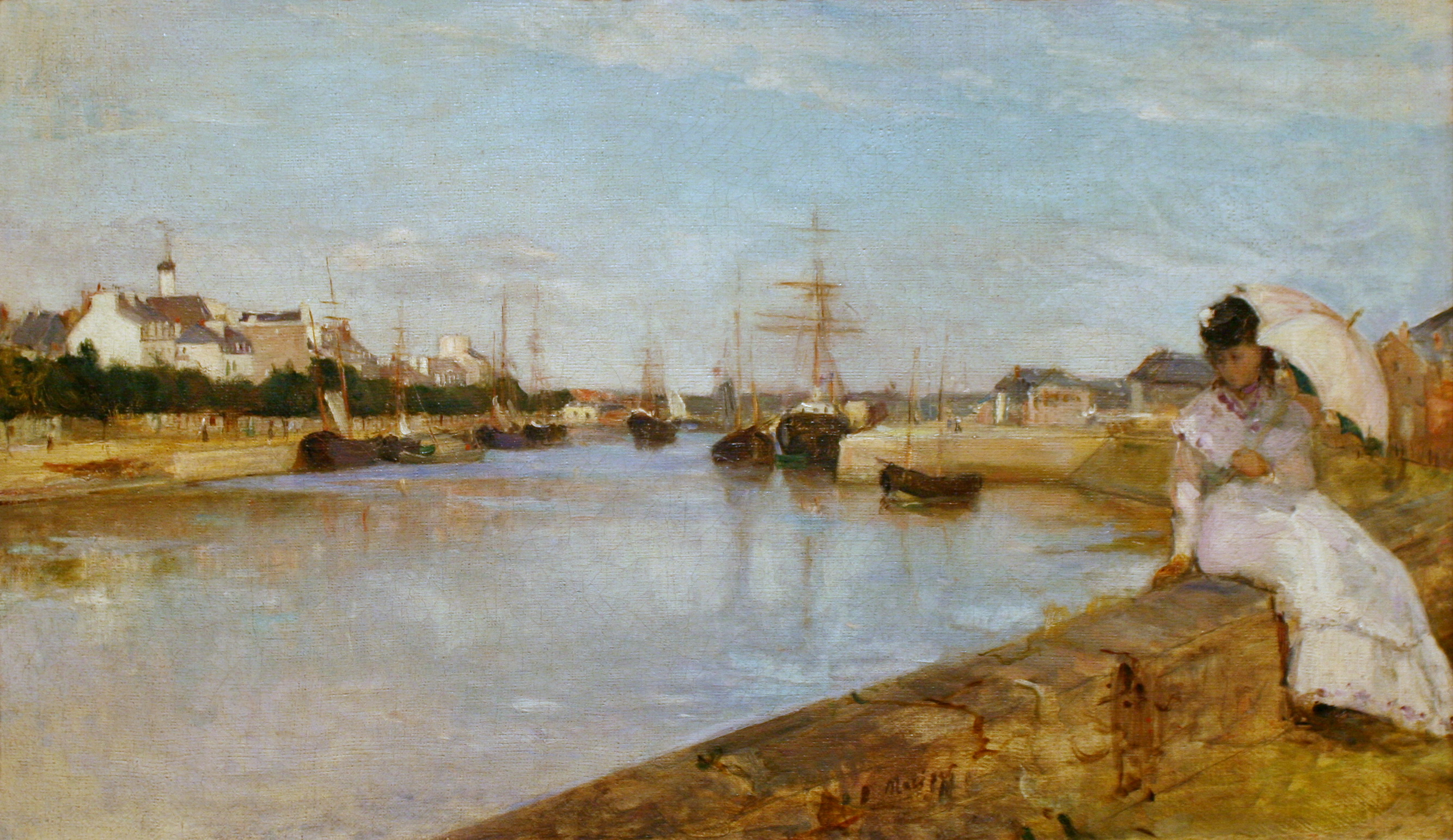
Vue du petit port de Lorient, 1869, par Berthe Morisot.

En 1863, il y eut un phénomène qui devait marquer l'histoire de l'art : le Salon de peinture et de sculpture accepta les toiles de Jean-Baptiste Camille Corot. Mais il refusa un si grand nombre d'artistes parmi les cinq mille qui présentaient des œuvres, et cela créa un tel scandale que l'empereur ouvrit un autre Salon : le Salon des refusés.
Cette agitation n'empêchait pas les sœurs Morisot de préparer leur premier envoi au Salon de 1864. Les Morisot louèrent une ferme dans un quartier de Pontoise nommé « Le Chou », sur les bords de l'Oise, près d'Auvers-sur-Oise. Edma et Berthe furent alors présentées à Charles-François Daubigny, Honoré Daumier et Émile Zola. Pour son premier envoi, Berthe Morisot fut admise au Salon avec Souvenir des bords de l'Oise et Un vieux chemin à Auvers, Edma Morisot avec une scène de rivière à la manière de Corot. Deux critiques d'art remarquèrent les tableaux des sœurs et notèrent l'influence de Corot, mais on leur accorda peu d'attention.
L'année suivante, l'envoi de Berthe Morisot au Salon de 1865 fut remarqué par Paul Mantz, critique d'art à la Gazette des beaux-arts, qui y voyait « beaucoup de franchise et de sentiment dans la couleur et la lumière », appréciation qui contraste avec celle qu'il va porter en 1881 sur la peinture lorsqu'elle montrera plus d'audace dans son style,. Il est vrai que jusqu'en 1867, Berthe Morisot présentait encore des œuvres qui ne dérangeaient pas comme La Brémondière, scène de rivière aujourd'hui disparue. Il reste un de ses premiers chefs-d'œuvre, Chaumière en Normandie (collection particulière), où son talent éclate dans la manière de strier la toile de troncs d'arbres pour faire apparaître en arrière-plan des vues d'une chaumière.
Au salon de 1867, elle présente le tableau Vue de Paris prise des hauteurs du Trocadéro (Santa Barbara Museum of Art, Californie), qui donne à Manet l’idée de peindre sa Vue de l’Exposition Universelle de 1867 (Nasjonalgalleriet, Oslo). Mais elle n'est pas contente de son travail car elle écrivit à Edma que « (…) comme arrangement, cela ressemble à du Manet. Je m'en rends compte et je suis agacée ». Au Louvre, les sœurs Morisot ont rencontré Édouard Manet avec les copistes. Berthe devient son élève et son modèle favori. Les parents Morisot donnaient des soirées où ils rencontraient les Manet. Madame Manet-mère donnait également des soirées où elle recevait les Morisot, et tout ce monde se retrouvait encore aux soirées de monsieur de Gas (père d'Edgar Degas) où étaient présents Charles Baudelaire, Emmanuel Chabrier, Charles Cros, James Tissot, Pierre Puvis de Chavannes. Cette bourgeoisie d'avant-garde était alors très mondaine. On apprit par madame Loubens (surtout connue pour le portrait que Degas a fait d'elle) que Degas avait été amoureux d'Edma Morisot, et que Manet avait exprimé de l'admiration pour son travail. Le salon des Morisot était fréquenté par un nombre croissant de célibataires, parmi lesquels se trouvait Jules Ferry auprès duquel Tiburce Morisot dénonça les dangers du baron Haussmann et ses projets urbains grandioses. Les deux sœurs avaient confié des toiles au marchand Alfred Cadart, dont elles attendaient beaucoup et qui se révéla décevant mais madame Morisot s'inquiétait moins, désormais, pour la carrière de ses filles que pour le choix de leurs époux : Yves venait d'épouser en 1866 Théodore Gobillard, un fonctionnaire mutilé d'un bras pendant la campagne du Mexique. Edma épousa deux ans plus tard Adolphe Pontillon, officier de marine, ami de Manet, avec lequel elle partit pour la Bretagne.
Après avoir passé un dernier été avec ses deux sœurs en Bretagne, chez Edma, Berthe Morisot commença une carrière indépendante. Elle peignit une vue de la rivière de Pont-Aven à Rozbras, exposée l'année suivante au Salon de 1868, avec les toiles d'Edma, qui exposait encore. La plupart des critiques — sauf Émile Zola, ardent défenseur de Manet — négligèrent, cette année-là, les œuvres de Berthe et d'Edma Morisot. À cette époque, le mépris pour les femmes peintres atteignait des sommets, et Manet écrivait à Fantin-Latour : « Je suis de votre avis, les demoiselles Morisot sont charmantes, c'est fâcheux qu'elles ne soient pas des hommes. Cependant, elles pourraient, comme femmes, servir la cause de la peinture en épousant chacune un académicien et en mettant la discorde dans le camp de ces gâteux. »
Mais Berthe Morisot poursuivit sa carrière ; en 1869, elle rapporta d'une visite à sa sœur une Vue du petit port de Lorient, National Gallery of Art.

### L'encombrant ami Manet

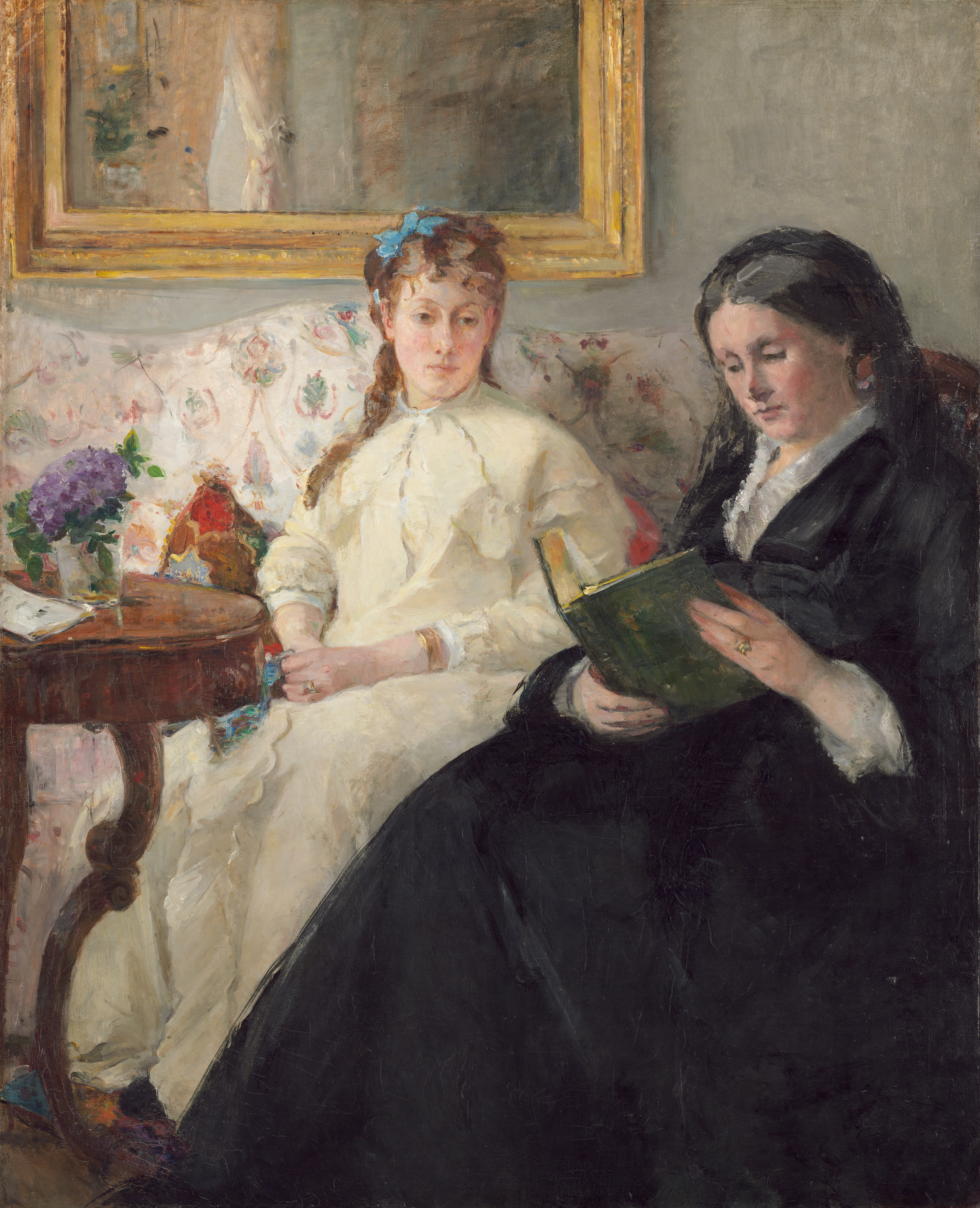
La Lecture (intitulé aussi : Madame Morisot et sa fille, Madame Pontillon) (1869-1870).

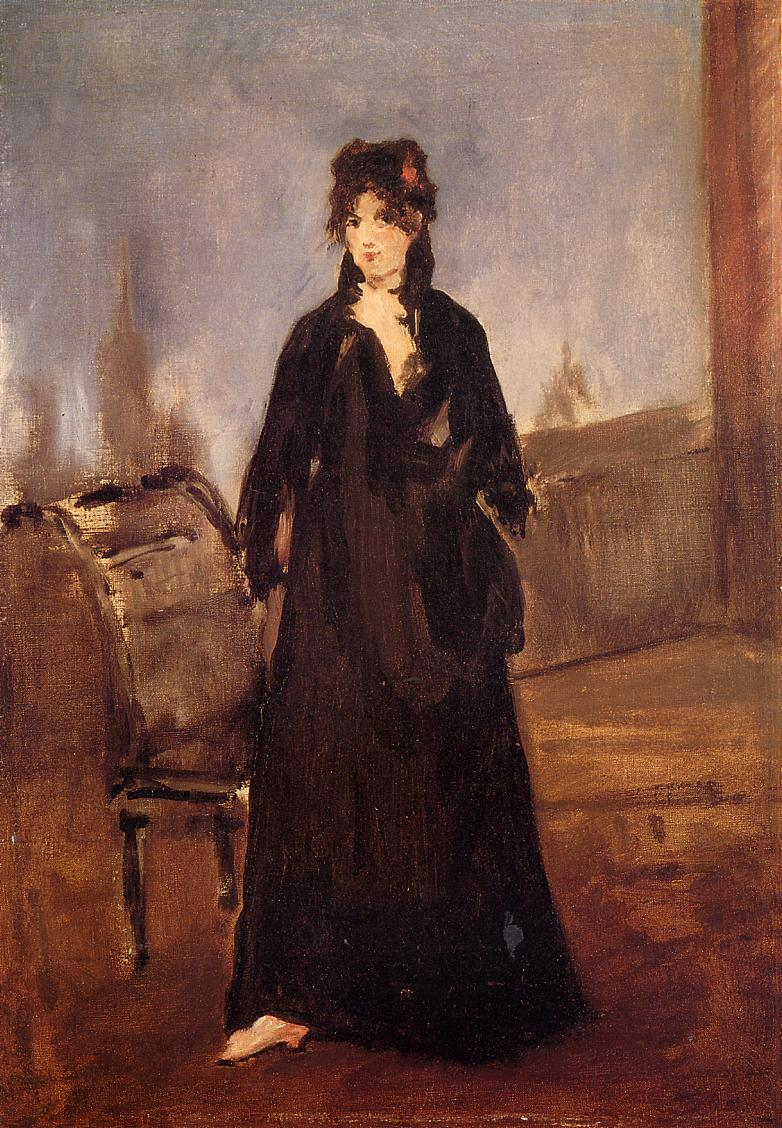
Berthe Morisot au soulier rose peinte par Édouard Manet en 1872, Hiroshima Museum of Art.

De Lorient, en 1869, Berthe Morisot rapporta une toile représentant Edma Morisot, intitulée Jeune femme à sa fenêtre (Madame Pontillon), National Gallery of Art. Berthe Morisot adoptait là un style qui rappelait une scène de genre d'Alfred Stevens, tout en faisant preuve d'une bien plus grande liberté. Manet venait alors de commencer une toile semblable de plus grand format, et il éprouvait les plus grandes difficultés à traiter le visage de son modèle Eva Gonzalès, qui s'était également mis en tête de devenir son élève : Manet s'y reprit trente fois. Frustré, il s'acharnait sur le petit portrait d'Edma souhaitant que Berthe le retravaillât. Mais il en faisait les plus grands éloges. Le tableau fut d'ailleurs admis au salon de 1870 en même temps qu'un autre tableau de Berthe Morisot, de plus grand format, représentant madame Morisot-mère et Edma, intitulé Madame Morisot et sa fille, Madame Pontillon, également intitulé La Lecture, National Gallery of Art. Manet était intervenu à outrance sur ce tableau, ce qui déplut à Mme Morisot mère, laquelle écrivit le 20 mars 1870 : « Pour mon compte, je trouvais atroces les améliorations que Manet avait fait subir à ma tête. Le voyant dans cet état, Berthe me disait qu'elle préférait le voir au fond de la rivière plutôt que d'apprendre qu'il était reçu. » Berthe Morisot n'appréciait pas les interventions du peintre sur cette toile et elle la retoucha discrètement avant de l'envoyer au salon. Il semble que les critiques aient été au courant des interventions excessives de Manet, raison pour laquelle ils gardèrent sur cette œuvre un silence discret, ce qui irrita Manet. Berthe Morisot ne lui tint pas rigueur de cet épisode et leur amitié resta intacte. Manet avait une tendance à « s'approprier » Berthe Morisot, qu'il avait déjà fait poser pour son tableau Le Balcon et qu'il choisit souvent comme modèle, notamment juste après ses fiançailles avec Eugène Manet et juste après leur mariage (le 22 décembre 1874 à 9 h du matin à la mairie du 16e,).
Le 19 juillet 1870, éclatait la guerre entre la France et la Prusse. Les frères Manet, Degas, Félix Bracquemond et d'autres artistes étaient engagés dans la Garde nationale. Berthe Morisot accepta de partir pour Saint-Germain-en-Laye avec sa mère, mais après avoir rejoint Edma à Cherbourg où elle peignit, elle refusa de quitter la France et revint à Paris quelques mois plus tard alors que les combats s'intensifiaient autour de Paris et que la santé de la jeune fille était mise à rude épreuve. Berthe Morisot cessa de peindre pendant un temps. De Cherbourg, elle avait rapporté Le Port de Cherbourg, 1871, collection particulière, Femme et enfant assis dans un pré, 1871, Au Bord de la forêt, 1871.

### Influence et échanges Morisot-Manet

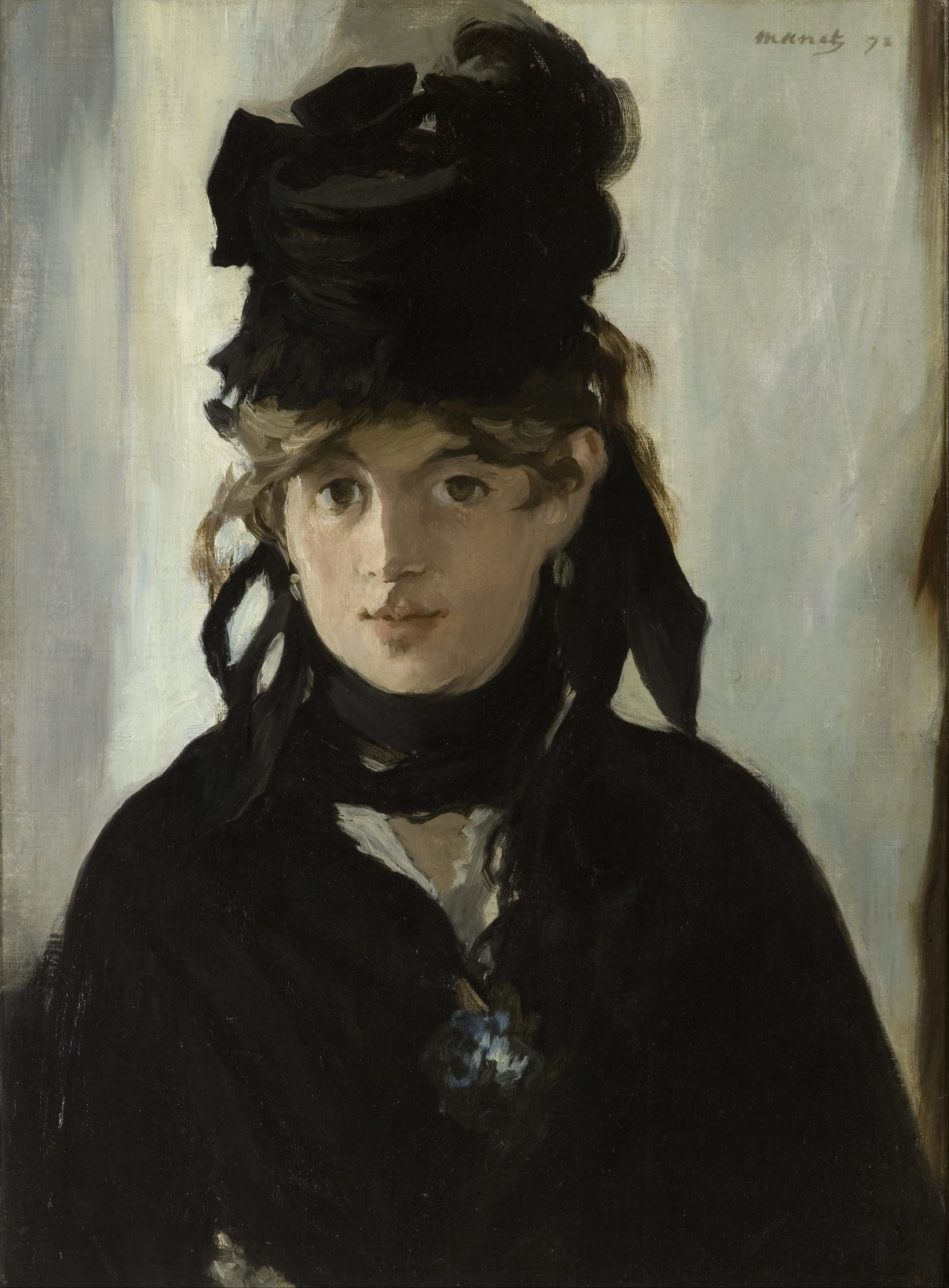
Berthe Morisot par Édouard Manet (1872). Ses yeux étaient si puissamment obscurs que Manet, pour en fixer toute la force ténébreuse et magnétique, les a peints noirs au lieu de verdâtres qu’ils étaient. Paul Valéry.

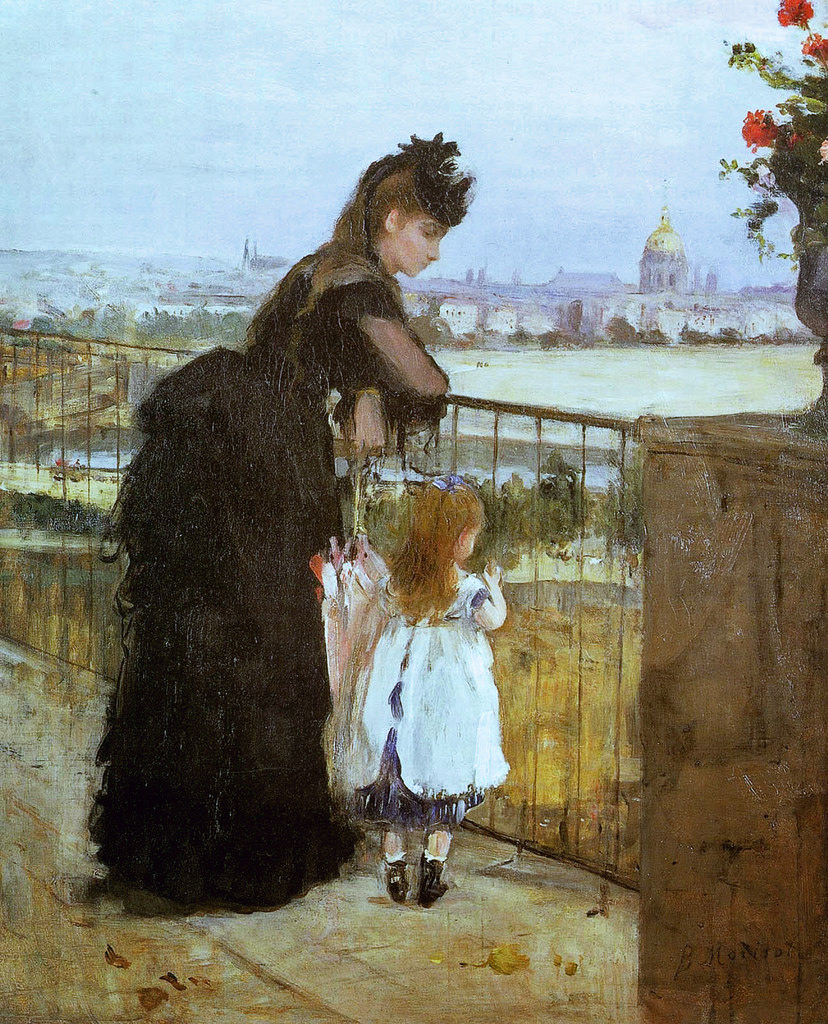
Femme et enfant au balcon par Berthe Morisot (1872).

Il y eut ensuite un chassé-croisé d'influences mutuelles, d'emprunts parfois imperceptibles, de Manet à Morisot et inversement. Entre 1871 et 1872, Morisot réalisa un tableau représentant sa sœur, Edma Pontillon avec sa nièce Paule, sous le titre Femme et enfant au balcon (collection particulière). Edma est de profil et l'enfant, de dos, tourné vers Paris, reprend une idée que l'artiste avait déjà traitée dans une des aquarelles de Cherbourg : Femme et enfant assis dans un pré 1871, où l'enfant a également le dos tourné. L'année suivante Manet reprit la silhouette de l'enfant vue de dos, qui regarde au loin, à travers une grille dans son Chemin de fer, National Gallery of Art, mais la balustrade verte de Berthe Morisot rappelle celle du Balcon de Manet.
Berthe Morisot aimait tant son tableau qu'elle en fit une copie à l'aquarelle (Art Institute of Chicago). Le personnage de dos apparaît souvent dans ses toiles. Par ce procédé, elle donnait aux portraits de famille un aspect moins affecté, qui inaugurait un nouveau genre déjà expérimenté avec la toile Intérieur, 1871. La femme de profil au premier plan voit l'enfant écarter le rideau de la fenêtre, mais la lumière du jour est si forte que toutes les formes sont dissoutes, ce qui lui vaudra d'être refusé au Salon de 1872.
L'atelier de Berthe Morisot à Passy avait été endommagé par la guerre. Elle cessa de peindre un temps et préféra poser pour Manet qui, déprimé par la guerre et les dégâts de la syphilis, n'arrivait plus à travailler. De cette période date Berthe Morisot au chapeau noir, 1872, collection particulière.
Au début de l'année 1872, par l'intermédiaire d'Alfred Stevens, le marchand Paul Durand-Ruel vint dans l'atelier de Manet et lui acheta vingt deux toiles. Au début juillet, Morisot demanda à Manet de montrer un de ses paysages de bord de mer à Durand-Ruel qui acheta : L'Entrée du port de Cherbourg, musée Léon-Alègre, Bagnols-sur-Cèze, et trois aquarelles de Berthe Morisot dont La Jeune Fille sur un banc (Edma Pontillon), 1872, National Gallery of Art, puis en 1873, Vue de Paris des hauteurs du Trocadéro qu'il revendit à un prix respectable à Ernest Hoschedé négociant et collectionneur.
Peu à peu, Berthe Morisot allait s'écarter des couleurs sombres de Manet pour adopter des couleurs de plus en plus claires.

### Maîtrise de l'art

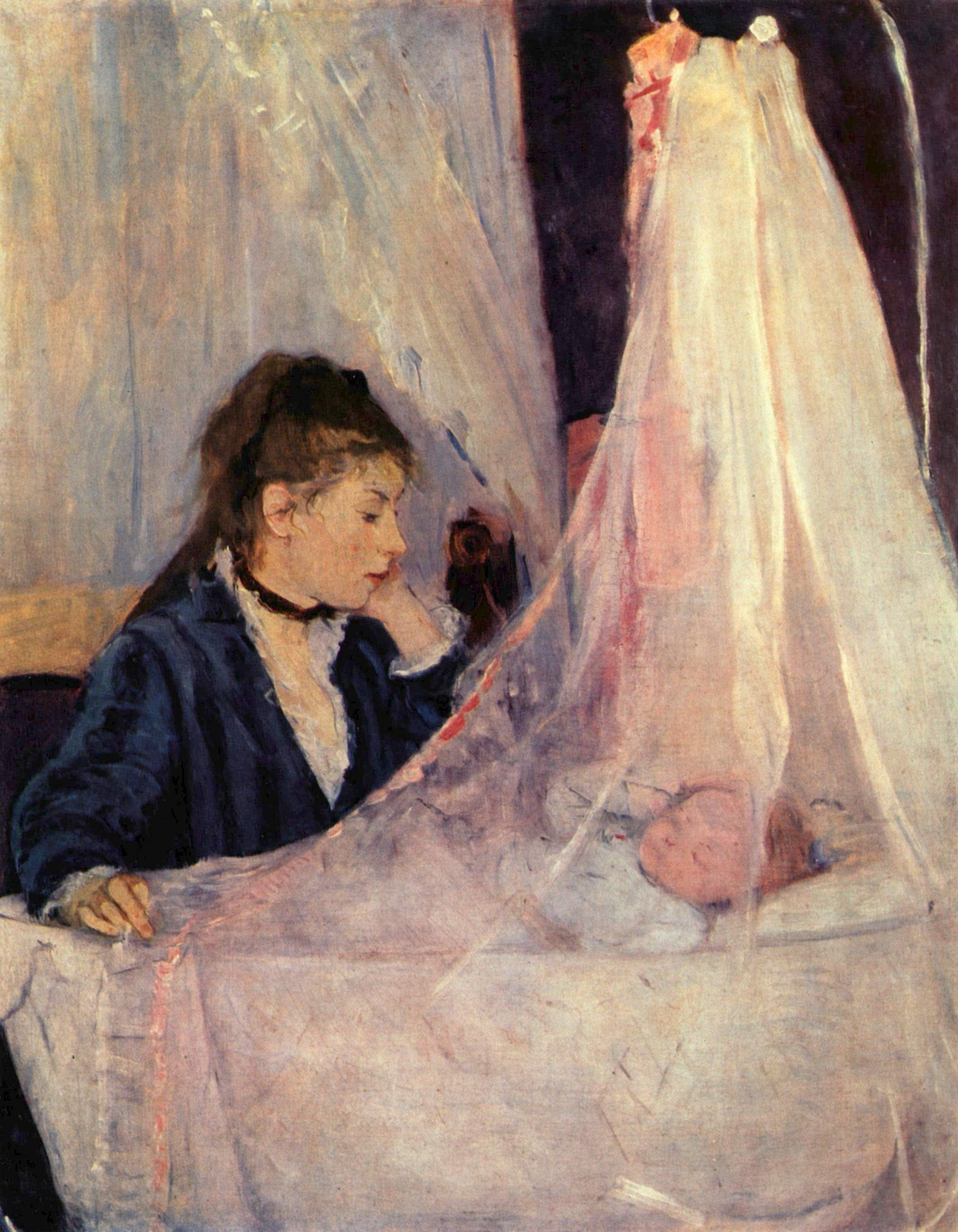
Le Berceau, 1872, musée d'Orsay.

Chasse aux papillons, 1874, musée d'Orsay.

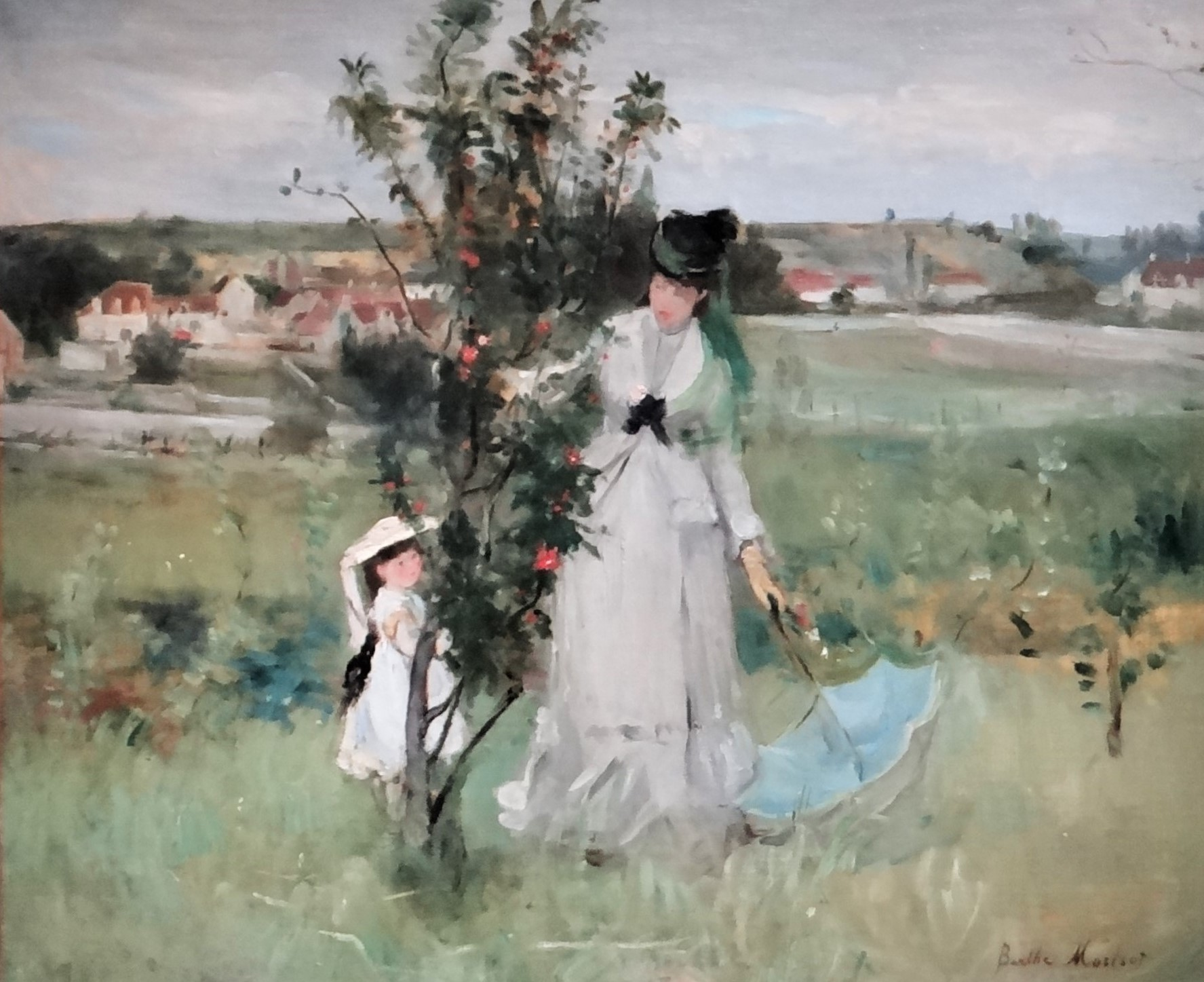
Cache-cache, 1873, Collection particulière.

La maîtrise de Berthe Morisot commençait à subjuguer ses camarades qui la reconnaissaient comme une artiste à part entière, en particulier Edgar Degas. Elle commençait à se détacher des couleurs un peu sombres pour adopter des tons de plus en plus clairs, qu'elle tenait de Corot. Parfois ses couleurs étaient éclatantes comme sur la toile Intérieur que le jury du salon de 1872 refusa, ce qui indigna Puvis de Chavannes. Manet qui suivait toujours de très près le travail de Morisot se laissa peu à peu influencer par les teintes claires de La Petite fille aux jacinthes, pastel, 1872, de Jeune fille assise sur un banc (Edma Pontillon), 1872, et du Berceau, 1872, Musée d'Orsay envoyé au salon de 1872.
Le Berceau marque une étape dans l'évolution de Berthe Morisot : « La façon dont Berthe peint cette enfant avec des blancs détrempés, des gris frottés et des petits points roses parsemés sur le bord du tissu suppose un pinceau extraordinairement libre qui contraste avec les traits nettement dessinés de la mère. »
C'est de cette époque que date le plein épanouissement de Berthe Morisot qui allait souvent s'installer dans la propriété de sa sœur à Maurecourt au bord de l'Oise dans les Yvelines pour travailler. Son style évolue notablement : « […] son extraordinaire sensibilité artistique est exprimée avec une extrême délicatesse de touches, et une brosse rapide, art que l'on peut rapprocher de celui de la fugue, et qui semble faire naître de la lumière même les personnages inscrits dans le paysage. Chasse aux papillons, 1874, huile sur toile, 46 × 56 cm musée d'Orsay, Cache-cache, 1873, huile sur toile 45,1 × 54,9 cm, collection privée, montrent la maîtrise parfaite de l'expression plastique où les influences de Corot et de Manet sont à la fois assimilées et transcendées. » De cette époque naîtront des œuvres comme : Madame Boursier et sa fille 1873, huile sur toile, 74 × 52 cm, Brooklyn Museum, Sur la pelouse, 1874, pastel, 73 × 92 cm, musée du Petit Palais, Paris, Sur la plage, 1873, Musée des beaux-arts de Virginie, Richmond (Virginie).
À l'été 1874, Berthe Morisot passa ses vacances à Fécamp avec Edma, ses enfants, et des amis de la famille qui posèrent pour elle. En vacances non loin de là, Eugène Manet, âgé de quarante et un ans, venait parfois peindre aux côtés de Berthe Morisot et surtout la courtisait. Le 22 décembre suivant, elle l'épousait à la mairie puis à l'église de Notre-Dame-de-Grâce de Passy. Cette année-là, Édouard fit de Berthe deux magnifiques portraits, Portrait de Berthe Morisot à l'éventail (palais des beaux-arts de Lille), où Berthe Morisot apparaît en deuil après la mort de son père en janvier. On distingue néanmoins sa bague de fiançailles sur la main gauche et l'éventail est replié. L'autre portrait est intitulé Berthe Morisot à l'éventail, musée d'Orsay présente l'artiste le visage caché derrière son éventail.

### Engagement impressionniste

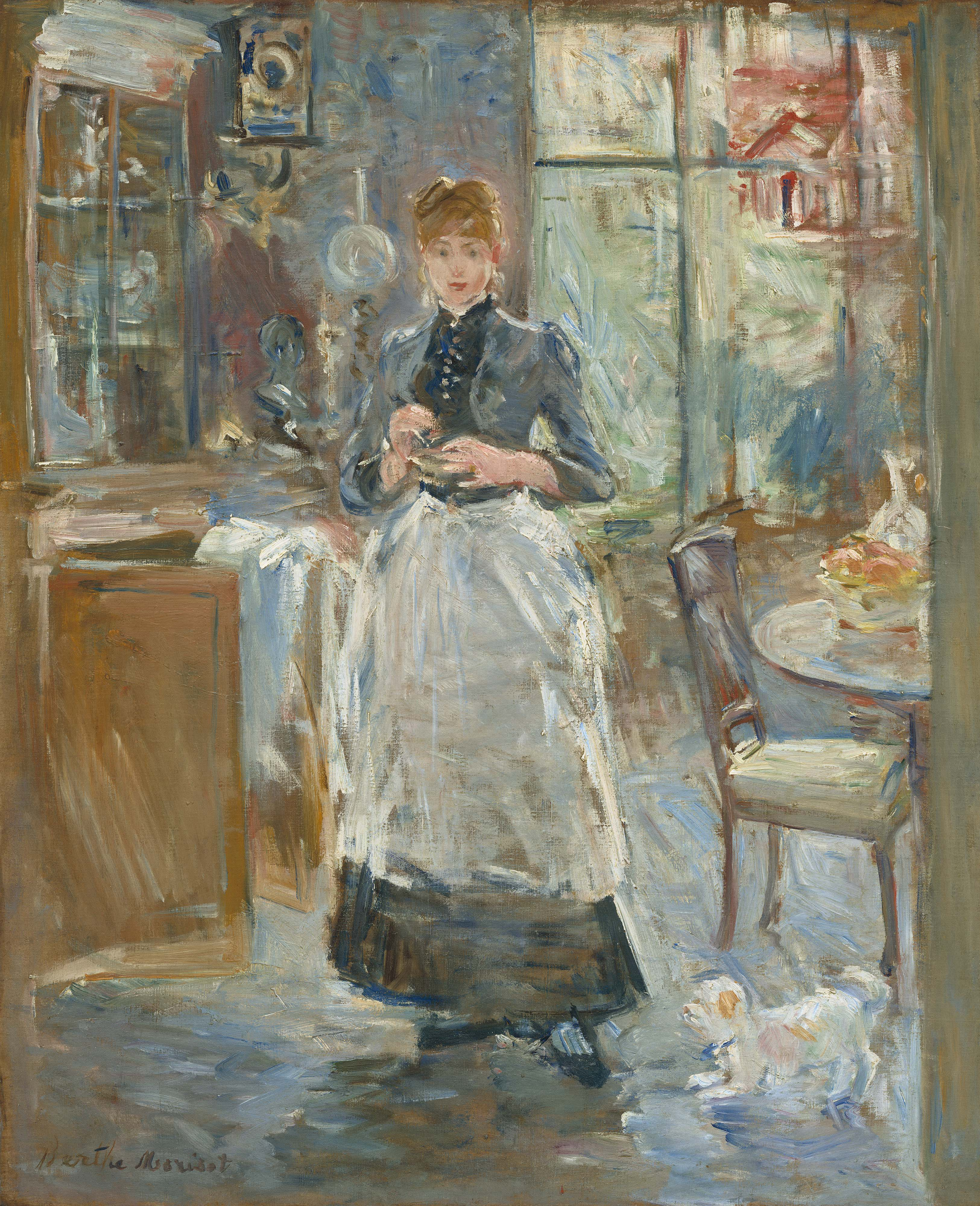
Dans la salle à manger, 1886, National Gallery of Art, Washington.

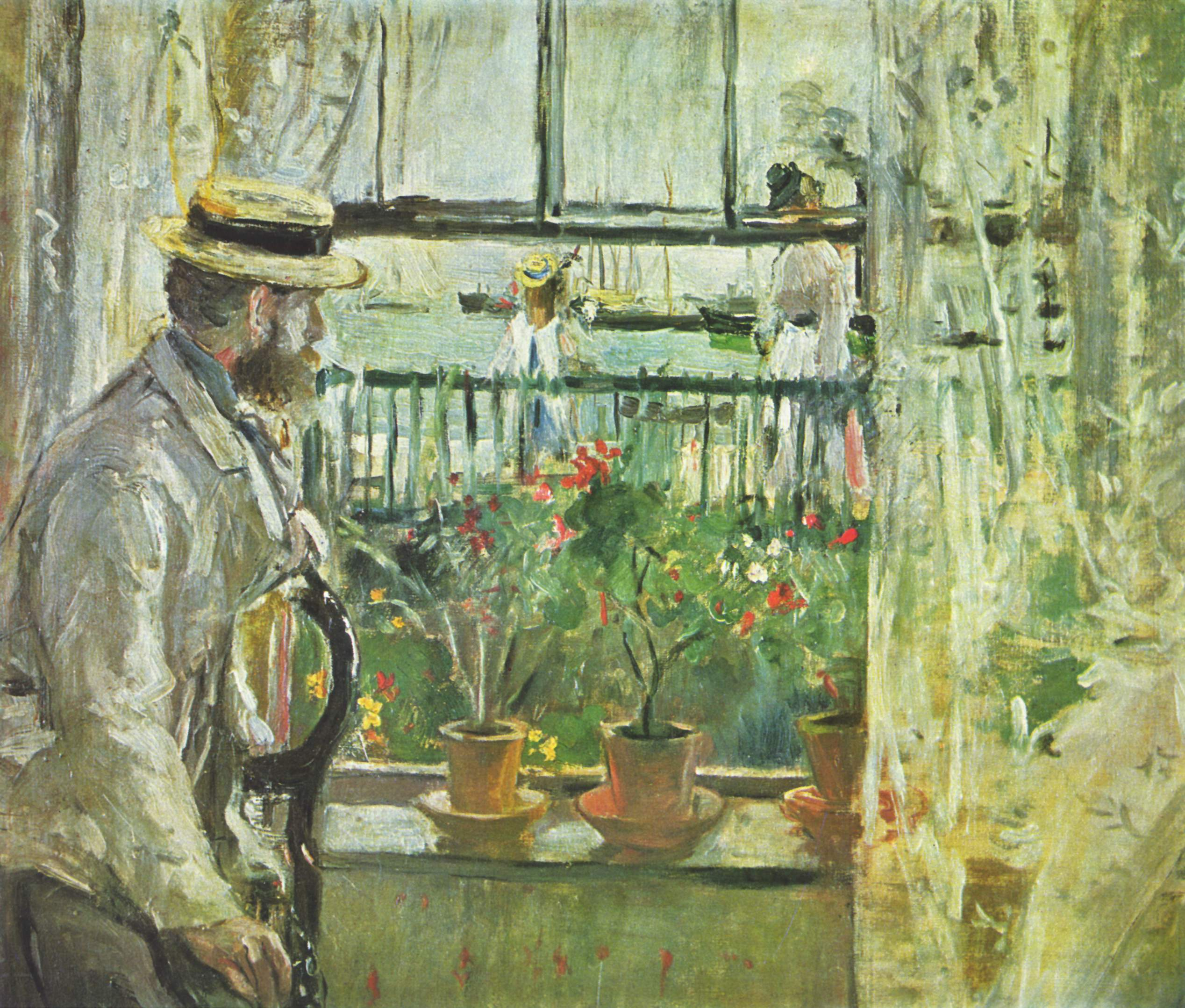
Eugène Manet à l'île de Wight, 1875, Musée Marmottan-Monet, Paris.

Dans les blés, 1875, musée d'Orsay, Paris.

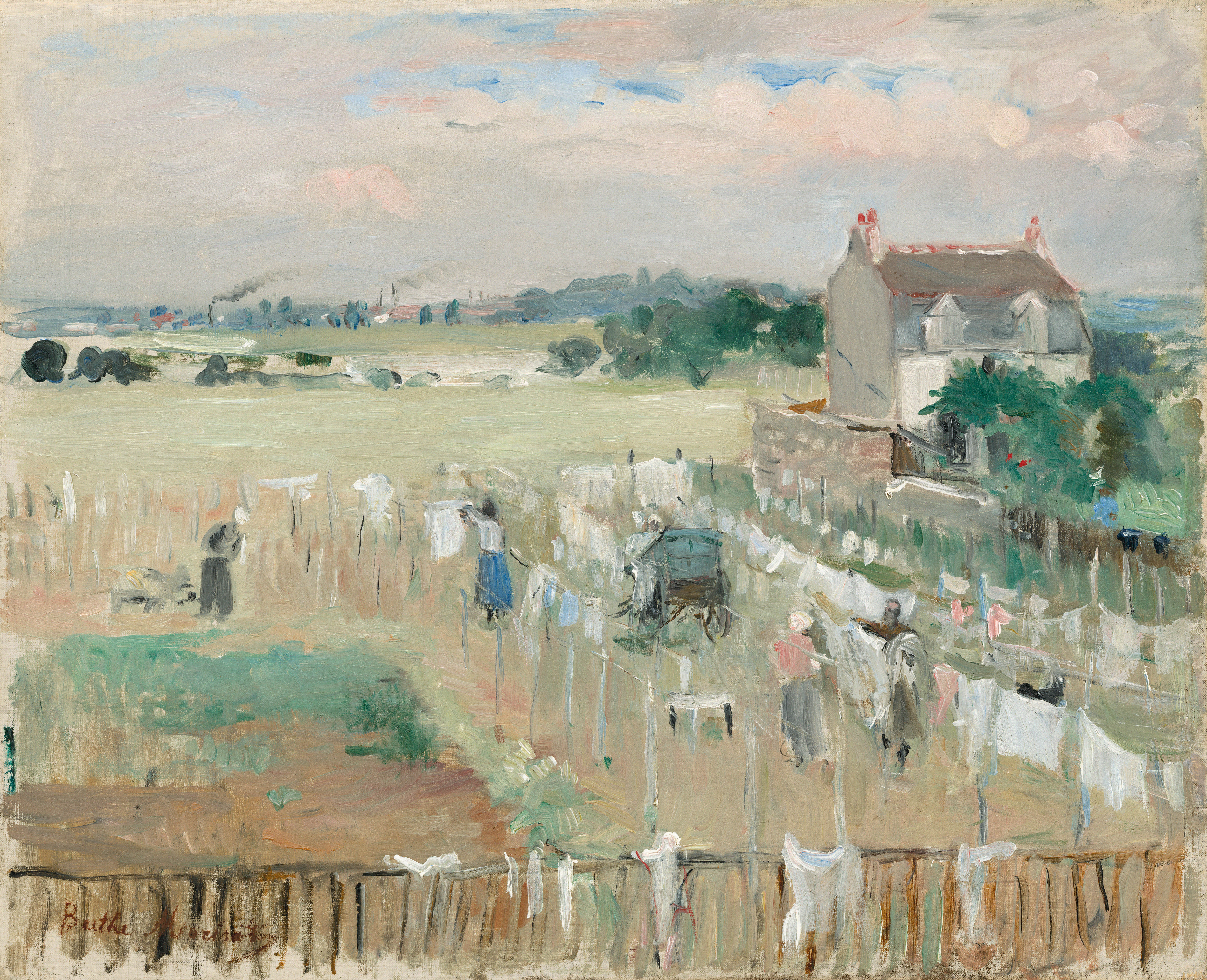
Percher de blanchisseuses, 1875, National Gallery of Art.

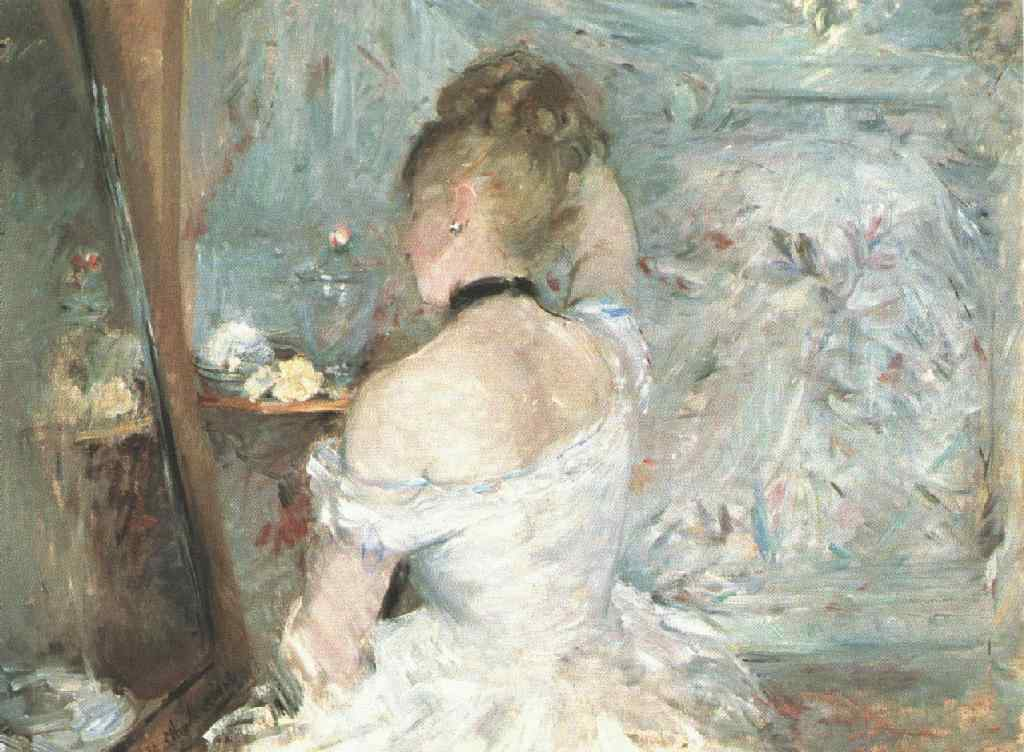
Femme à sa toilette, 1875.

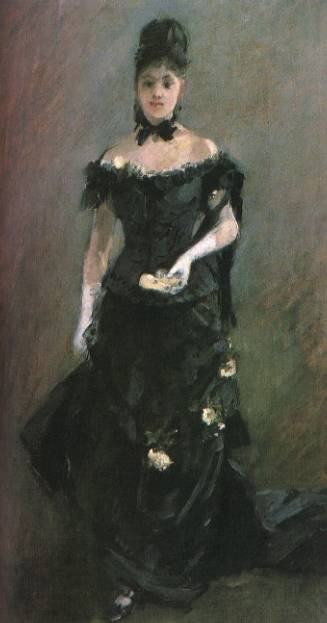
Femme en noir (Avant le théâtre), 1875, Musée national de l'Art occidental, Tokyo.

Le Salon de 1873 avait été houleux. Les artistes qui s'étaient vus refuser leurs travaux se plaignaient des choix conservateurs du jury. Berthe Morisot n'eut qu'un seul tableau accepté Blanche, œuvre très conventionnelle qui représentait sans doute Blanche Pontillon bébé,. Mais déjà, un groupe d'artistes composé de Monet, Pissarro, Sisley, Degas, avaient signé une charte le 27 décembre 1873, projetant d'organiser une coopérative : La Société des artistes français, qui allait prendre le nom de Société anonyme des artistes peintres, sculpteurs et graveurs à laquelle Berthe Morisot adhéra après la mort de son père. Elle abandonnait le Salon officiel pour les expositions impressionnistes dont elle allait être l'un des éléments marquants. Ceci en dépit des conseils de Puvis de Chavannes, et du refus de Manet, qui venait de recevoir une médaille au salon de 1873 et qui ne voulait pas se joindre au groupe, « ...prouvant ainsi que pour être admis, il faut faire au goût officiel d'énormes concessions ». Les discussions étaient vives.
La Première exposition des peintres impressionnistes eut lieu dans les Salons Nadar, 35 boulevard des Capucines, là où se trouvaient les anciens ateliers du photographe Nadar. Vingt neuf artistes y participaient, Berthe Morisot étant la seule femme. Une semaine avant l'ouverture de l'exposition, Puvis de Chavannes lui envoya une lettre pour la mettre en garde contre le fiasco de cette entreprise. Mais rien n'arrêta la jeune artiste. Elle affirmait ainsi son indépendance vis-à-vis de Manet qui s'était détourné de cette exposition contestataire. Parmi les huiles qu'elle envoya chez Nadar, il y avait Le Berceau (musée d'Orsay), Le Port de Cherbourg, La Lecture, Cache-cache, parmi les pastels : Portrait de mademoiselle Madeleine Thomas, Le Village de Maurecourt, Sur la Falaise, pastel, département des arts graphiques, musée du Louvre,. D'après le catalogue de l'exposition, Berthe Morisot exposa quatorze huiles, trois pastels et trois aquarelles.
Trois mille cinq cents visiteurs se bousculèrent, la critique vint en nombre. La plus remarquée fut celle parue le 25 avril dans Le Charivari signée Louis Leroy, qui, reprenant dans son article le titre d'un des tableaux de Monet Impression, soleil levant, donna son nom au mouvement impressionniste : « ... Mais l'impression, devant le boulevard des Capucines […] En voilà de l'impression ou je ne m'y connais pas […] Je me disais aussi, puisque je suis impressionné, c'est qu'il y a de l'impression là-dedans. »
Eugène soutenait déjà Berthe à l'été 1874, au moment où la presse ridiculisait la jeune femme, l'accusant de se donner en spectacle. Mais Berthe Morisot poursuivait avec ardeur dans la voie qu'elle avait choisie. Elle s'affirmait, abandonnant un tableau dont le fond n'était pas terminé : Portrait de madame Hubbard Ordrupgaard museum de Copenhague, et le conservant pour le vendre, alors qu'autrefois, elle aurait détruit une œuvre inachevée. Elle participa à une vente aux enchères à Drouot où douze de ses œuvres furent vendues.
Ce fut un scandale. Renoir racontait qu'un détracteur avait qualifié Berthe Morisot de prostituée et que Pissarro lui avait envoyé son poing dans la figure, ce qui avait déclenché une bagarre,. La police fut appelée en renfort.
Manet encourageait les journalistes à apporter leur soutien à cette vente, alors que le journal Le Figaro dénonçait les tendances révolutionnaires et dangereuses de la première exposition impressionniste dans une violente diatribe signée Albert Wolff. Le journaliste traitait les artistes d'aliénés : « Il y a aussi une femme dans le groupe comme dans toutes les bandes fameuses ; elle s'appelle Berthe Morisot et est curieuse à observer. Chez elle, la grâce féminine se maintient au milieu des débordements d'un esprit en délire. » Eugène Manet avait l'intention de le provoquer en duel, mais Berthe Morisot et ses camarades le détournèrent de ce projet.
Des œuvres de cette époque s'appliquent à décrire, dans des formats plus petits, le monde ouvrier que Zola célébrait, et que Monet, Pissarro et Degas choisirent aussi pour sujet à partir de 1875. Morisot elle-même participa de cette tendance avec un de ses tableaux les plus réussis : Percher de blanchisseuses, 1875, National Gallery of Art, Washington. Cette année-là, Eugène fut contraint d'être le modèle de Berthe (il détestait poser) pour le tableau : Eugène Manet à l'île de Wight, Musée Marmottan-Monet.
Morisot, désormais plus sûre d'elle, chercha à vendre ses toiles. Édouard et Eugène Manet l'encouragèrent à les envoyer à la galerie Dudley de Londres qui n'en exposa aucune. En revanche, Hoschedé acheta chez Durand-Ruel Femme à sa toilette, scène d'intérieur inondée de lumière et traitée à grands traits, collection particulière. Certains critiques d'art, Arthur Baignières surtout, commentaient l'évolution de son style en regrettant qu'elle poussât aussi loin la recherche impressionniste : « Elle pousse le système impressionniste à l'extrême et nous le regrettons d'autant plus qu'elle possède des qualités rares comme coloriste. Plusieurs de ses toiles représentent des vues de l'île de Wight et on ne peut pas les reconnaître […] Mademoiselle Morisot est une impressionniste si convaincue qu'elle peut peindre jusqu'au mouvement de chaque chose inanimée,. »

### Figure de proue impressionniste

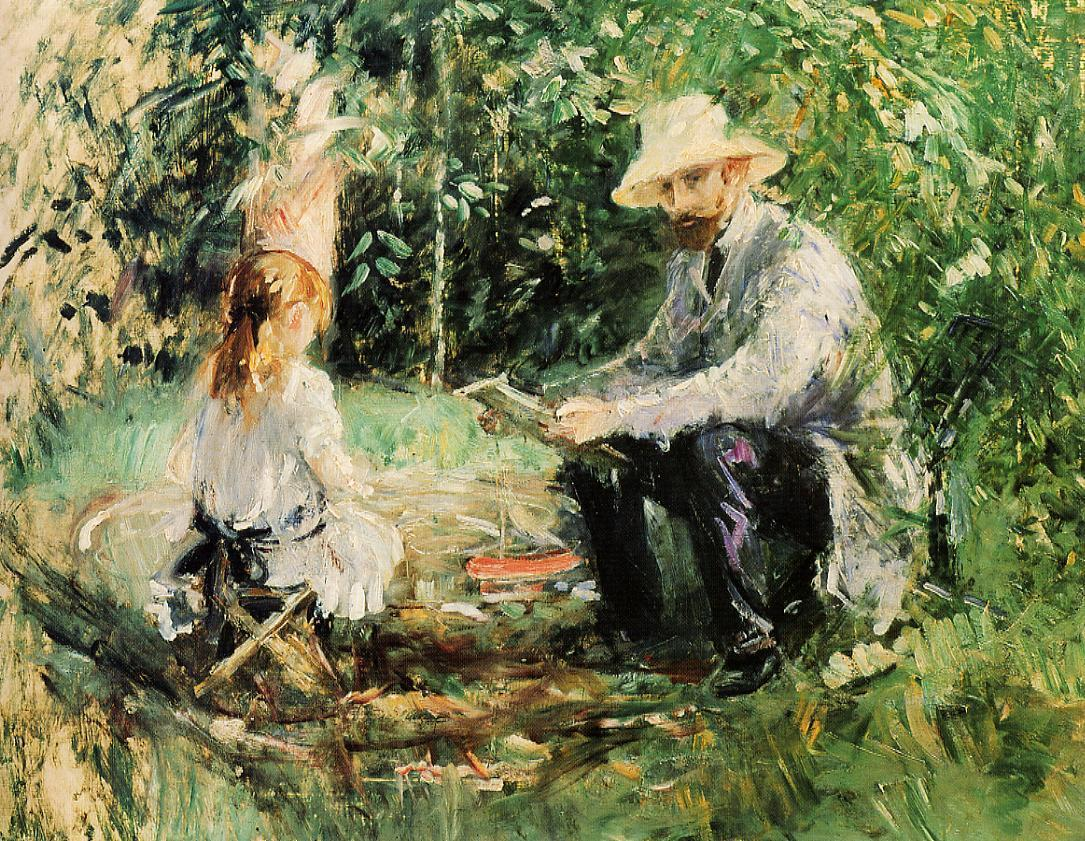
Eugène Manet et sa fille dans le jardin de Bougival.

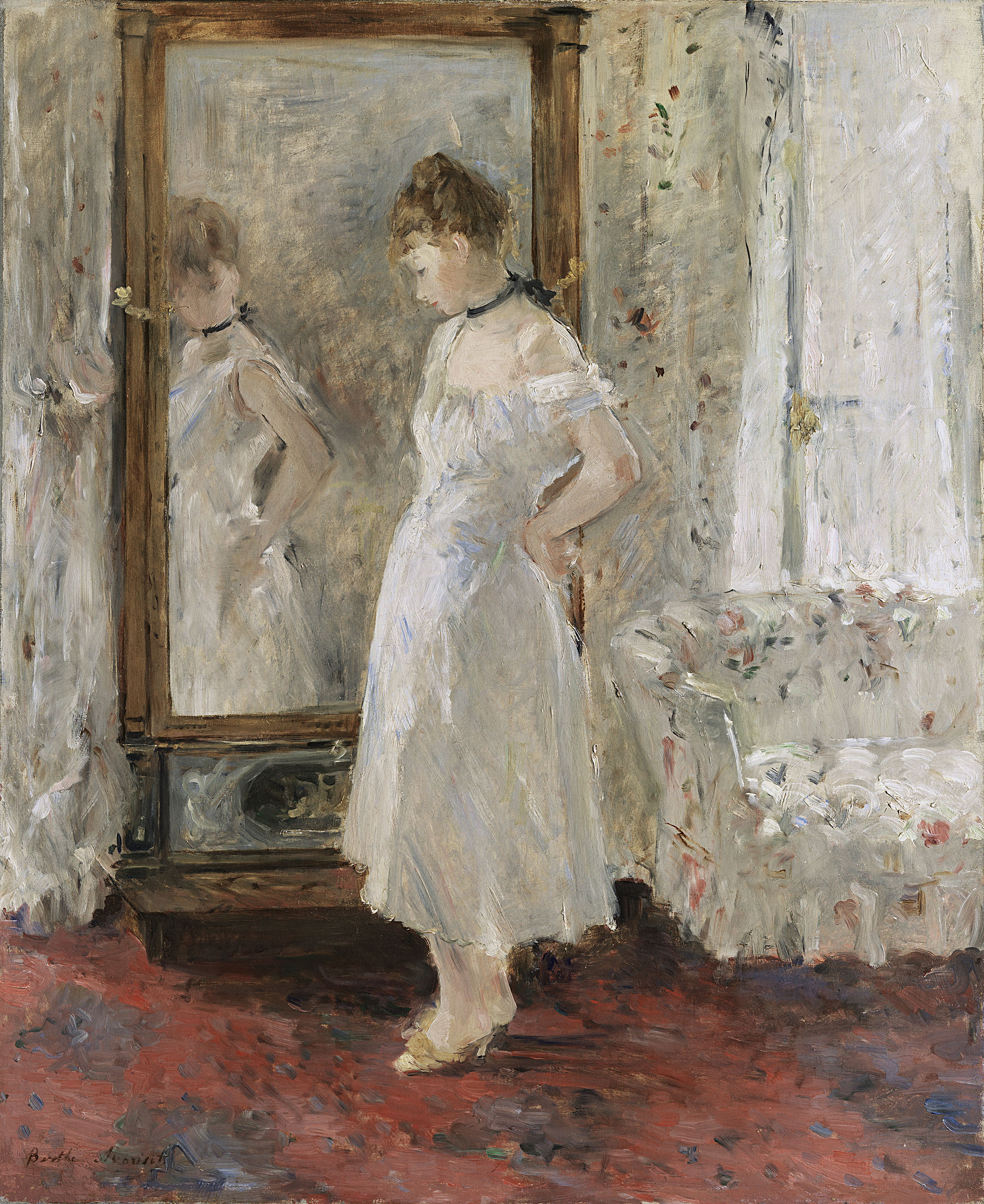
La Psyché, 1876 musée Thyssen-Bornemisza.

Bateaux sur la Seine, 1879.

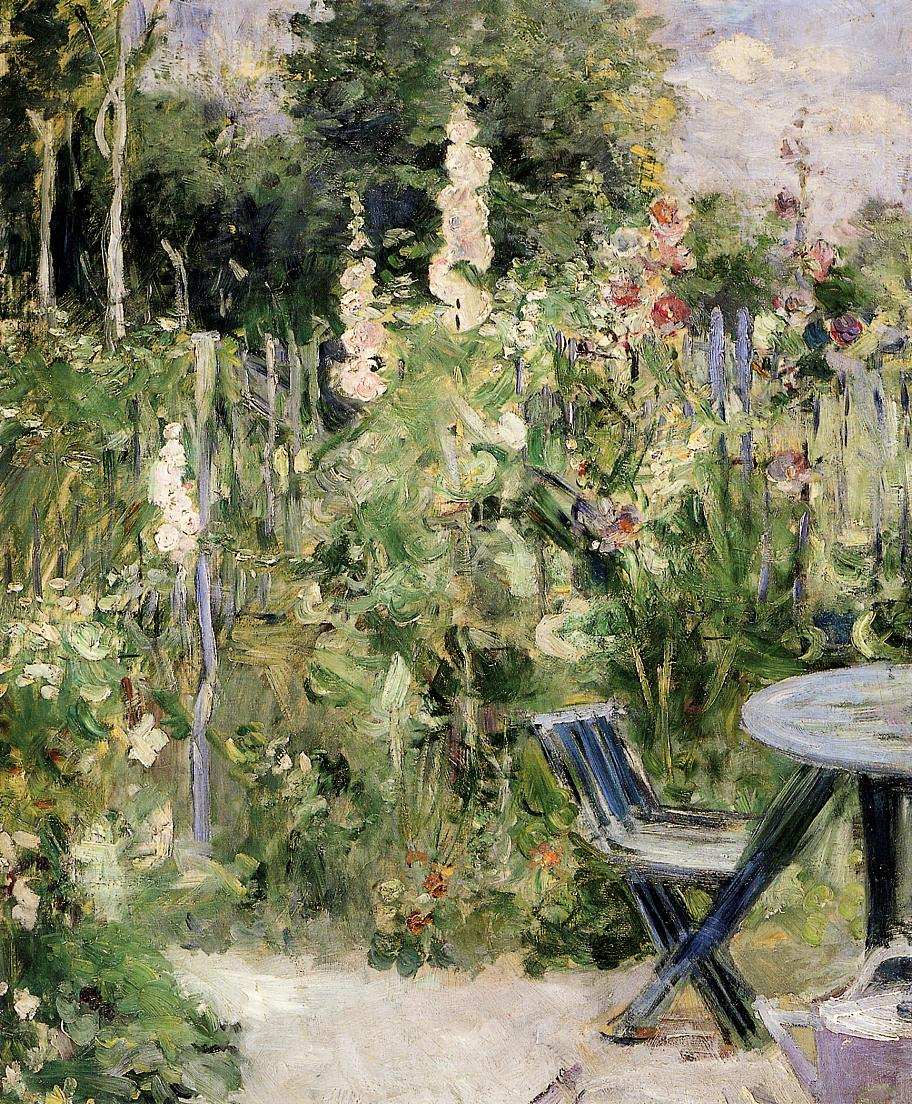
Roses trémières, 1880, musée Marmottan.

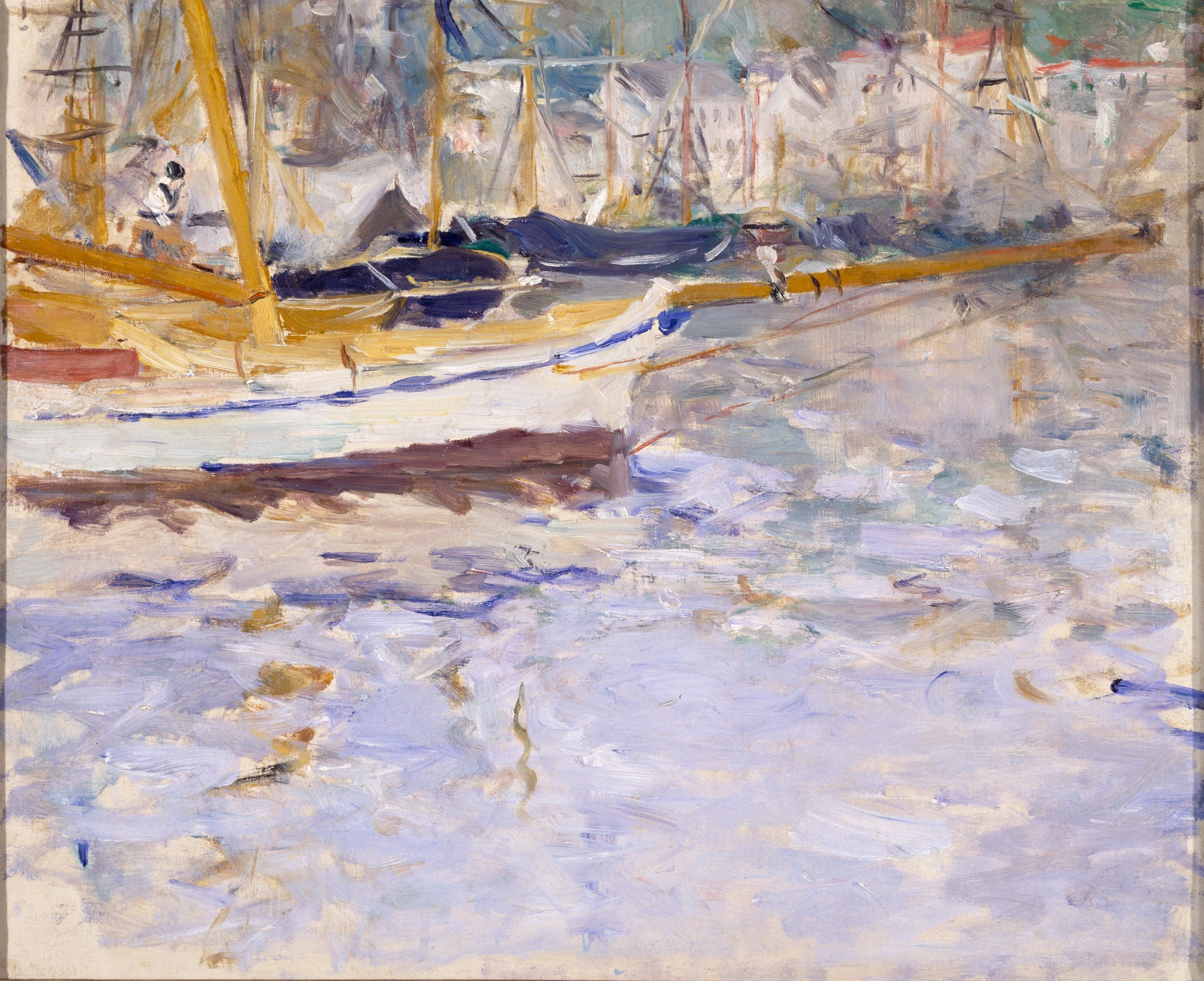
Le Port de Nice, 1881, Dallas Museum of Art.

Jour d'été, 1879, National Gallery, Londres.

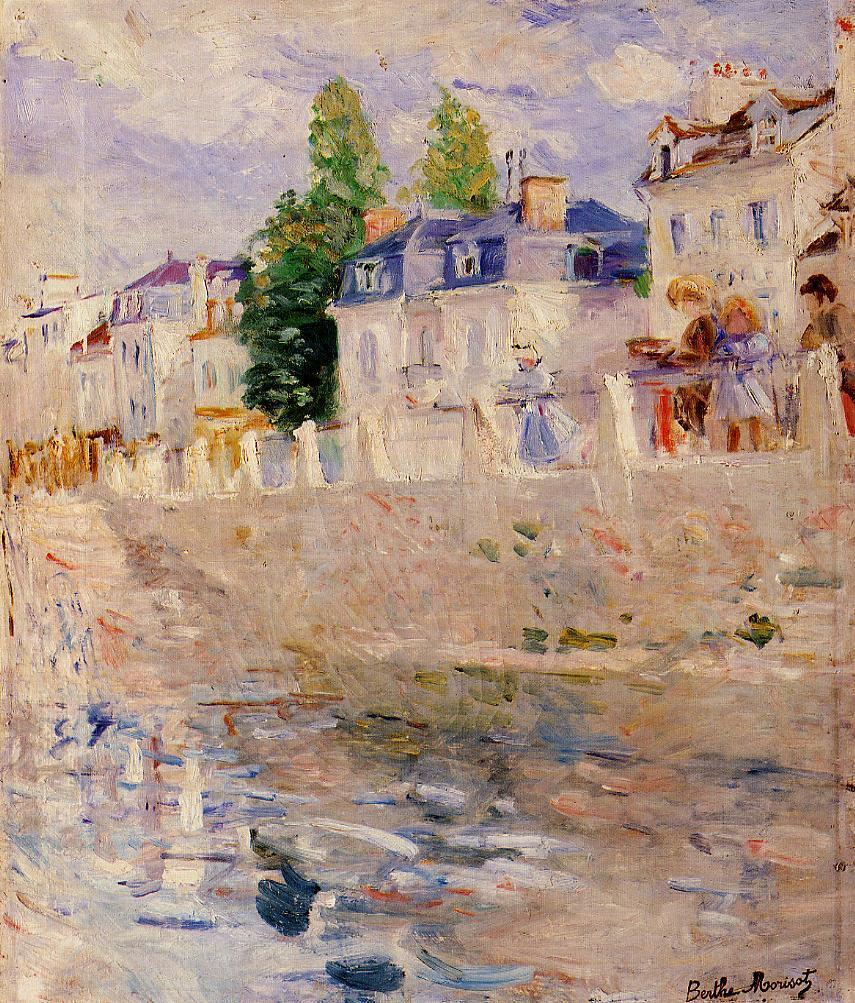
Bords de Seine, 1883, Galerie nationale d'Oslo.

Les expositions de ceux que Wolff qualifie « d'aliénés » se poursuivent jusqu'en 1886, avec beaucoup de difficultés, mais beaucoup d'enthousiasme. Il y en eut huit, la troisième financée par Gustave Caillebotte. Berthe Morisot participe à toutes sauf à la quatrième (1879), car elle a fort à faire avec sa fille Julie née le 14 novembre 1878. Les femmes peintres sont brillamment représentées cette année-là par Marie Bracquemond et Mary Cassatt.
En 1876, à la deuxième exposition du groupe, à la galerie Durand-Ruel, rue Le Peletier, Berthe Morisot expose Jeune fille au bal, une huile sur toile, 86 × 55 cm, musée d'Orsay. Ainsi que La Psyché huile sur toile 65 × 54 cm, musée Thyssen-Bornemisza, Madrid (ancienne collection Thyssen-Bornemisza de Lugano).
Elle est en passe de devenir une des figures de proue du groupe impressionniste, en même temps que l'Américaine Mary Cassatt, venue vivre à Paris en 1874. Mais la critique conventionnelle s'offusque de sa peinture « féminine », sauf Mallarmé qui lui apporte un soutien enthousiaste.
Toutefois, les tableaux de Morisot intéressent moins les critiques d'art que ceux de Renoir, de Caillebotte, ou de Monet. Ils parlent surtout de « […] ses exquises harmonies blanches et argentées » que l'on trouve dans Rêveuse, pastel sur toile, 50,2 × 61 cm, Nelson-Atkins Museum of Art, Kansas city, Missouri, ou dans La Toilette (Jeune femme de dos à sa toilette), huile sur toile 60 × 80 cm, 1875, Art Institute of Chicago.
Les œuvres présentées en 1877 lui valent les compliments relatifs de Paul Mantz : « Il n'y a, dans tout le groupe révolutionnaire, qu'une impressionniste, c'est Madame Berthe Morisot », et ceux de Théodore Duret qui classait la jeune femme dans « Le groupe primordial des impressionnistes ».
En avril 1880, lors de la cinquième exposition qui se tient 10 rue des Pyramides, Morisot présente Jours d'été, huile sur toile 46 × 75 cm, 1879, National Gallery, Londres, et Hiver, 1880, huile sur toile 73,5 × 58,5 cm, Dallas Museum of Art. Pendant cette période, les toiles de Morisot engagent un dialogue avec Manet : Jeune fille de dos à la toilette de Morisot répond à Devant la glace de Manet, Jour d'été (le lac du Bois de Boulogne) de Morisot répond à En bateau de Manet. Les critiques trouvent les toiles de l'un et de l'autre inachevées.
Dès 1881, pour la sixième exposition du groupe, Berthe Morisot et Mary Cassatt apparaissent comme les chefs de file de la nouvelle tendance impressionniste aux yeux des critiques : pour la première fois dans toute l'histoire de l'art, des femmes sont considérées comme les maîtres incontestés d'un mouvement d'avant-garde.
Morisot fait preuve d'encore plus d'audace que les années précédentes, ce qui indigne deux critiques qui l'avaient appréciée jusque-là : Paul Mantz et Charles Ephrussi : « Madame Morisot a fini par exagérer sa manière au point d'estomper des formes déjà imprécises. Elle ne fait que des débuts de débuts ; le résultat est curieux, mais de plus en plus métaphysique. Il faut évidemment des talents de coloristes pour tirer du néant cette délicatesse. » Charles Ephrussi est scandalisé par les pastels : « Un pas de plus et distinguer ou comprendre quoi que ce soit deviendra impossible. »
À partir de 1880, Berthe Morisot et sa famille passent tous leurs étés dans une maison de campagne de Bougival, et, à partir de 1881, ils résident plusieurs hivers à Nice. Ces deux lieux inspirent à Berthe Morisot un grand nombre de toiles qu'elle présente aux dernières expositions révolutionnaires.
De Nice, elle ramène Le Port de Nice huile sur toile en deux versions et deux formats, collection particulière, et une troisième format 38 × 46 Dallas Museum of Art; Plage à Nice 1881-1882, aquarelle sur papier 42 × 55 cm, Nationalmuseum Stockholm.
Bougival est une source d'inspiration encore plus importante. Son tableau le plus ambitieux Le Jardin (1882-1883) huile sur toile, 99,1 × 127 cm, Sara Lee Corporation est sans doute exposé à Londres par Durand-Ruel. Morisot réalise encore Le Quai de Bougival 1883 Nasjonalgalleriet Oslo, Eugène Manet et sa fille dans le jardin.

De la peinture de Berthe Morisot, Gustave Geffroy dit : 

« Les formes sont toujours vagues dans les tableaux de Mme Berthe Morisot, mais une vie étrange les anime. L’artiste a trouvé le moyen de fixer les chatoiements, les lueurs produites sur les choses et l’air qui les enveloppe… le rose, le vert pâle, la lumière vaguement dorée, chantent avec une harmonie inexprimable. Nul ne représente l’impressionnisme avec un talent plus raffiné, avec plus d’autorité que Mme Morisot. »

### Dernières années

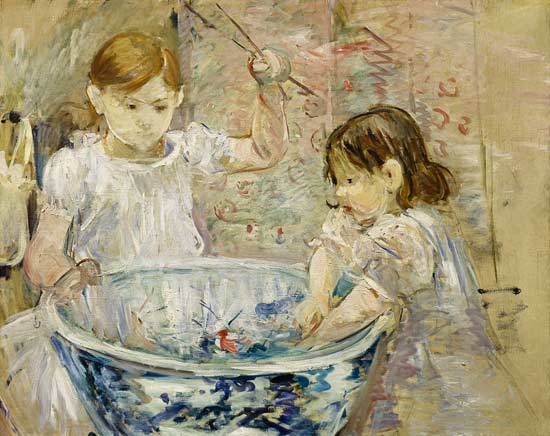
Enfants à la vasque, 1886. Musée Marmottan Manet

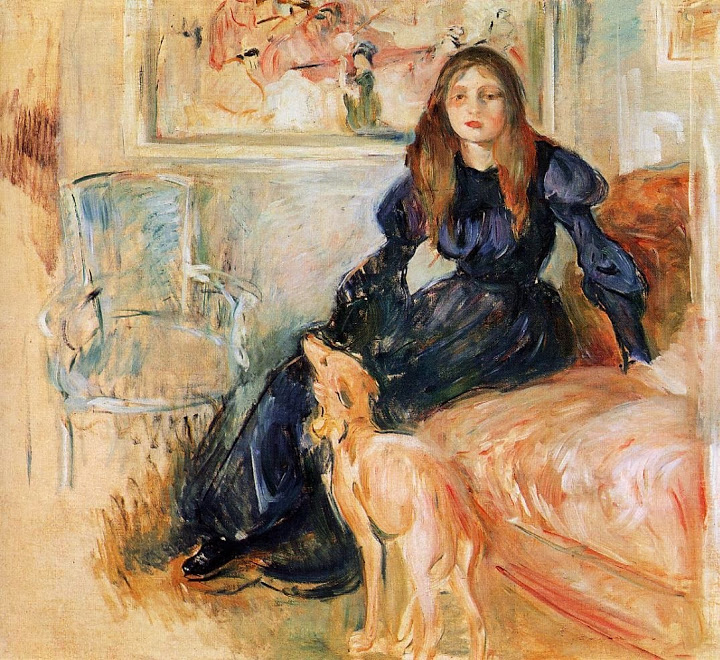
Julie et son lévrier, 1893.

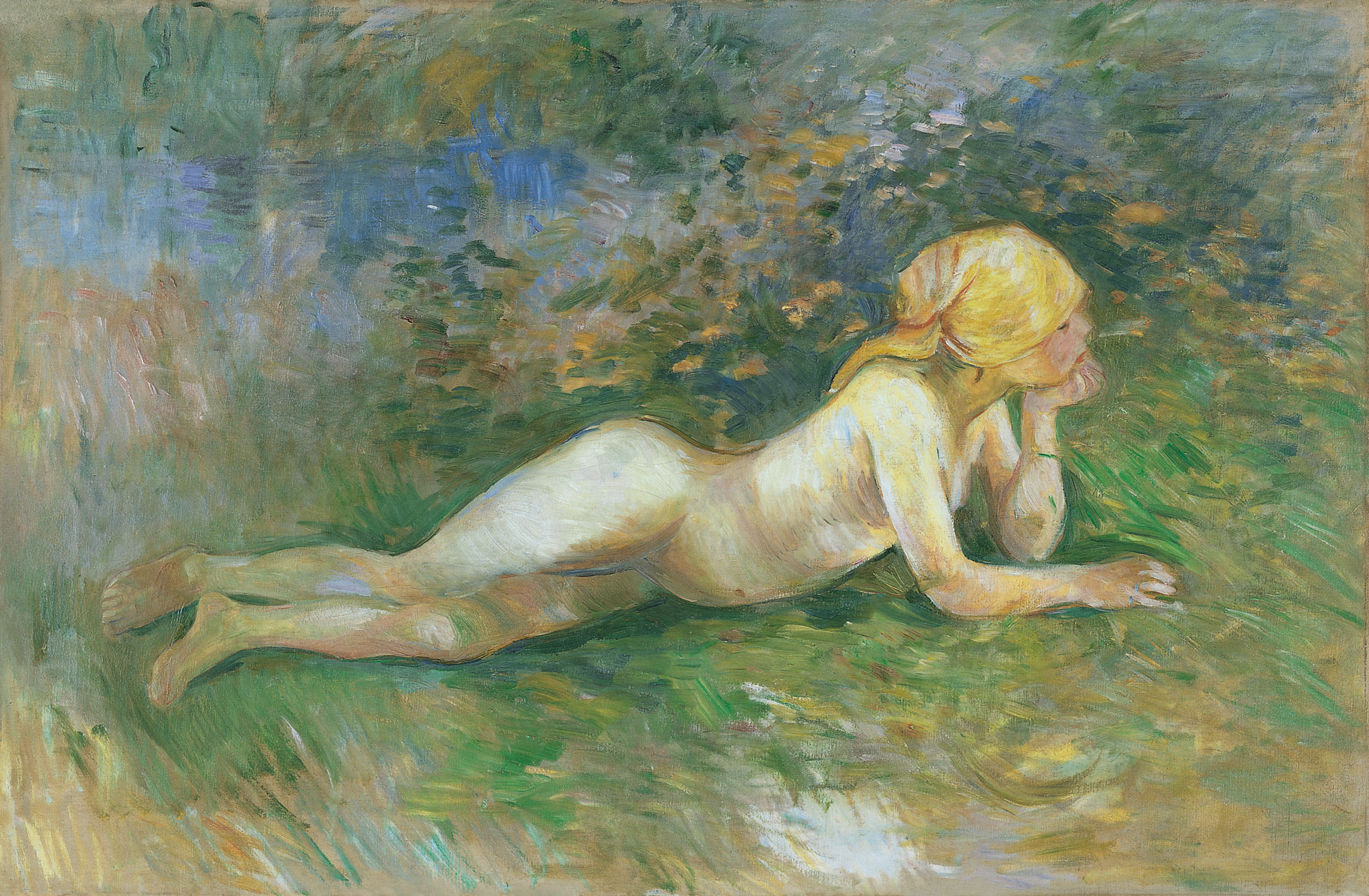
Bergère nue couchée, 1891.

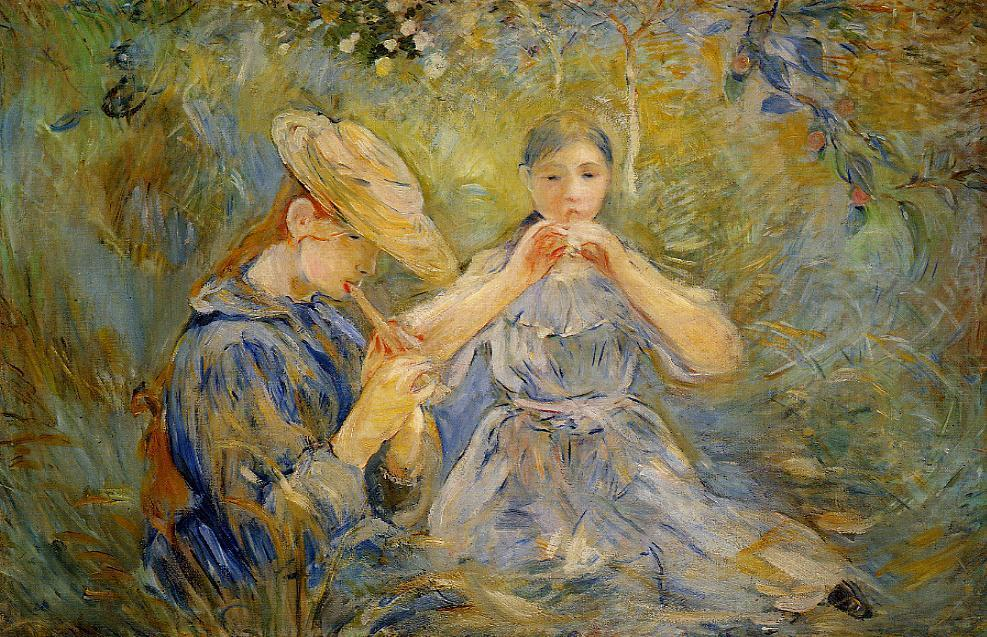
Le Flageolet, 1890.

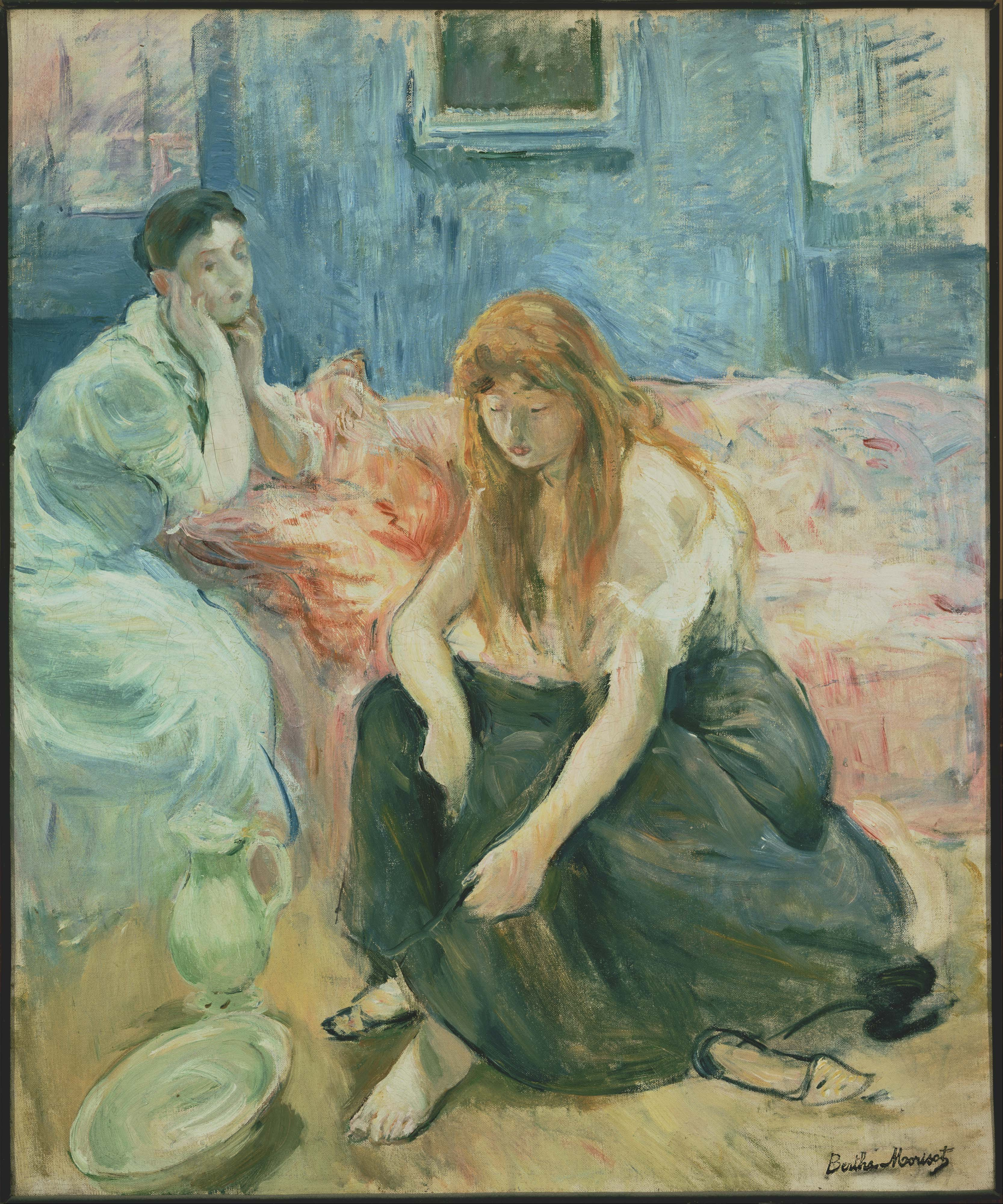
Deux jeunes filles, 1894.

Vers 1886-1887, Berthe Morisot se mit à explorer de nouvelles techniques : sculpture, pointe sèche, qui constituaient un défi pour la coloriste virtuose qu'elle était. Elle réalisa en 1886 un buste en plâtre blanc de sa fille Julie, que Monet et Renoir l'encouragèrent à exposer chez Georges Petit chez qui ils avaient exposé eux-mêmes. Petit était un homme d'affaires avant tout : il demandait aux artistes de lui laisser une partie de leurs œuvres en compensation de ses frais. Morisot accepta ses exigences, mais Petit ne réussit pas à vendre une seule de ses sept œuvres parmi lesquelles se trouvait le buste de Julie, et Paule Gobillard en robe de bal, un portrait de sa nièce, Paule Gobillard (1869-1946) artiste peintre également son élève, tout dans les tons de blanc. Berthe Morisot lui laissa Le Lever.
En février 1887, Morisot fut invitée à exposer à Bruxelles avec un groupe d'artistes d'avant-garde, le Groupe des XX où Georges Seurat et Pissarro exposaient aussi. L'envoi de Berthe Morisot comprenait Le Corsage rouge, 1885, huile sur toile, 73,5 × 60 cm, Ordrupgaard museum de Copenhague ; Le Lever 1886, huile sur toile 63 × 54 cm, collection particulière, Le Port de Nice, 1881-1882, huile sur toile 41 × 55 cm, collection particulière, Dans la salle à manger (1875 ou 1885-1886 selon les biographies, huile sur toile 61,3 × 50 cm, National Gallery of Art), Intérieur à Jersey (1886, huile sur toile, 50 × 60 cm, musée d'Ixelles).
Vers 1886-87, Berthe Morisot commença à traiter des nus au pastel, au fusain, à l'aquarelle, tous exécutés dans des tons très doux : Jeune femme aux épaules nues (1886, pastel sur papier, 41,5 × 53 cm, collection privée) ; Femme s'essuyant (pastel sur papier, 42 × 41 cm, collection privée). Par la suite, elle s'attacha à représenter sa fille, Julie, sous tous les aspects : en joueuse de flûte avec Jeanne Gobillard, dans Le Flageolet, 1891, huile sur toile, 56 × 87 cm, collection privée, Julie avec son lévrier, 1893. Elle avait le projet d'en faire une série. Berthe Morisot peignit aussi beaucoup de jeunes filles La Mandoline (1889, huile sur toile 55 × 57 cm) ou Sous l'oranger (1889, huile sur toile, 54 × 65 cm).
Le couple Manet était à ce moment-là dans le Sud de la France. De retour à Paris, Berthe Morisot loua une maison à Mézy au nord-ouest de Paris. Elle constatait que la santé d'Eugène qui souffrait d'une forme pulmonaire de la syphilis n'était pas bonne et elle peignit très peu pendant un temps. « Elle trouvait qu'elle et son mari avaient vieilli prématurément et elle éprouvait de la nostalgie au spectacle de sa fille et de ses nièces qui apprenaient à dessiner, peindre, jouer de la musique. Berthe sentait venir la fin de sa vie. » Dans une lettre à Edma, elle exprime dans son testament le désir que Mallarmé soit le tuteur de Julie.
Berthe Morisot fit malgré tout aménager une grange en atelier et elle prit les enfants de Mézy comme modèles, mais Renoir la pressait de terminer une toile décorative dans l'esprit du Printemps de Botticelli, commencée à Nice en 1888. Morisot fit de nombreuses études préparatoires pour cette toile Le Cerisier", 1891-1892, huile sur toile 136 × 89 cm, collection privée. Elle faisait désormais un grand nombre d'études préparatoires pour tous ses tableaux : elle fit trois versions de Bergère couchée, et, tout en continuant à travailler sur le Cerisier, elle reprit sa série de Julie Manet : Julie rêveuse, 1894, huile sur toile, 80 × 60 cm et Julie au violon 1894, 65 × 54 cm, collection privée.
La santé d'Eugène Manet, âgé de 59 ans, déclinait de plus en plus. Il mourut le 13 avril 1892. Stéphane Mallarmé devint le tuteur de Julie Manet.
Berthe Morisot avait décliné l'invitation du Groupe des Vingt pour l'exposition de Bruxelles du début 1892, mais Eugène l'avait poussée à organiser une grande exposition individuelle à la galerie Boussod et Valladon. Cette galerie, fondée par Adolphe Goupil n'était pas favorable aux impressionnistes. Elle fit de la résistance assez longtemps, même lorsqu'elle fut reprise par Bousod, le mari de la petite fille de Goupil, et Valadon, son beau-frère. Elle ne commença à s'ouvrir aux impressionnistes que sous l'influence éphémère de Théo van Gogh.
L'exposition rencontra un accueil très favorable. Degas lui dit que sa peinture vaporeuse cachait un dessin de plus en plus sûr, ce qui était le compliment suprême. Gustave Geffroy de La Vie artistique lui consacra des pages très élogieuses. L'année suivante, Morisot rendit visite à Monet, à Giverny, pour admirer ses cathédrales et pour conjurer sa tristesse : sa sœur, Yves Gobillard, venait de mourir en 1893, et Chabrier, en 1894 Berthe Morisot se consacra à la représentation de sa fille Julie, de ses nièces, Paule et Jeanne Gobillard : Le Patinage au bois de boulogne (1894). Caillebotte ayant légué sa collection au musée du Luxembourg pour y faire entrer l'impressionnisme, on s'aperçut qu'il ne possédait pas une seule toile de Berthe Morisot. Sur instance de Mallarmé, l'État français acquit pour le musée du Luxembourg Jeune Femme en toilette de bal pour que l'une des figures de proue du mouvement impressionniste soit représentée.

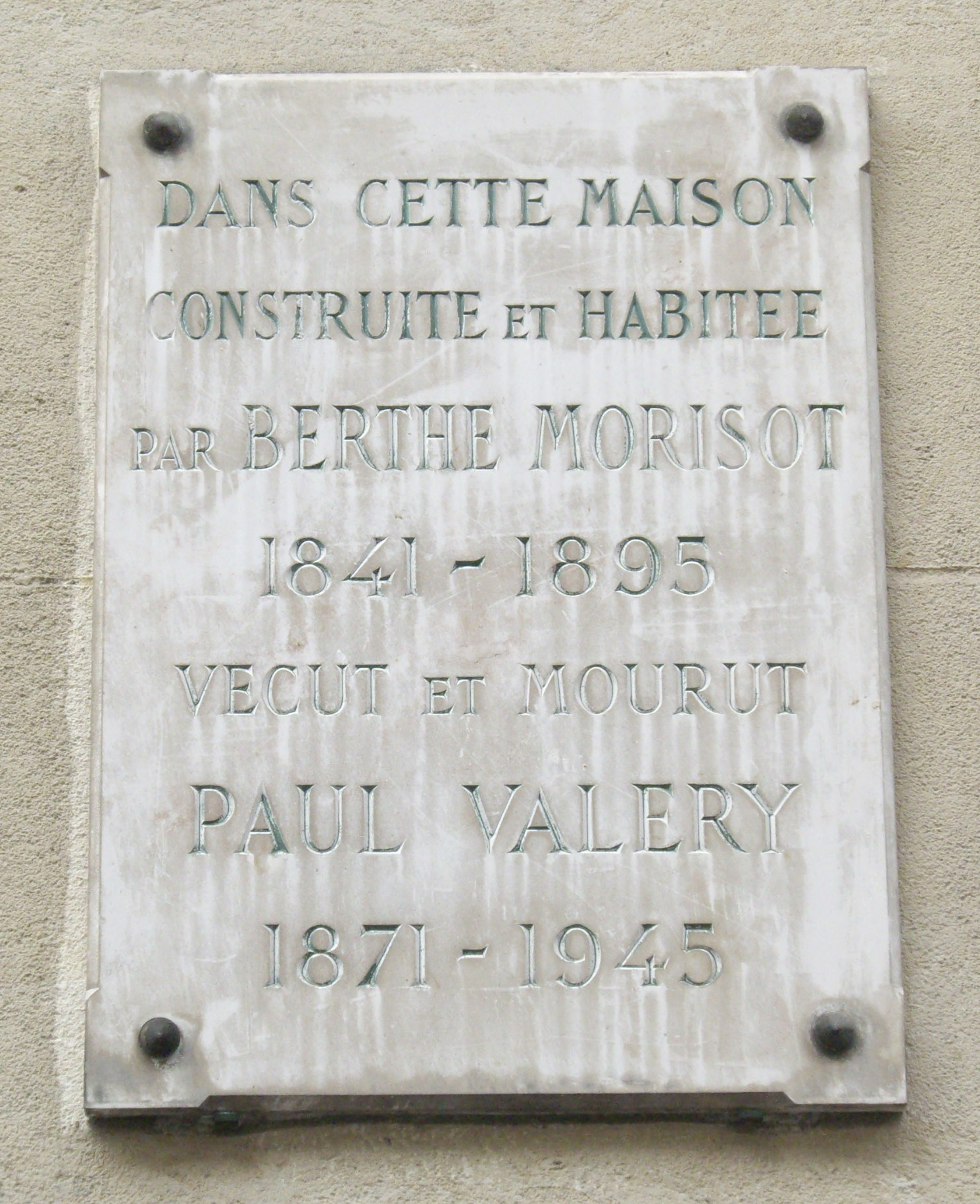
Plaque 40 rue de Villejust, devenue rue Paul-Valéry (16e arrondissement de Paris), où elle vécut.

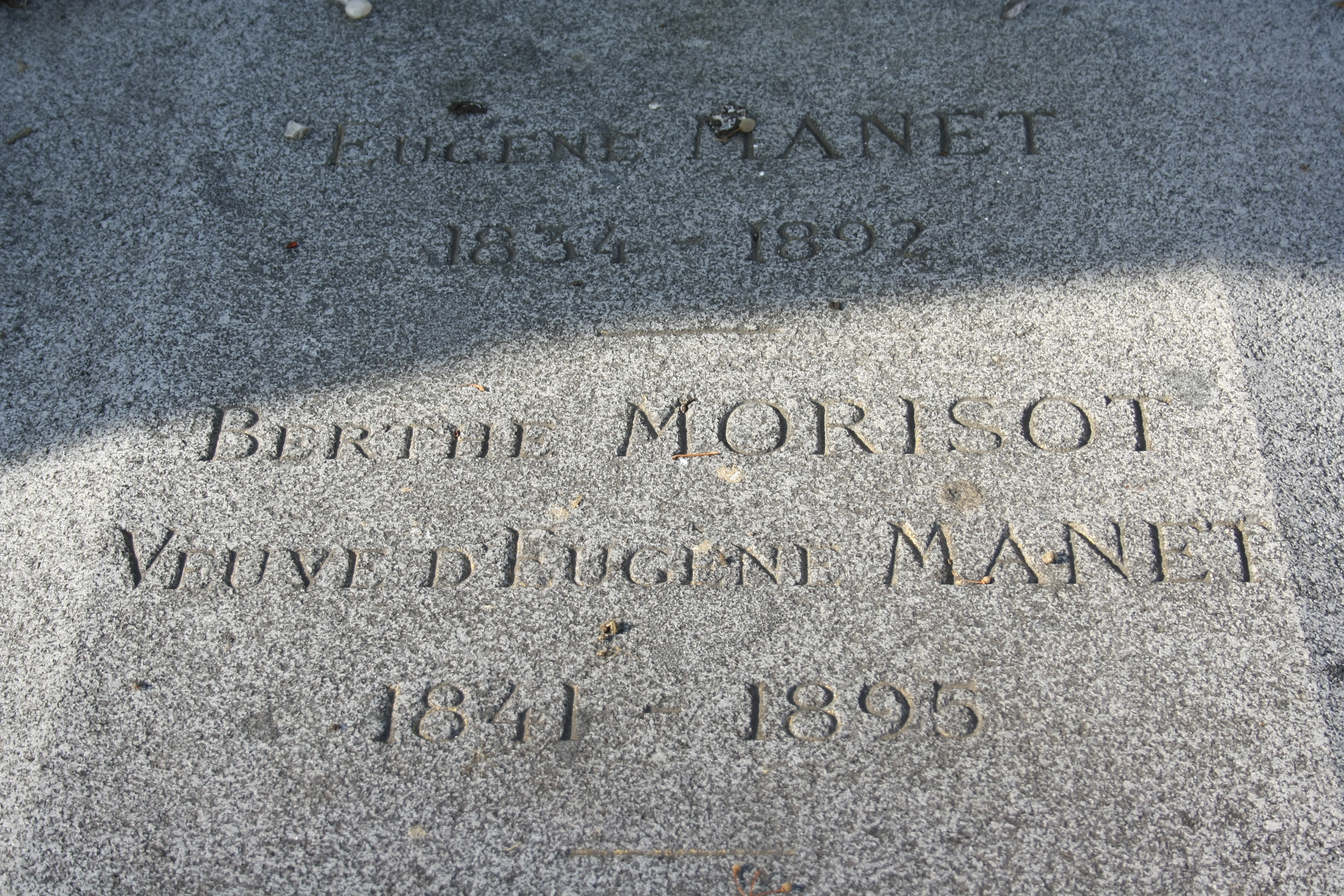
Pierre tombale du caveau des Manet au cimetière de Passy.

Berthe Morisot qui habita de 1883 à 1892 (?) au 40, rue de Villejust, tomba malade à la mi-février 1895. Elle avait, selon certaines biographies, une congestion pulmonaire, ou une grippe, contractée en soignant sa fille du même mal mais contaminée par son époux, elle souffrait probablement de la même forme de syphilis pulmonaire depuis plusieurs années ce que le politiquement correct ne pouvait énoncer[réf. nécessaire]. Elle mourut le 2 mars 1895 au 10, rue Weber à Paris à 10 heures du soir, et légua la plupart de ses œuvres à ses amis artistes : Degas, Monet, Renoir. Malgré sa riche production artistique, le certificat de décès mentionnait : « sans profession ». Elle est enterrée dans le caveau des Manet au cimetière de Passy où il est simplement gravé : « Berthe Morisot, veuve d'Eugène Manet ».
La mort de l'artiste n'entraîna cependant pas la dispersion du groupe impressionniste ; elle fut au contraire l'occasion d'échanges entre les membres en rappelant la cohésion ; ses compagnons de lutte aimaient et protégeaient sa fille, Julie, dont Mallarmé était le tuteur et que Renoir emmenait peindre avec lui. Degas maria Julie en 1900 au fils d'Henri Rouart, Ernest Rouart.
Pour le premier anniversaire de sa mort, du 5 au 21 (ou 23) mars 1896, Durand-Ruel, aidé de Degas, Rouart et de sa fille Julie Manet organisèrent une rétrospective de ses œuvres d'environ trois cents à quatre cents toiles.
Paul Valéry, qui épousa sa nièce, Jeanne Gobillard, écrivit un essai sur Berthe Morisot en 1926 et le dédicaça à Édouard Vuillard. Il dira plus tard « La singularité de Berthe Morisot fut de vivre sa peinture et de peindre sa vie, comme si ce lui fut une fonction naturelle et nécessaire, liée à son régime vital, que cet échange d'observation contre action, de volonté créatrice contre lumière. »

### Reconnaissance
Pour le premier anniversaire de sa mort, du 5 au 21 (ou 23) mars 1896, Durand-Ruel, aidé de Degas, Rouart et de sa fille Julie Manet organisent une rétrospective de ses peintures, aquarelles, pastels, dessins et sculptures qui compte plus de quatre cents pièces.
En 1983, Elizabeth Kennan, rectrice du Mount Holyoke College et C. Douglas Lewis, conservateur du département de sculptures de la National Gallery of Art, qui admirent la peinture de Berthe Morisot, décident, pour célébrer le cent cinquantième anniversaire de la création du Mount Holyoke College, d'organiser une grande rétrospective des œuvres de l'artiste à la National Gallery of Art et dans deux autres musées américains. Par ailleurs, les quatre principaux mécènes du college ont été parmi les premiers à collectionner les œuvres de Berthe Morisot,. Ils ont été les pionniers d'une reconnaissance que, selon Sophie Monneret, on ne lui accordait pas par sexisme[réf. nécessaire]. Les années 2000 voient une forme de réhabilitation de Berthe Morisot. Le Palais des Beaux-Arts de Lille et la Fondation Gianadda de Martigny accueillent en 2002 une grande rétrospective de ses œuvres. Le musée Marmottan lui consacre une rétrospective de mars à août 2012 : c'est la première rétrospective qu'on lui accorde à Paris depuis un demi-siècle (la précédente étant celle du Musée Jacquemart-André en 1961). D'autres expositions monographiques mettent en valeur l'artiste auprès du public européen : la Fondation Denis et Annie Rouart à Lausanne en 1997 et le musée de Lodève en 2006. En 2018-2019, une tournée nord-américaine (Musée national des beaux-arts du Québec, Fondation Barnes et Musée d'Art de Dallas) et parisienne (Musée d'Orsay) est organisée.

### Chaumière en Normandieet l'affaire Wildenstein
C'est au cours d'une perquisition, au siège de l'Institut Wildenstein, diligentée en marge d'une des multiples affaires de détournement dont les Wildenstein père et fils sont accusés, que les inspecteurs de la brigade financière découvrent, les 11 et 12 janvier 2011 la toile de Berthe Morisot intitulée Chaumière en Normandie, 1865, huile sur toile 46 × 55 cm.
Lors de l'inventaire de la succession, les académiciens Daulte et Wildenstein avaient décroché les tableaux ornant les murs de l'appartement d'Anne-Marie Rouart et les avaient étalés sur le sol pour qu'ils ne soient pas considérés comme meubles meublants, et ne soient pas rendus à l'héritier légitime, Yves Rouart.
À la suite de cette manœuvre de spoliation, orchestrée par les exécuteurs testamentaires de la succession d'Anne-Marie Rouart, cette toile avait été détournée au détriment de son neveu, Yves Rouart. Chaumière en Normandie avait été déclaré collection privée sur le catalogue - qui faisait autorité absolue - de Daniel Wildenstein. Parmi les pièces majeures provenant de la succession d'Anne-Marie Rouart, il y a une très belle collection d'œuvres de Berthe Morisot. Les autres œuvres comprenaient des Gauguin, Degas, et des Manet.
Selon le testament de madame Rouart, la plus grande partie de cette énorme collection allait à l'Académie des beaux-arts, et une autre à Yves Rouart, petit-fils de Julie Manet. Ce dernier n'avait jusque-là jamais pu obtenir que quelques œuvres mineures répertoriées par les exécuteurs testamentaires ; ces derniers, Jean-François Daulte, Daniel Wildenstein et le fils Guy Wildenstein de ce dernier, étant censés protéger la collection dans les coffres de l'Institut Wildenstein.
C'est seulement en 2011, que la Chaumière en Normandie est enfin réapparue et qu'Yves Rouart a pu lancer une procédure pour l'obtenir. Cette toile avait été inscrite au catalogue Wildenstein sous l'intitulé vague collection privée sans mention du nom de sa propriétaire d'origine, ni du lieu d'où elle avait été décrochée, ni de celui de son héritier en droit.
Yves Rouart qui avait dans un premier temps assigné l'Académie des beaux-arts et signé en 2000 un protocole d'accord révisable avec les exécuteurs testamentaires, a contesté ce protocole,. « S'il s'avère que la très belle collection de Morisot doit être retirée du musée Marmottan, ce serait une grande perte pour le public et pour l'État français ». La collection d'Anne-Marie Rouart comprenait en outre le célèbre portrait de Berthe Morisot par Manet. Il devait être vendu pour payer la succession par les exécuteurs testamentaires. L'État français s'est opposé à la vente de cette œuvre à l'étranger et l'a rachetée pour plusieurs millions d'euros. C'est aujourd'hui une des pièces maîtresses du musée d'Orsay.
En 2013, le musée Marmottan-Monet héberge encore environ 80 tableaux de Berthe Morisot.

## Œuvres

### Sélection d'œuvres
Cette sélection est issue de celle de l'ouvrage Berthe Morisot de Charles F. Stuckey, William P. Scott, et Suzanne G. Lindsay, elle-même issue du catalogue raisonné établi par Marie-Louise Bataille, Denis Rouart, et Georges Wildenstein en 1961. Il y a des variations entre les dates d'exécution des œuvres, les dates de leur exposition, ou les dates d'achat des œuvres de Berthe Morisot, et des confusions entre les titres notamment les Ports.

#### Des débuts à l'engagement impressionniste (1864-1874)
- Étude, 1864, (huile sur toile 60,3 × 73 cm, collection privée[134].
- Chaumière en Normandie, 1865, huile sur toile 46 × 55 cm, collection privée[32].
- La Seine en aval du pont d'Iéna, 1866, hui sur toile 51 × 73 cm, collection particulière[135].
- La Rivière de Pont Aven à Roz-Bras, 1867, huile sur toile 55 × 73 cm, collection particulière Chicago[136].
- Bateaux à l'aurore, 1869, pastel sur papier 19,7 × 26,7 cm, collection privée[137].
- Jeune fille à sa fenêtre, 1869, huile sur toile 36,8 × 45,4 cm, collection privée.
- Madame Morisot et sa fille Madame Pontillon (La Lecture), 1869-1870, huile sur toile 101 × 81,8 cm, National Gallery of Art, Washington[138].
- Le Port de Cherbourg, 1871, crayon et aquarelle sur papier 15,6 × 20,3 cm, collection privée Paul Mellon, Upperville, Virginie[139].
- Le Port de Cherbourg, 1871, huile sur toile 41,9 × 55,9 cm, collection privée Paul Mellon, Upperville, Virginie[42].
- Vue de paris de hauteurs du Trocadéro, 1871, huile sur toile 46,1 × 81,5 cm, Santa Barbara Museum of Art, Californie[140].
- Femme et enfant au balcon, 1871, huile sur toile 20,5 × 16,4 cm, Art Institute of Chicago[45].
- Femme et enfant au balcon, 1871, aquarelle 20,5 × 16,4 cm, Art Institute of Chicago[47].
- Intérieur, 1871, huile sur toile 60 × 73 cm, collection particulière[141].
- Portrait de Madame Pontillon, 1871, pastel sur papier 81,5 × 65,8 cm, musée du Louvre, cabinet des dessins[142] legs de Madame Edma Pontillon attribué au Louvre en 1921, actuellement dans les collections du musée d'Orsay[143].
- L'Entrée du port, 1871[note 9], aquarelle sur papier 24,9 × 15,1 cm, musée Léon-Alègre, Bagnols-sur-Cèze cabinet des dessins[51].
- Madame Pontillon et sa fille Jeanne sur un canapé, 1871, aquarelle sur papier 25,1 × 25,9 cm, National Gallery of Art[144],
- Jeune fille sur un banc (Edma Pontillon), 1872, huile sur toile 33 × 41 cm[145],
- Cache-cache, 1872, huile sur toile 33 × 41 cm[146], Collection privée
- Le Berceau, 1872, huile sur toile, 56 × 46 cm, musée d'Orsay, Paris
- La Lecture (Edma lisant), encore intitulé L'Ombrelle verte, 1873, huile sur toile 45,1 × 72,4 cm, Cleveland Museum of Art, Ohio[146].
- Sur la plage des Petites-Dalles, 1873, huile sur toile 24,1 × 50,2 cm, Virginia museum of Fine Arts, Richmond, Virginie[57].
- Madame Boursier et sa flle, 1873, huile sur toile 74 × 52 cm, Virginia Museum of Fine Arts[55].
- Le Village de Maurecourt, 1873, pastel sur papier 47 × 71,8 cm, collection privée[58].
- Coin de Paris vu de Passy, 1873, pastel sur papier 27 × 34,9 cm, collection privée[71].
- Sur la terrasse, 1874, huile sur toile 45 × 54 cm, musée du Petit Palais, Paris[56].
- Portrait de Madame Hubbard, 1874, huile sur toile 50,5 × 81 cm, Ordrupgaard museum de Copenhague[147].
- Femme et enfant au bord de la mer, 1874, aquarelle sur papier16 × 21,3 cm, collection particulière[148].

#### Maîtrise et innovation (1875-1883)

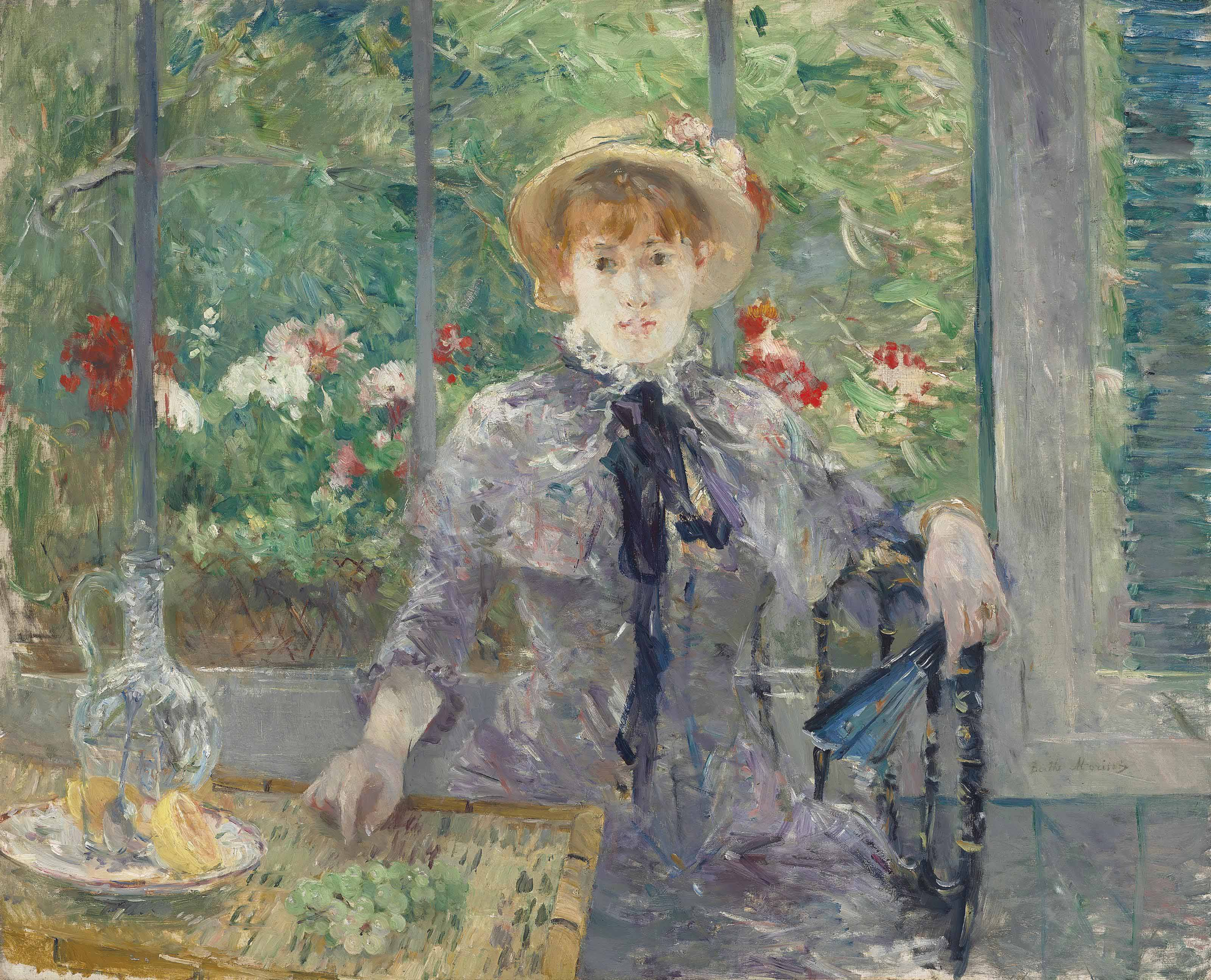
À la campagne, 1881, collection privée.

- Percher de blanchisseuses, 1875, huile sur toile 33 × 40,8 cm, National Gallery of Art[71],
- Jeune fille au miroir, 1875, huile sur toile, 54 × 45 cm, collection privée[149].
- Scène de port dans l'île de Wight, 1875, huile sur toile, 48 × 36 cm collection privée[150].
- Scène de port dans l'île de Wight, 1875, huile sur toile, 43 × 64 cm, Newark Museum, Newark, New Jersey[75].
- Eugène Manet à l'île de Wight, 1875, huile sur toile, 38 × 46 cm collection privée[77].
- Avant d'un yacht, 1875, aquarelle sur papier, 20,6 × 26,7 cm, Sterling and Francine Clark Art Institute, Williamstown, Massachusetts[86].
- Femme à sa toilette, 1875, huile sur toile, 46 × 38 cm collection privée[79].
- Femme à sa toilette, 1875-1880, hst, dim; 60,3 × 80,4 cm, Coll. Art Institute of Chicago.
- Portrait de femme (Avant le théâtre), 1875, huile sur toile 57 × 31 cm, Galerie Schröder & Leisewitz, Brême[86].
- Jeune femme au bal encore intitulé Jeune Femme en toilette de bal, 1879, huile sur toile, 86 × 53 cm, musée d'Orsay[84].
- Au Bal ou Jeune fille au bal, 1875, huile sur toile 62 × 52 cm, musée Marmottan-Monet, Paris.
- Le Corsage noir, 1876, huile sur toile, 73 × 59,8 cm National Gallery of Ireland, Dublin[151].
- La Psyché, 1876, huile sur toile 65 × 54 cm, musée Thyssen-Bornemisza, Madrid[85].
- Rêveuse, 1877, pastel sur toile 50,2 × 61 cm, Nelson-Atkins Museum of Art, Kansas City[88].
- L'Été, encore intitulé Jeune femme près d'une fenêtre 1878, huile sur toile, 76 × 61 cm, musée Fabre, Montpellier[152].
- Jeune femme assise, 1878-1879, huile sur toile 80 × 100 cm, Collection privée New York[153].
- Jeune fille de dos à sa toilette, encore intitulé Femme à sa toilette 1879, huile sur toile, 60,3 × 80,4 cm Art Institute of Chicago[154].
- Le Lac du Bois de Boulogne (Jour d'été), 1879, 45,7 × 75,3 cm, National Gallery, Londres[155].
- Dans le jardin (Dames cueillant des fleurs), 1879, huile sur toile, 61 × 73,5 cm, Nationalmuseum Stockholm[156].
- Hiver, 1880, huile sur toile 73,5 × 58,5 cm, Dallas Museum of Art[89].
- Deux filles assises près d'une table, 1880, crayon et aquarelle sur papier 19,6 × 26,6 cm collection particulière Allemagne.
- Pasie cousant dans le jardin de Bougival, 1881, huile sur toile, 81 × 100 cm, musée des beaux-arts, Pau[157].
- Plage à Nice 1881-1882, aquarelle sur papier 42 × 55 cm, Nationalmuseum Stockholm[94].
- Le Port de Nice, 1881-1882, huile sur toile, 53 × 43 cm collection privée[92].
- Le Port de Nice, 1881-1882, huile sur toile, 41 × 55 cm collection privée[93].
- Le Port de Nice 1881 (?)troisième version format 38 × 46 cm conservée au Dallas Museum of Art.
- Le Thé, 1882, huile sur toile 57,5 × 71,5 cm, Fondation Madelon Vaduz, Liechtenstein[158].
- Le Port de Nice, 1881-1882, huile sur toile, 53 × 43 cm collection privée[92].
- La Fable, 1883, huile sur toile, 65 × 81 cm collection privée[159],[160].
- Le Jardin (Femmes dans le jardin) (1882-1883) huile sur toile, 99,1 × 127 cm, Sara Lee Corporation, Chicago[161].
- Eugène Manet et sa fille au jardin 1883, huile sur toile, 60 × 73, collection privée[162].
- Dans le jardin à Maurecourt, 1883, huile sur toile, 54 × 65 cm, Toledo Museum of Art[163].
- Le Quai de Bougival, 1883, huile sur toile 55,5 × 46 cm, Nasjonalgalleriet, Oslo[164].
- Julie et son bateau (Enfant jouant), 1883, aquarelle sur papier 25 × 16 cm, collection privée[165].
- La Meule de foin 1883, huile sur toile 55,3 × 45,7 cm, collection particulière, New York[166],[167].

#### Plein épanouissement (1884-1894)
- Dans la véranda, 1884, huile sur toile 81 × 10 cm, collection privée[168].
- Julie avec sa poupée, 1884, huile sur toile 82 × 10 cm, collection privée[169].
- Petite fille avec sa poupée (Julie Manet), 1884, pastel sur papier 60 × 46 cm, collection privée[170].
- Sur le lac, 1884, huile sur toile 65 × 54 cm, collection privée[171].
- Autoportrait, 1885, pastel sur papier 47,5 × 37,5 cm, Art Institute of Chicago[172].
- Autoportrait avec Julie, 1885, huile sur toile, 72 × 91 cm, collection privée[173].
- Autoportrait, 1885, huile sur toile, 100 × 81 cm, Musee Marmottan Monet[174],
- Jeune femme assise au bois de Boulogne, 1885, aquarelle sur papier 19 × 28 cm, Metropolitan Museum of Art, New York[175].
- La Leçon de couture, 1885, Minneapolis Institute of Arts (détails non précisés).
- La Forêt de Compiègne, 1885, huile sur toile 54,2 × 64,8 cm, Art Institute of Chicago[176].
- Le Bain (Jeune fille se coiffant) 1885-1886, huile sur toile, 92,1 × 73,3 cm, Clark Art Institute, Williamstown[177],
- Dans la salle à manger, 1885-1886, huile sur toile 61,3 × 50 cm, National Gallery of Art[178].
- Le Lever, 1886, huile sur toile 65 × 54 cm, collection Durand-Ruel[179].
- Intérieur à Jersey (Intérieur de cottage), 1886, huile sur toile 50 × 60 cm, musée d'Ixelles[180].
- Femme s'essuyant, 1886-1887, pastel sur papier 42 × 41 cm, Non localisé[103].
- Julie avec un chat, 1887, pointe sèche 14,5 × 11,3 cm, National Gallery of Art, Washington[181].
- Nu de dos, 1887, fusain sur papier 57 × 43 cm, collection privée[182].
- Éventail en médaillon, 1887, aquarelle sur soie en forme d'éventail, collection particulière[183].
- Portrait de Paule Gobillard, 1887, crayon de couleur sur papier 27,9 × 22,9 cm, Reader's Digest Association, New York[184].
- Le Lac du Bois de Boulogne, 1887, aquarelle sur papier 29,5 × 22,2 cm, National Museum of Women in the Arts, Washington[185].
- Fillette lisant (La lecture), 1888, huile sur toile 74,3 × 92,7 cm, Museum of Fine Arts (St. Petersburg), St. Petersburg Floride[186].
- La Cueillette des oranges, 1889, pastel 61 × 46 cm, Musée d'Art et d'Histoire de Provence, Grasse[187].
- Sous l'oranger (Julie), 1889, huile sur toile 54 × 65 cm, collection privée[188].
- La Petite Niçoise, 1889, huile sur toile, musée des beaux-arts de Lyon.
- L'Île du Bois de Boulogne, 1889, huile sur toile 68,4 × 54,6 cm, National Gallery of Art, Washington[189].
- Le Flageolet (Julie Manet et Jeanne Gobillard, 1891, huile sur toile 56 × 87 cm, collection privée[190].
- Le Cerisier 1891, 1891, huile sur toile 138 × 88,9 cm, collection privéeWashington[191].
- Étude pour Le Cerisier, 1891, pastel sur papier 45,7 × 48,9 cm, The Reader's Digest Association[106].
- Julie Manet avec son lévrier, 1893, huile sur toile 73 × 80 cm, musée Marmottan-Monet, Paris[192].
- Jeune fille au divan, 1893, huile sur toile 45,9 × 55,1 cm, musée Léon-Dierx, Saint-Denis
- Les Enfants de Gabriel Thomas, 1894, huile sur toile 100,0 × 81,2 cm, musée des Beaux-Arts de Limoges, Limoges[193].
- La Coiffure, 1894, huile sur toile 100 × 80 cm, musée national des beaux-arts d'Argentine, Buenos Aires[194].
- Jeune fille aux cheveux noirs, 1894, crayon et aquarelle 23,1 × 16,8 cm, Philadelphia Museum of Art, Philadelphie[195].
- Julie rêveuse, 1894, huile sur toile, collection privée[196].

### Collections publiques
Liste non exhaustive. Les sources indiquées donnent accès à la visualisation des œuvres. Les lieux sont classés par ordres alphabétiques (pays puis ville et noms).
Avec plus de vingt-cinq musées rassemblant une cinquantaine de peintures et aquarelles, les États-Unis sont le pays où la présence des œuvres de Berthe Morisot est la plus importante.

#### Allemagne
- Cologne, Wallraf-Richartz-Museum & Fondation Corboud
  - Le Port de Nice (1881-1882) huile sur toile 41,4 × 55,3 cm[197]

#### Argentine
- Buenos-Aires, Museo Nacional de Bellas Artes
  - La Coiffure (1894) huile sur toile 55 × 46 cm[198]

#### Belgique
- Ixelles, musée communal des Beaux-Arts
  - Intérieur de cottage[199]

#### Danemark
- Charlottenlund, Ordrupgaard Museum
  - Dame à l'éventail, portrait de Marie Hubbard (1874) huile sur toile 50,5 × 81 cm[200]
  - Jeune fille sur l'herbe (1885) huile sur toile 74 × 60 cm[201]
- Copenhague, Ny Carlsberg Glyptotek
  - La Nurse (vers 1880) huile sur toile 73 × 60 cm[202]
  - Paysanne étendant son linge à sécher (1881) huile sur toile 46 × 67 cm[203]
  - Jeune fille tressant ses cheveux (vers 1893) huile sur toile 46 × 38 cm[204]
- Copenhague, Statens Museum for Kunst
  - Deux Petites Filles à la balustrade au bord du lac dans le jardin des Tuileries (1885) aquarelle 25,4 × 30,4 cm[205]

#### Espagne
- Madrid, Museo nacional Thyssen-Bornemisza
  - La Psyché (1876) huile sur toile 65 × 54 cm[206]
  - Bergère nue couchée (1891) huile sur toile 57,5 × 86,4 cm[207]

#### États-Unis
- Baltimore Museum of Art

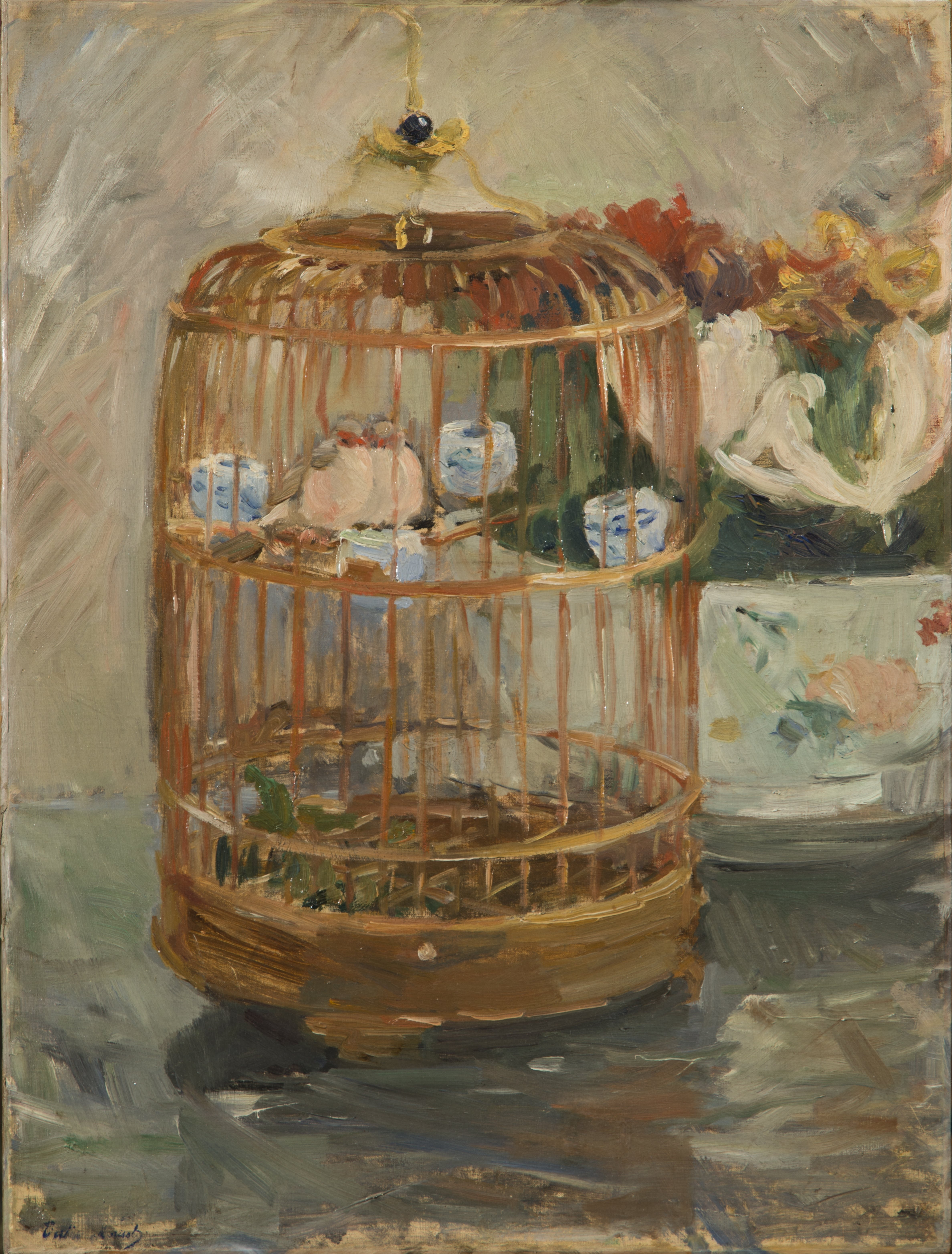
La Cage, 1885 – National Museum of Women in the Arts, Washington.

  - Fillette au chapeau (1883) pastel et fusain sur papier bleu 57 × 43,4 cm[208]
- Boston, Museum of Fine Arts
  - Fleurs blanches dans une coupe (1885) huile sur toile 46 × 55 cm[209]
- Buffalo, Albright-Knox Art Gallery
  - Femme cousant (1879) huile sur toile 65,4 × 54,6 cm[210]
- Cambridge, Harvard University, Fogg Art museum
  - Entrée de la Midina dans l'île de Wight (non daté) aquarelle 19 × 17,4 cm[211]
  - Paysage boisé (non daté) aquarelle 17,5 × 23,5 cm[212]
- Chicago, Art Institute
  - Au balcon (1871-1872) aquarelle, avec des touches de gouache, sur mine de plomb, sur papier vélin blanc cassé 20,6 × 17,3 cm[213]
  - Femme à sa toilette (1875-1880) huile sur toile 60,3 × 80,4 cm[214]
  - Femme au jardin (1882-1883) huile sur toile 123 × 94 cm[215]
  - Forêt de Compiègne (1885) huile sur toile 54,2 × 64,8 cm[216]
  - Autoportrait (vers 1885) pastel, avec estompe, sur papier vergé gris à fibres bleues 48 × 38 cm[217]
  - Jeanne Pontillon (vers 1893) aquarelle, sur mine de plomb, sur papier vélin ivoire 31,1 × 23,7 cm[218]
- Cleveland Museum of Art
  - La Lecture (1873) huile sur toile 46 × 71,8 cm[219]
  - Mademoiselle Louise Riesener au chapeau (vers 1877-1880) fusain et pastel 56 × 47 cm[220]
  - Le Petit Saint-Jean (1890) pastel 57,1 × 38,1 cm[221]
- Dallas Museum of Art
  - Hiver (1880) huile sur toile 74,9 × 61,6 cm[222]
  - Le Port de Nice (1881-1882) huile sur toile 38,1 × 46,3 cm[223]
- Denver Art museum
  - Soupière et Pomme (1877) huile sur toile 56,2 × 46 cm[224]
  - La Leçon au jardin (1886) huile sur toile 60,5 × 73,3 cm[225]
- Kansas City, The Nelson-Atkins Museum of Art
  - Rêveuse (1877) pastel sur toile 50,2 × 61 cm[226]
  - Sous l'Oranger (1889) huile sur toile 54,6 × 65,7 cm[227]
- Memphis, Dixon Gallery and Gardens
  - Jeune paysanne parmi des tulipes (1890) huile sur toile 65,4 × 72,7 cm[228]
- Minneapolis Institute of Arts
  - Julie et sa nurse (vers 1884) huile sur toile 57,1 × 71,1 cm[229]
- New York, Brooklyn Museum
  - Portrait de Mme Boursier et de sa fille (vers 1873) huile sur toile 74,5 × 56,8 cm[230]
- New York, Metropolitan Museum of Art
  - La Robe rose (vers 1870) huile sur toile 54,6 × 67,3 cm[231]
  - Jeune Femme assise sur un sofa (vers 1879) huile sur toile 80,6 × 99,7 cm[232]
  - Jeune Femme tricotant (vers 1883) huile sur toile 50,2 × 60 cm[233]
  - Femme assise sur un banc de l'avenue du Bois (1885) aquarelle sur traces de mine de plomb 20 × 28 cm[234]
- Pasadena, Norton Simon Museum
  - Dans une Villa en bord de mer (1874) huile sur toile 50,2 × 61 cm[235]
- Philadelphia Museum of Art
  - Portrait d'un enfant (1894) huile sur toile 55,2 × 46,4 cm[236]
  - Jeune Femme à la chevelure brune (1894) aquarelle et mine de plomb sur papier 23,2 × 16,8 cm[237]
- Providence, Rhode Island School of Design Museum
  - Enfant au tablier rouge (1886) huile sur toile 60 × 49,9 cm[238]
- Richmond, Virginia Museum of Fine Arts
  - Le Port de Lorient (1871) crayon et aquarelle 16,2 × 20,3 cm[239]
  - Jeune Femme arrosant un arbuste (1876) huile sur toile 40 × 31,7 cm[240]
- St. Petersburg, Museum of Fine Arts
  - La Lecture (1888) huile sur toile[241]
- Santa Barbara Museum of Art
  - Vue de Paris depuis le Trocadero (1871-1873) huile sur toile 46 × 81,6 cm[242]
  - Sur la Plage de Fécamp (1874) pastel sur papier Arches gris-brun sur châssis 38,4 × 60 cm[243]
  - Portait de Marthe Givaudon (1892) pastel sur toile 64,8 × 54,6 cm[244]
- Seattle Art Museum
  - Lucie Léon au piano (1892) huile sur toile 62,9 × 52,1 cm[245]
- Toledo Art Museum
  - Dans le Jardin à Maurecourt (1884) huile sur toile 54 × 65,1 cm[246]
- Washington, National Gallery of Art
  - La Sœur de l'artiste Edma assise dans un parc (1864) aquarelle 24,9 × 15,1 cm[247]
  - La Sœur de l'artiste à une fenêtre (1869) huile sur toile 54,8 × 46,3 cm[248]
  - Les Sœurs (1869) huile sur toile 52,1 × 81,3 cm[249]
  - Le Port de Lorient (1869) huile sur toile 43,5 × 73 cm[250]
  - Dans la Salle à manger (1886) huile sur toile 61,3 × 50 cm[60]
  - Pivoines (vers 1869) huile sur toile 40,8 × 33 cm[251]
  - La Mère et la Sœur de l'artiste (1869-1870) huile sur toile 101 × 81,8 cm[252]
  - Percher de blanchisseuses (1875) huile sur toile 30 × 40,6 cm[253]
  - Jeune Femme avec un chapeau de paille (1884) huile sur toile 55,5 × 46,7 cm[254]
  - Dans la Salle à manger (1886) huile sur toile 61,3 × 50 cm[60]
  - Jeune Fille dans un bateau avec des oies (vers 1889) huile sur toile 65,4 × 54,6 cm[255]
  - La Fille de l'artiste avec une perruche (1890) huile sur toile 65,6 × 52,1 cm[256]
  - Jeune Fille avec un tablier (1891) huile sur toile 65 × 54,6 cm[257]
- Washington, National Museum of Women in the Arts
  - La Cage (1885) huile sur toile 50,5 × 38,1 cm[258]
- Washington, The Phillips Collection
  - Deux Jeunes Filles (vers 1894) huile sur toile 65 × 54 cm[259]
- Williamstown, The Clark Art Institute
  - Avant d'un Yacht (1875) aquarelle sur mine de plomb sur papier vélin crème 20,7 × 26,8 cm[260]
  - Dahlias (1876) huile sur toile 45,7 × 55,9 cm[261]
  - Le Bain (1885-1886) huile sur toile 92,1 × 73,3 cm[262]

#### France
- Bordeaux, musée des Beaux-Arts
  - Le Neveu de Berthe Morisot (1876) huile sur toile 32,5 × 24,3 cm[263]
- Limoges, musée des Beaux-Arts
  - Louise Riesener (1888) huile sur toile 73,3 × 92 cm[264]
  - Les Enfants de Gabriel Thomas (1894) huile sur toile 100 × 81,2 cm[265]
- Lyon, musée des Beaux-Arts
  - La Petite Niçoise, Célestine (1889) huile sur toile 64 × 52 cm[266]
- Montpellier, musée Fabre
  - Jeune femme assise devant une fenêtre (1879) huile sur toile 76 × 61 cm[267]
- Paris, musée Marmottan Monet
  - Eugène Manet à l'île Wight (1875) huile sur toile 38 × 46 cm[61]
  - Au Bal (1875) huile sur toile 62 × 52 cm[268]
  - Eugène Manet et sa fille dans le jardin de Bougival (1881) huile sur toile 73 × 92 cm[269]
  - Le Jardin à Bougival (1884) huile sur toile 73 × 92 cm[270]
  - Autoportrait (1885) huile sur toile 61 × 50 cm[271]
  - Fillette au jersey bleu (1886) pastel sur toile 100 × 81 cm[272]
  - Enfants à la vasque (1886) huile sur toile 73 × 92 cm[273]
  - Paule Gobillard peignant (1887) huile sur toile 86 × 94 cm[274]
  - Le Cerisier (1891) huile sur toile 154 × 84 cm[275]
  - Bergère couchée (1891) huile sur toile 63 × 114 cm[276]
  - Apollon révélant sa divinité à la bergère Issé (d'après François Boucher) (1892) huile sur toile 63,8 × 79,4 cm[277]
  - Julie Manet et sa levrette Laërte (1893) huile sur toile 73 × 80 cm[278]
- Paris, musée du Louvre
  - Sur la Falaise (1873) aquarelle et rehauts de gouache sur traits de crayon 18 × 23 cm[279]
  - Portrait de Madame Pillaut (Rosalie Riesener), non daté, aquarelle 30,5 × 25 cm[280]
  - Jeune femme dans un paysage (non daté) aquarelle 33 × 23 cm[281]
- Paris, musée d'Orsay
  - Portrait de Madame Edma Pontillon, née Edma Morisot, sœur de l'artiste (1871) pastel sur papier 81,5 × 65,8 cm[282]
  - Le Berceau (1872) huile sur toile 56 × 46,5 cm[283]
  - Chasse aux papillons (1874) huile sur toile 46 × 56 cm[284]
  - Dans les blés (1875) huile sur toile 46,5 × 69 cm[285]
  - Jeune Femme se poudrant (1877) huile sur toile 46 × 39 cm[286]
  - Jeune Femme en toilette de bal (1879) huile sur toile 71,5 × 54 cm[287]
  - Sur un banc au bois de Boulogne (1894) huile sur toile 38,2 × 55,3 cm[288]
  - L'Hortensia (1894) huile sur toile 73,1 × 60,4 cm[289]
- Paris, musée des Beaux-Arts de la Ville, le Petit Palais
  - Dans le parc (vers 1874) pastel sur papier 71 × 89 cm[290]
  - Jeune fille en décolleté, la fleur aux cheveux (1893) huile sur toile 70 × 51,5 cm[291]
- Pau, musée des Beaux-Arts
  - Pasie cousant dans le jardin de Bougival (1881) huile sur toile 81,7 × 100,1 cm[292]
- Poitiers, musée Sainte-Croix[293].
- Saint-Denis-de-la-Réunion, musée Léon-Dierx
  - Jeune fille au divan (1893) huile sur toile 45,9 × 55,1 cm[294]
- Toulouse, fondation Bemberg
  - Femme au jardin (Villa Arnulphi à Nice) huile sur toile 56 × 33 cm[295]
- Toulouse, musée des Augustins
  - Jeune fille dans un parc (1888-1893) huile sur toile 90 × 81 cm[296]

Irlande
- Dublin, National Gallery of Ireland
  - Le Corsage Noir (1878) huile sur toile 73 × 65 cm[297]

#### Japon
- Hiroshima Museum of Art
  - Jeune Femme et enfant (1894) huile sur toile 61,5 × 50,5 cm[298]
- Tokyo, musée national de l'Art occidental
  - Femme en noir (Avant le théâtre) (1875) huile sur toile 57,3 × 30,7 cm[62]

#### Norvège
- Oslo, Nasjonalgalleriet
  - Sur les Quais de la Seine à Bougival (1883) huile sur toile 55,6 × 46,1 cm[299]

#### Pays-Bas
- Amsterdam, musée Van Gogh
  - En Promenade au bois (1876) aquarelle 17,5 × 24,1 cm[300]

#### Royaume-Uni
- Cardiff, National Museum Wales, National Museum
  - Femme et enfant au pré à Bougival (1882) huile sur toile 60,1 × 73,3 cm[301]
- Edimbourg, Scottish National Gallery
  - Femme et enfant au jardin (vers 1883-1884) huile sur toile 60 × 73,4 cm[302]
- Londres, The Courtauld Gallery
  - Portrait d'une femme (1872-1875) huile sur toile 56 × 46,1 cm[303]
- Londres, The National Gallery
  - Le Lac du Bois de Boulogne (Jour d'été) (1879) huile sur toile 45,7 × 75,3 cm[304]
- Londres, Tate
  - Jeune femme au divan (vers 1885) huile sur toile 61 × 50,2 cm[305]

#### Suède
- Stockholm, Nationalmuseum
  - Au Bois de Boulogne (années 1870) huile sur toile 61 × 73,5 cm[306]
  - Plage à Nice (1882) aquarelle sur papier 12,8 × 19,7 cm[307]
  - Plage à Nice (1882 probablement) aquarelle sur papier 12,8 × 19,7 cm[308]
  - Sur le Sofa (vers 1882) aquarelle sur papier 18,1 × 14,1 cm[309]

#### Suisse
- Genève, musée d'Art et d'Histoire
  - Portrait de Jeanne Pontillon (1894) huile sur toile 116,70 × 81,50 cm[310]
- Zürich, Sammlung Emil G.Bührle
  - Albine Sermicoli à l'atelier (1889) huile sur toile 60 × 73 cm[311]

### Galerie Berthe Morisot

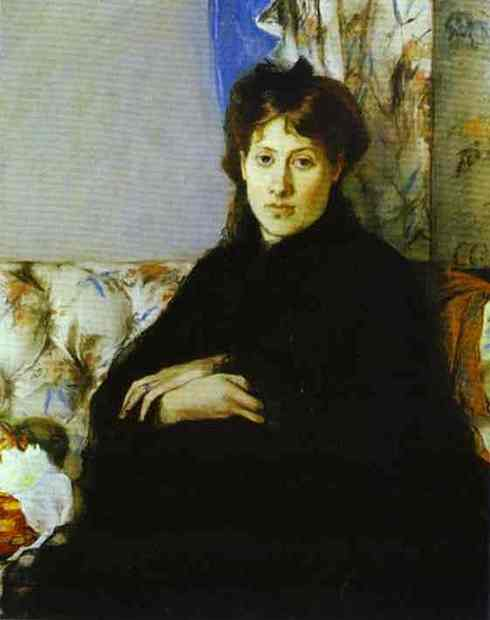
Portrait de Madame Edma Pontillon, 1871, musée d'Orsay, Paris.
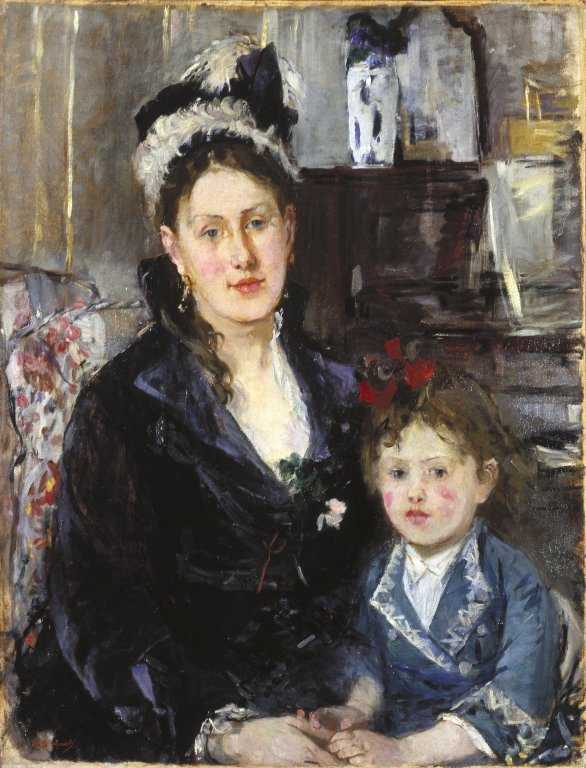
Portrait de Mme Boursier et de sa fille, 1873, Brooklyn Museum, New York.
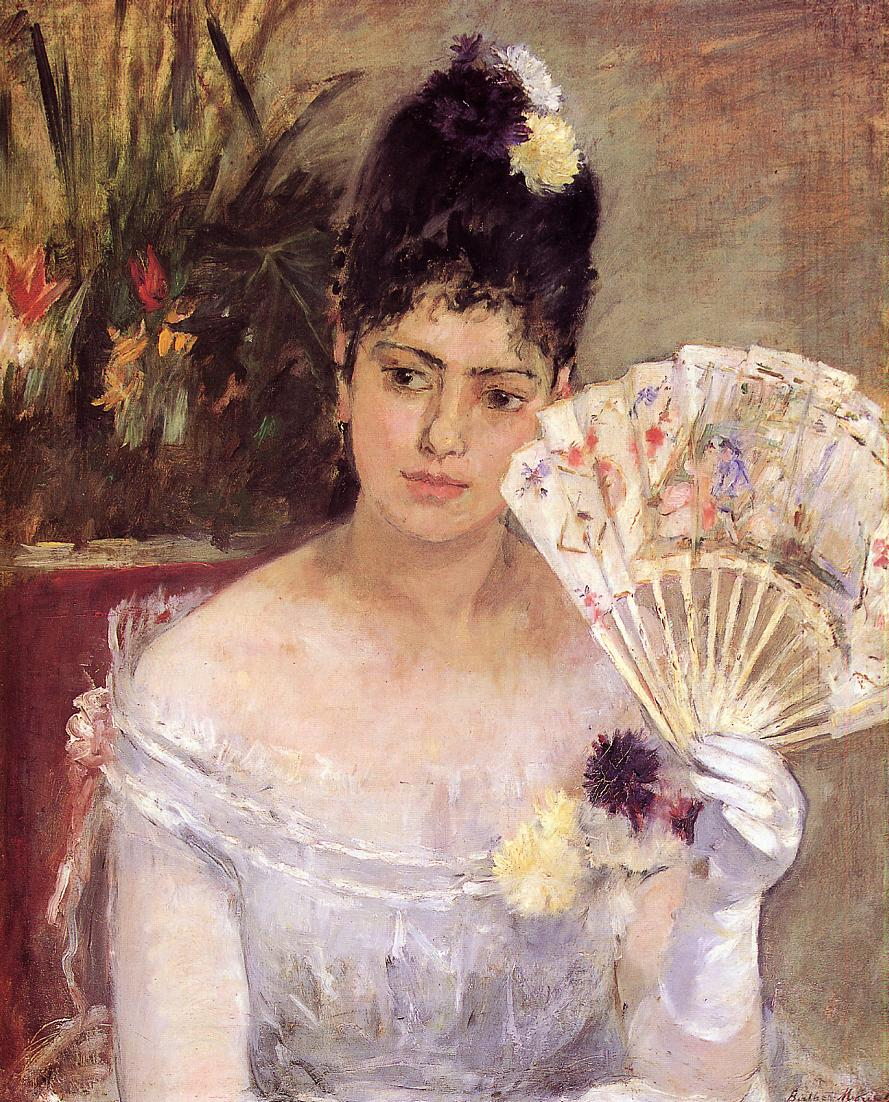
Au Bal, 1875, musée Marmottan-Monet, Paris.
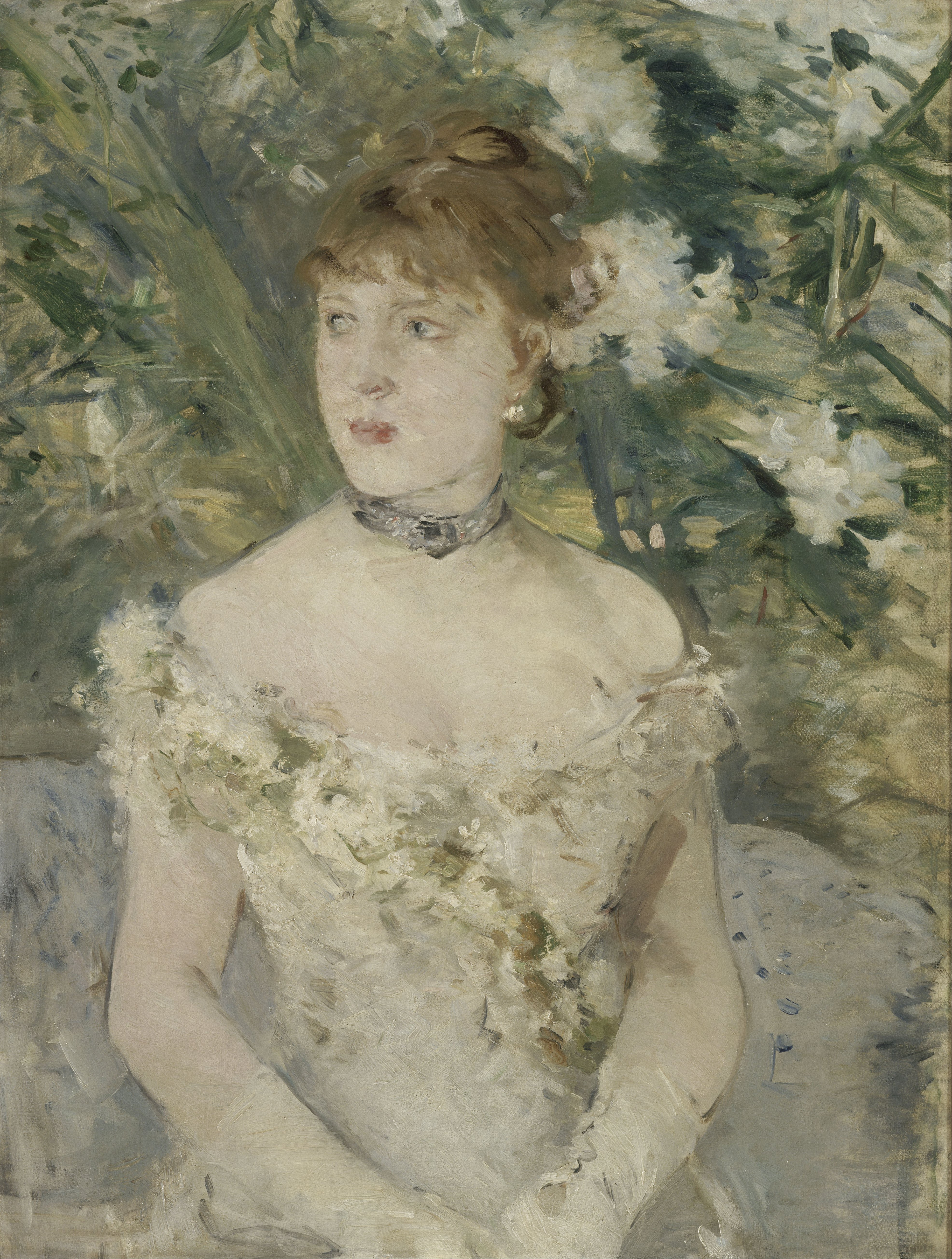
Jeune Femme en toilette de bal, 1879, musée d'Orsay, Paris.
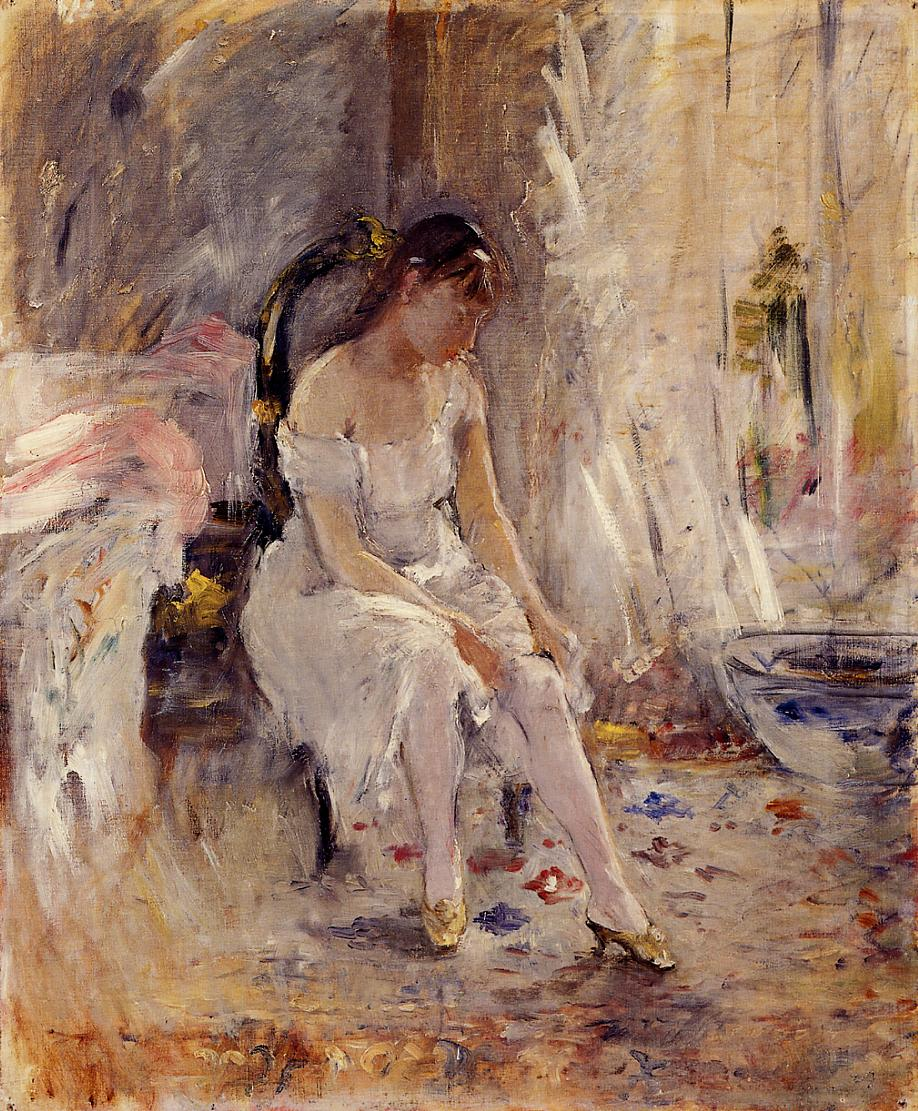
Jeune Fille enfilant son bas, 1880, collection privée.
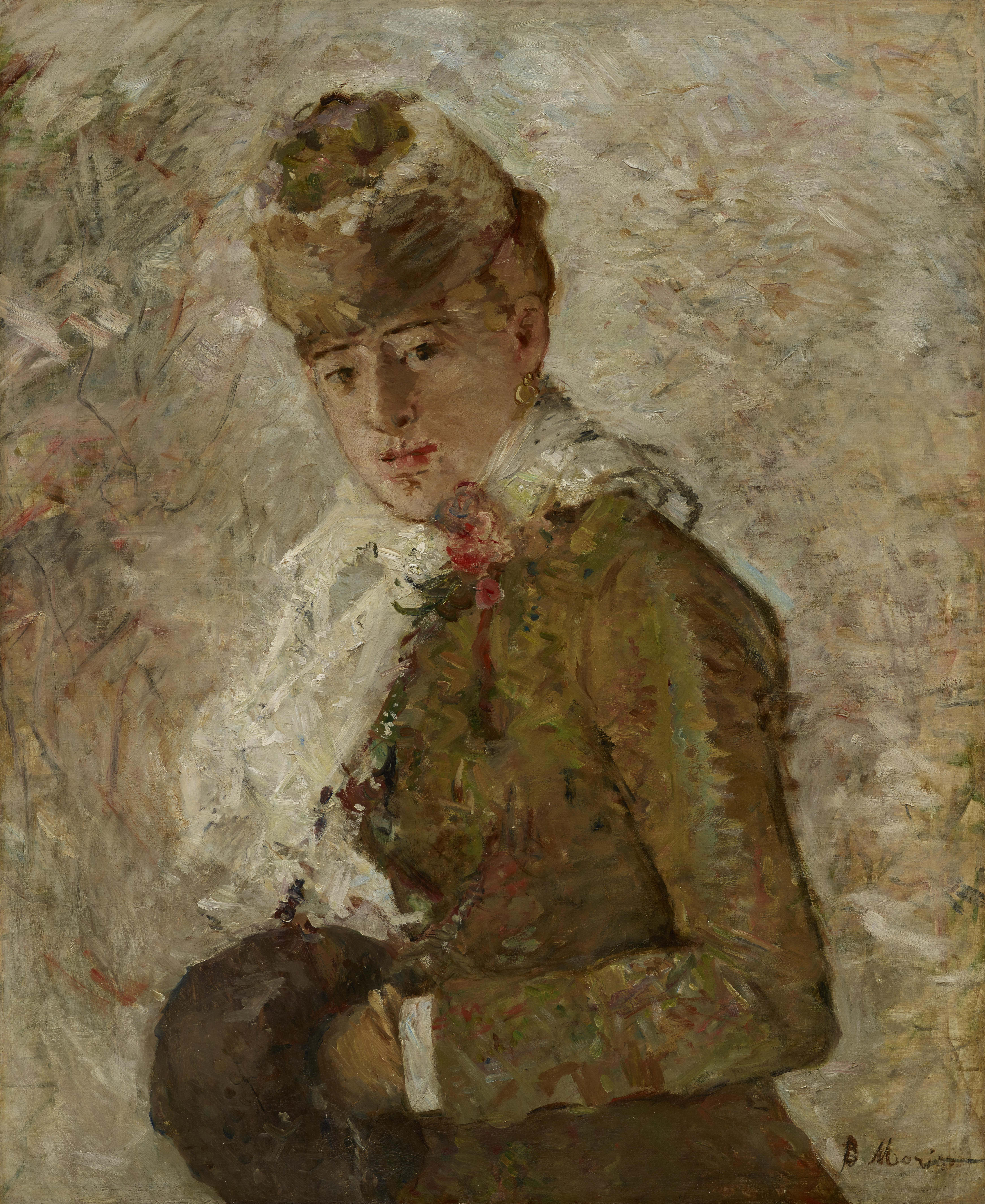
Hiver (Femme au manchon), 1880, Dallas Museum of Art.
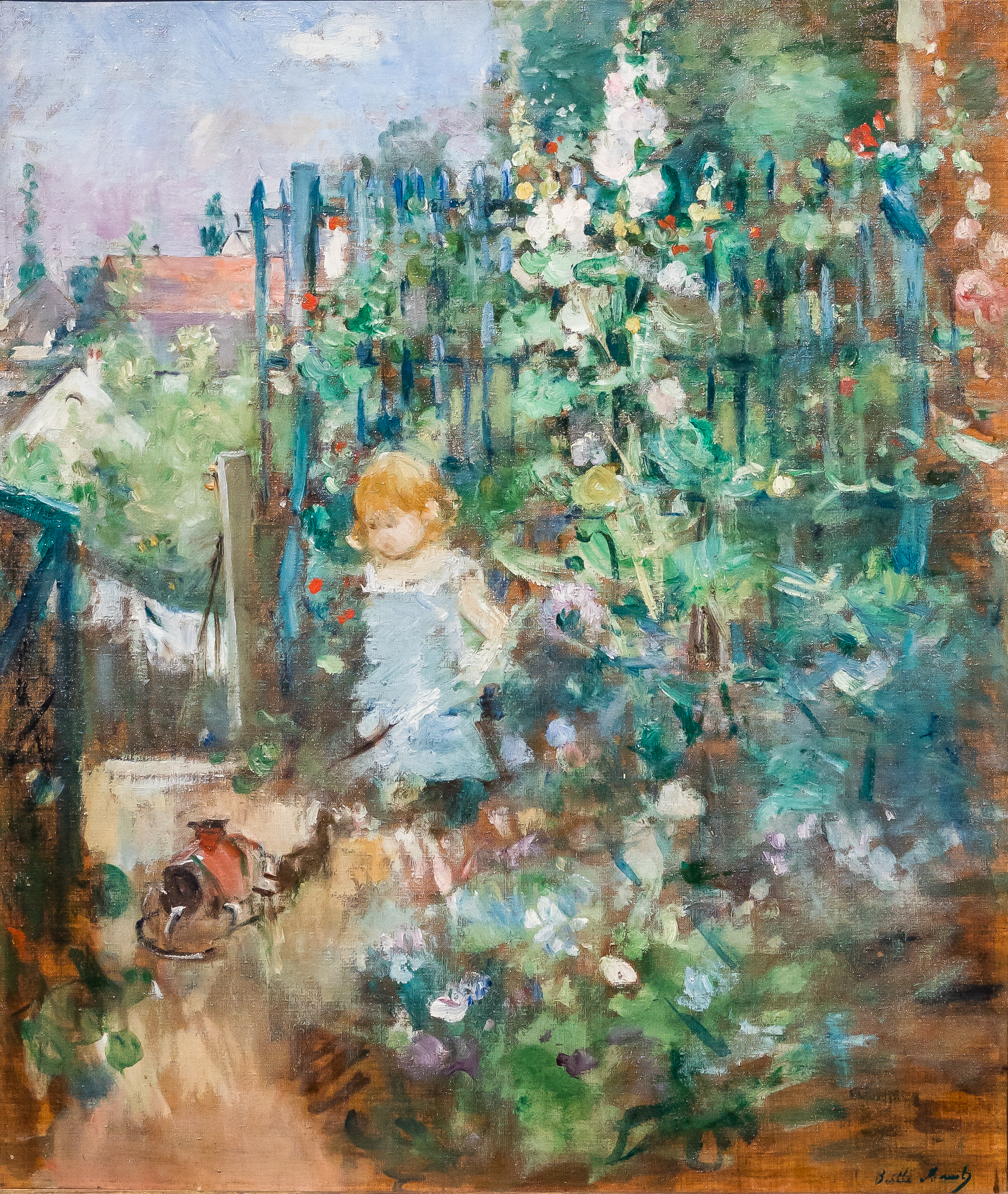
Enfant dans les roses trémières, 1881, Wallraf-Richartz Museum, Cologne.
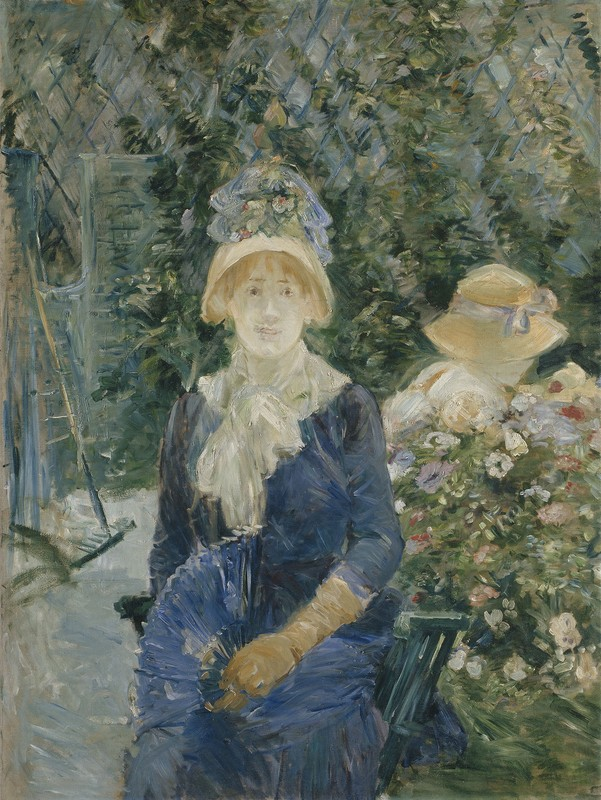
Le Jardin, 1882, Art Institute of Chicago.
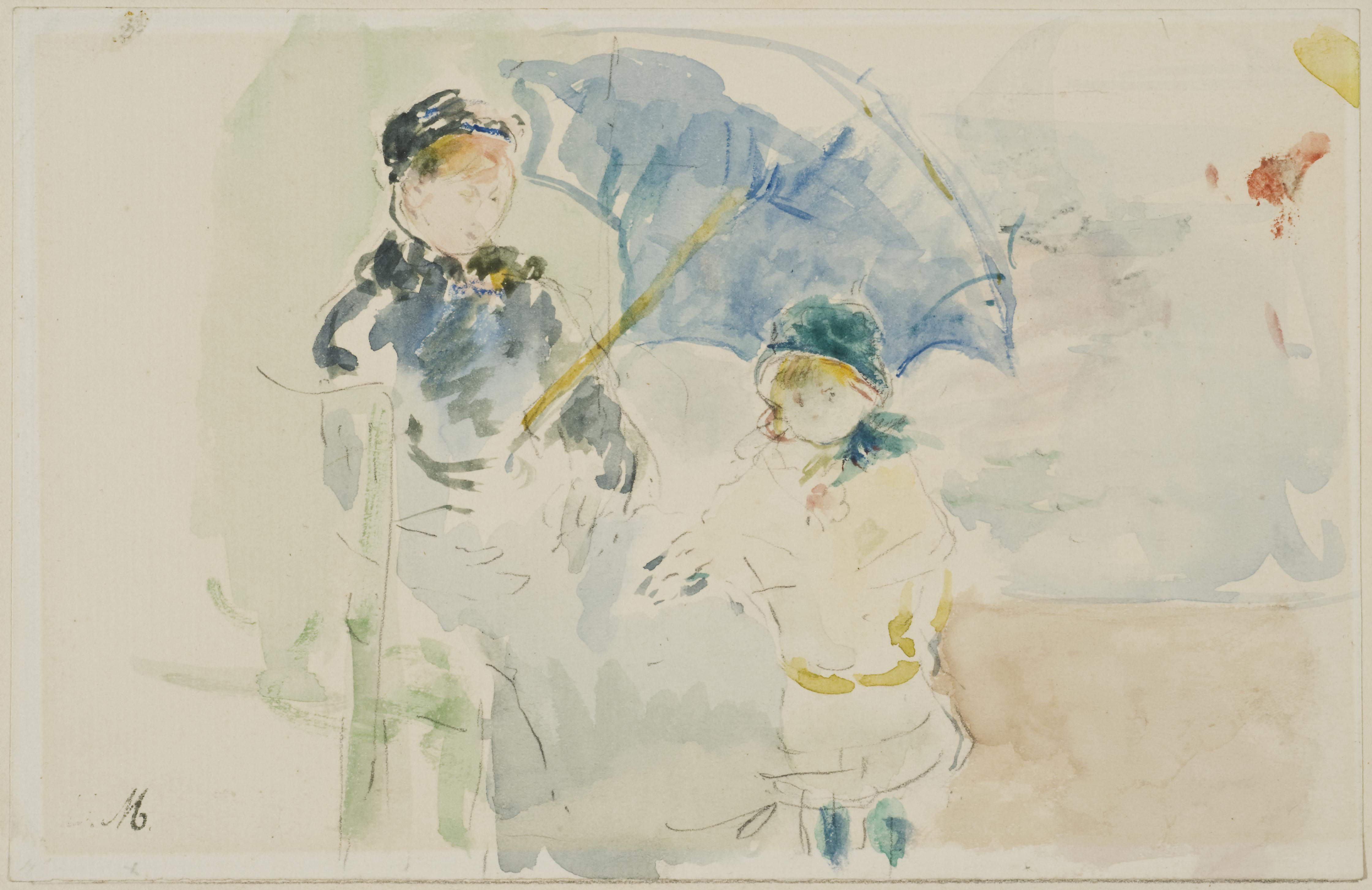
Plage de Nice, Nationalmuseum, Stockholm.
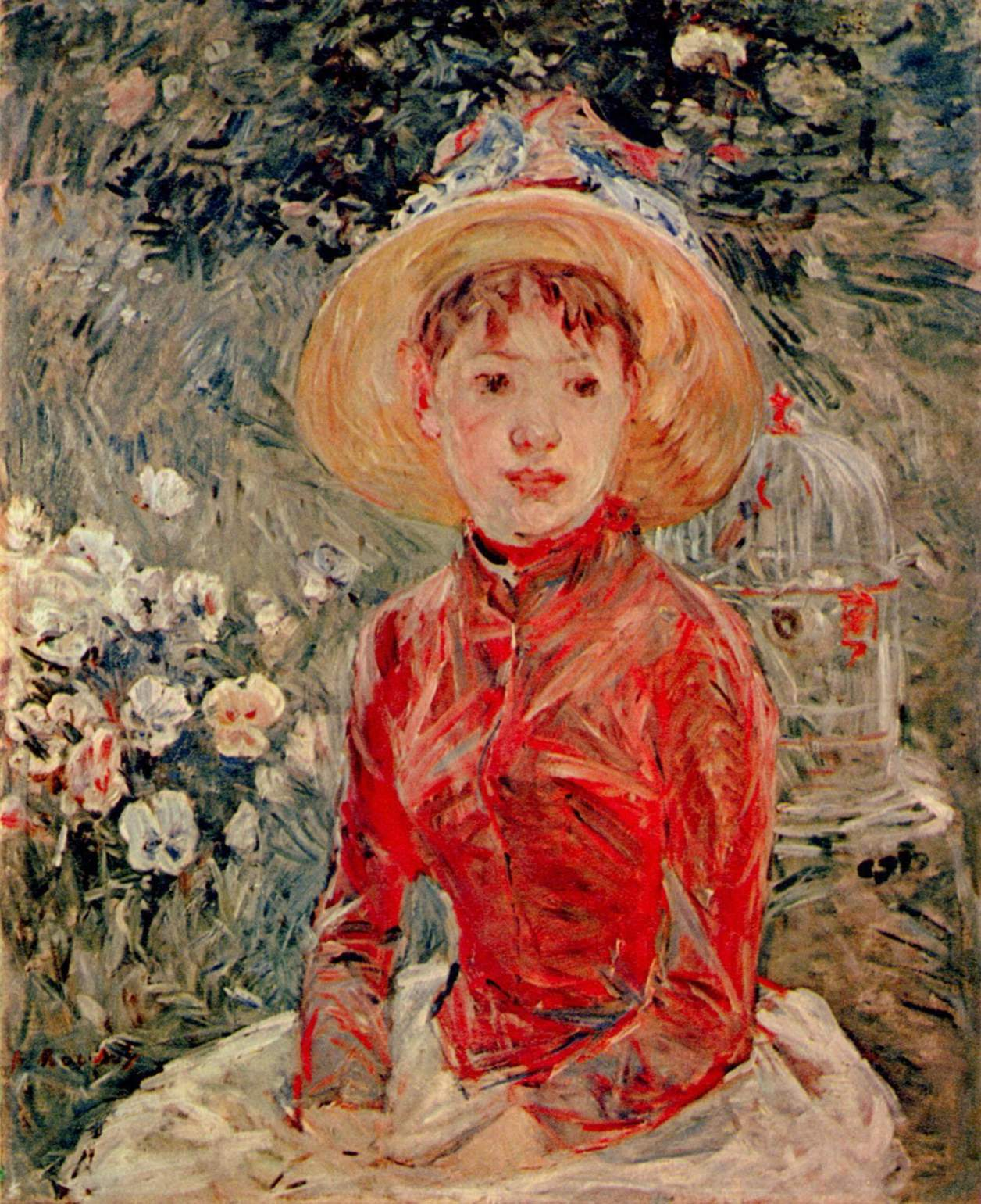
Le Corsage rouge, 1885, Ordrupgaard museum, Charlottenlund.
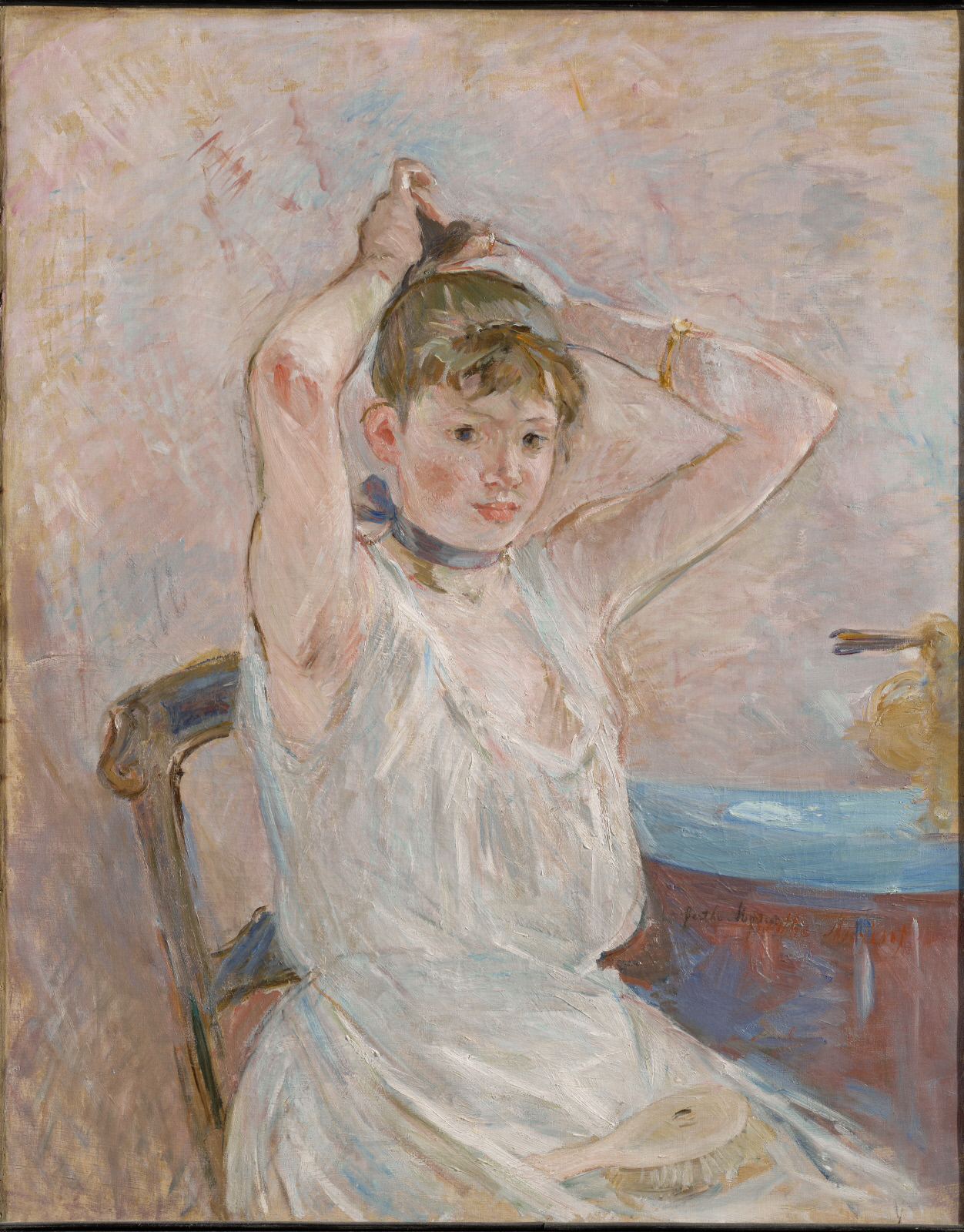
Le Bain, 1885-6, Clark Art Institute, Williamstown.
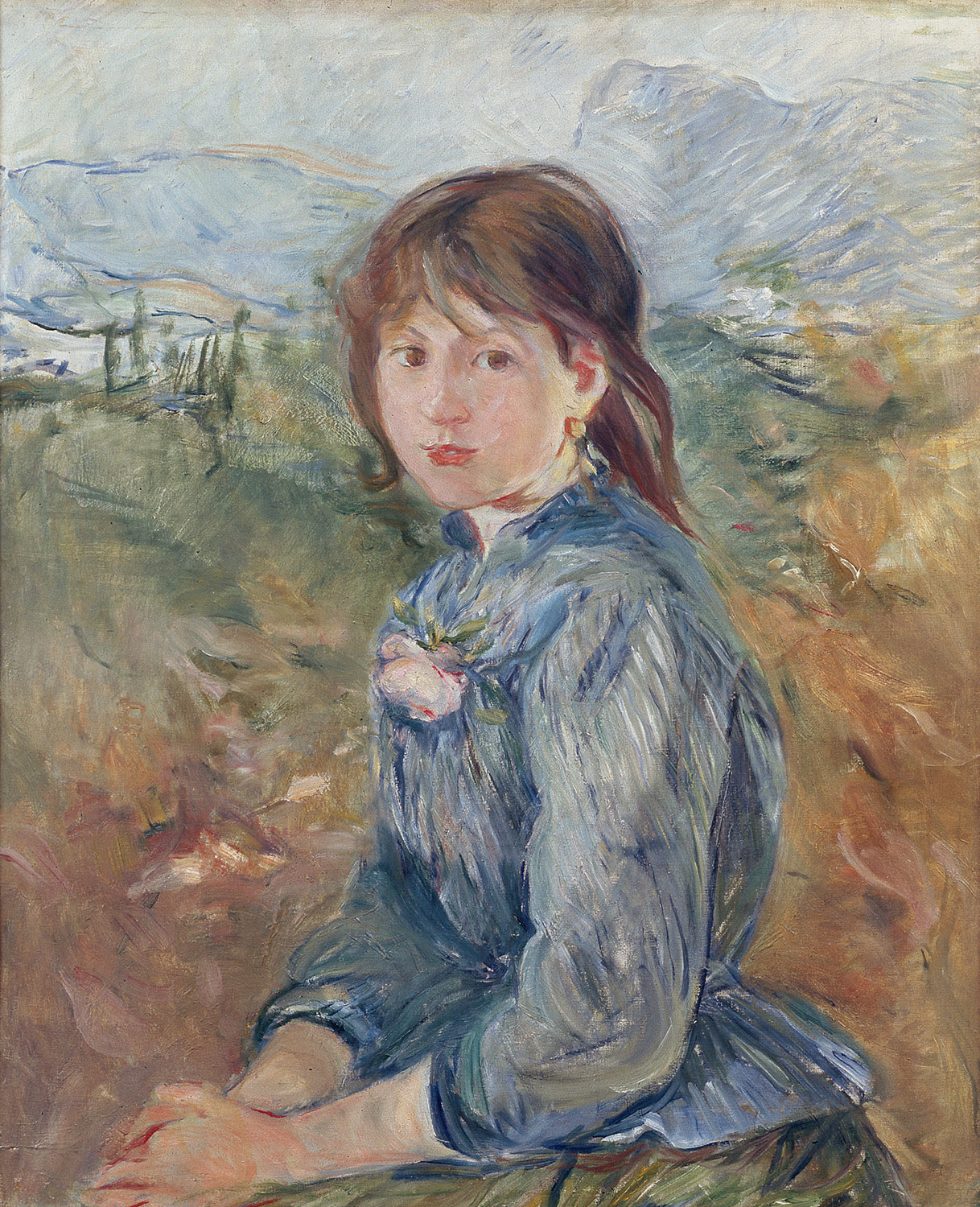
Paysanne niçoise, Célestine, 1888-9, musée des Beaux-Arts de Lyon.
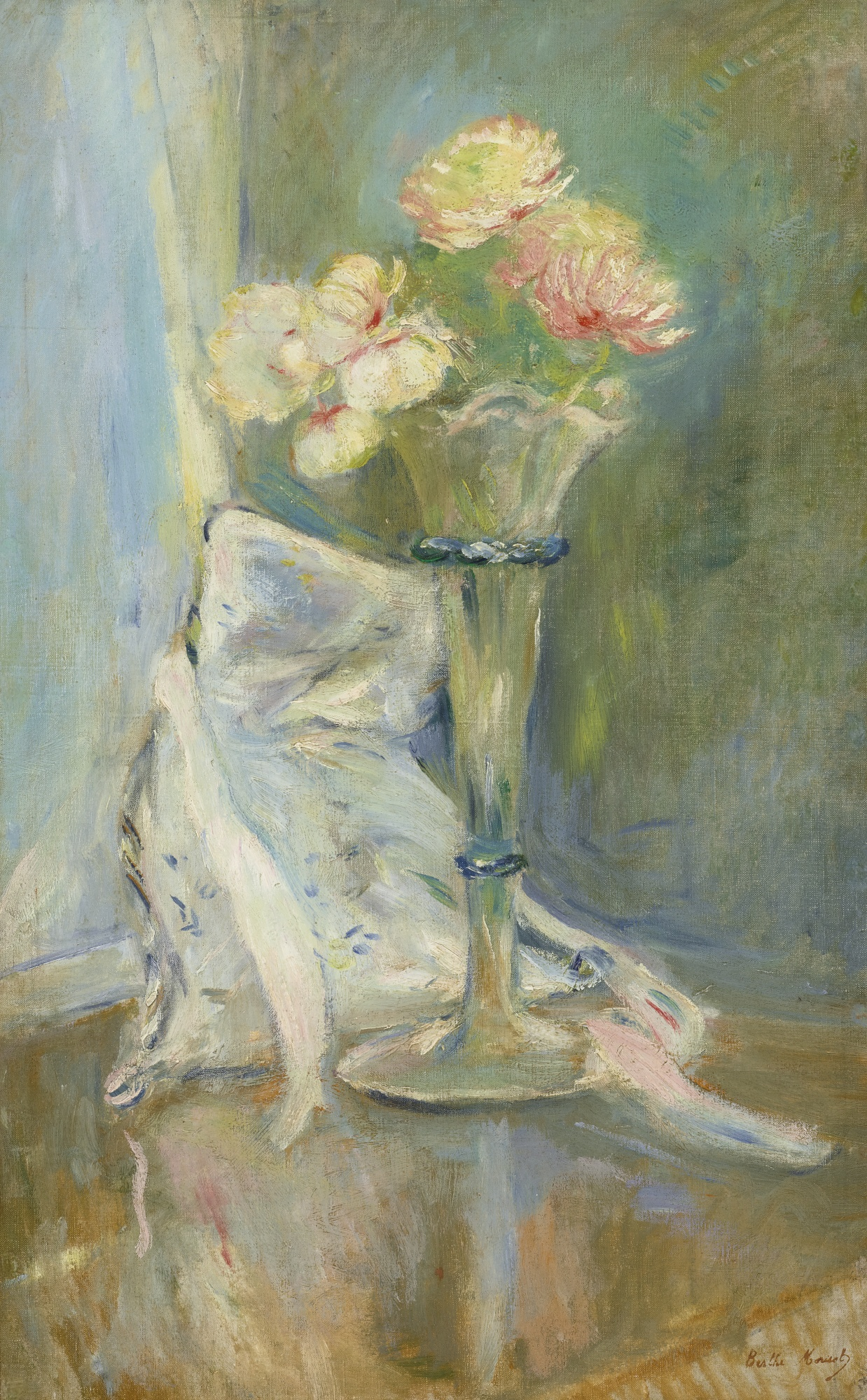
Anémones roses, 1891.
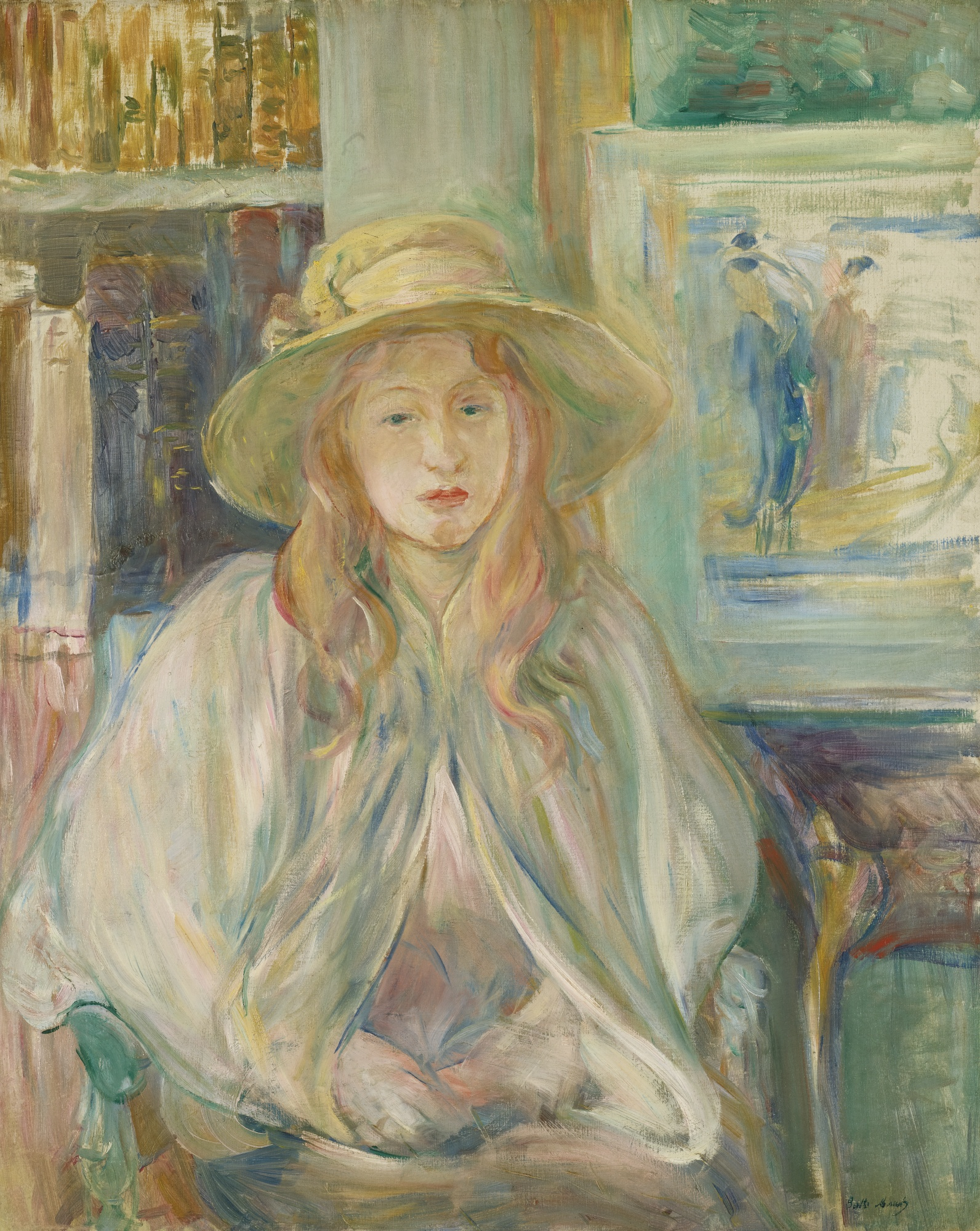
Fillette au chapeau de paille, 1892.
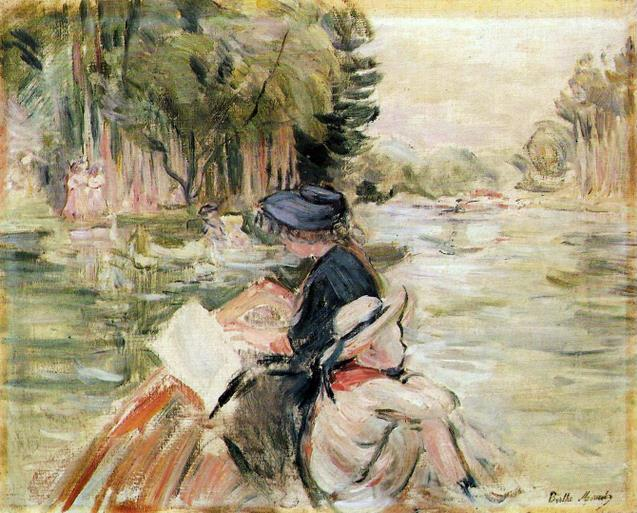
En bateau, 1892, Museu da Chácara do Céu, Rio de Janeiro.
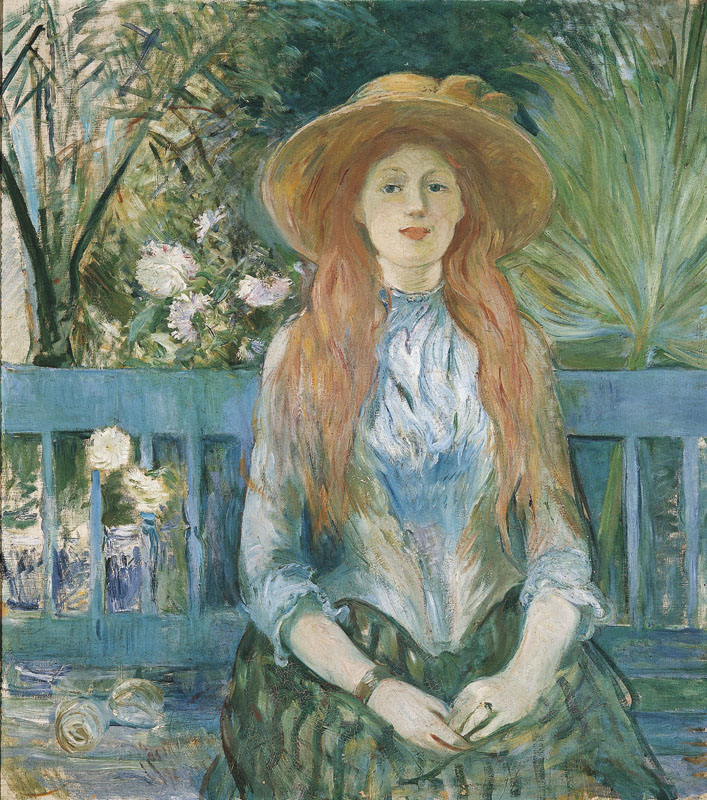
Jeune Fille dans un parc, 1893, musée des Augustins, Toulouse.
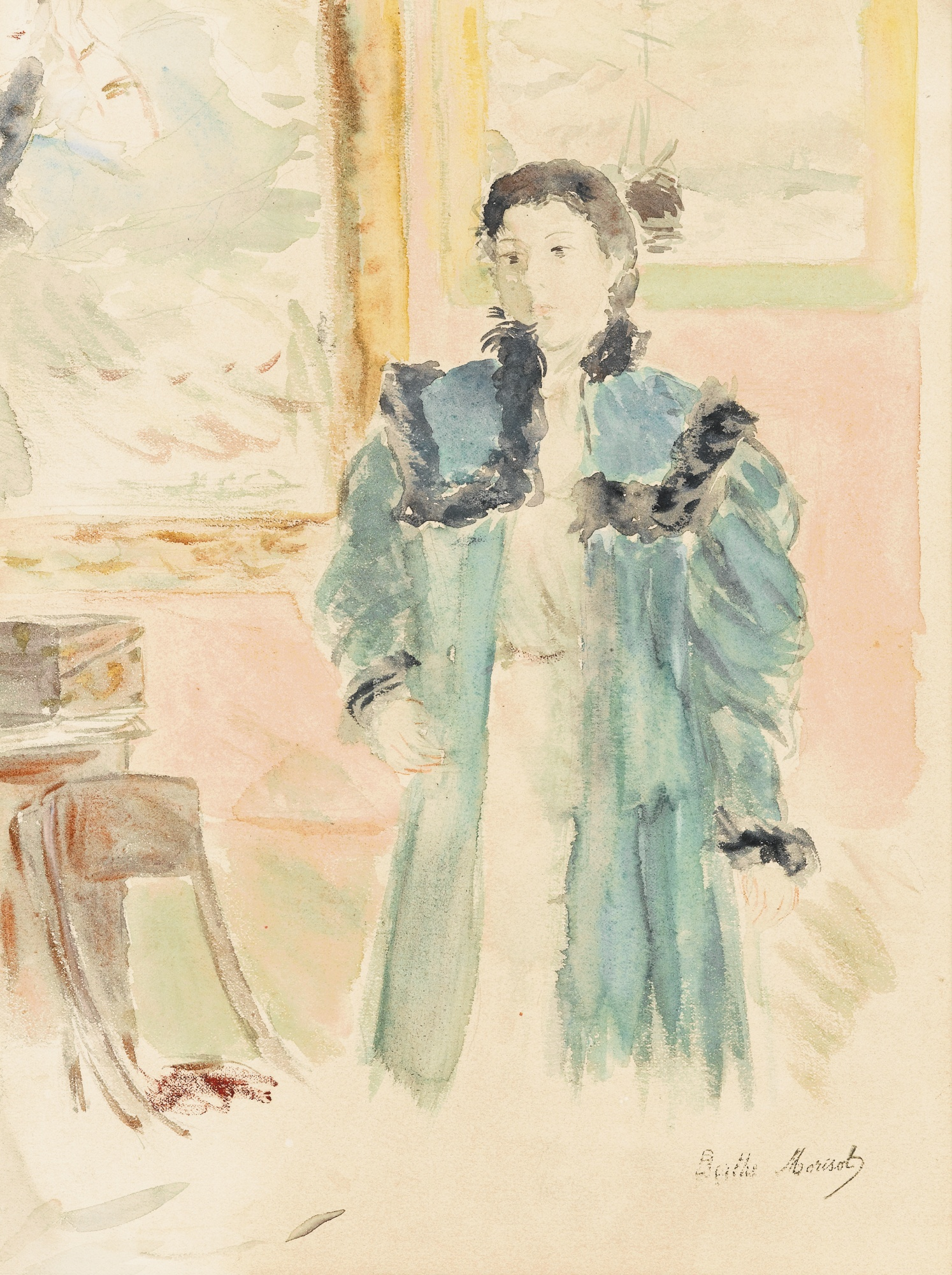
Jeune Fille au manteau vert, 1894.
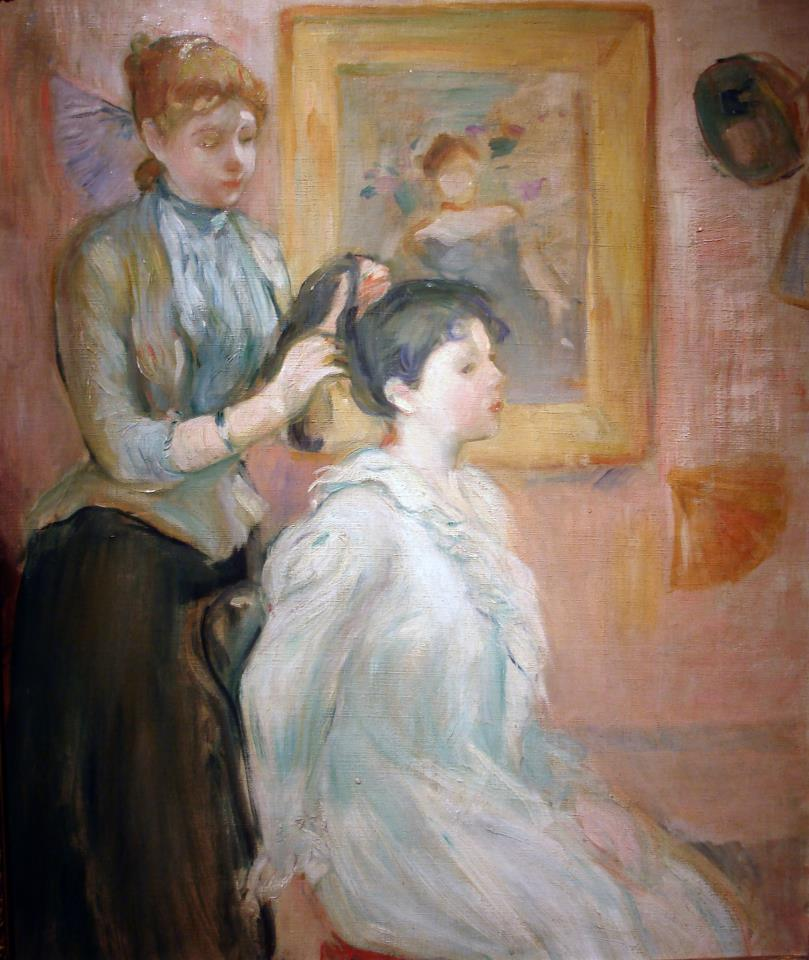
La Coiffure, 1894, musée national des Beaux-Arts, Buenos Aires.

## Portraits de Berthe Morisot

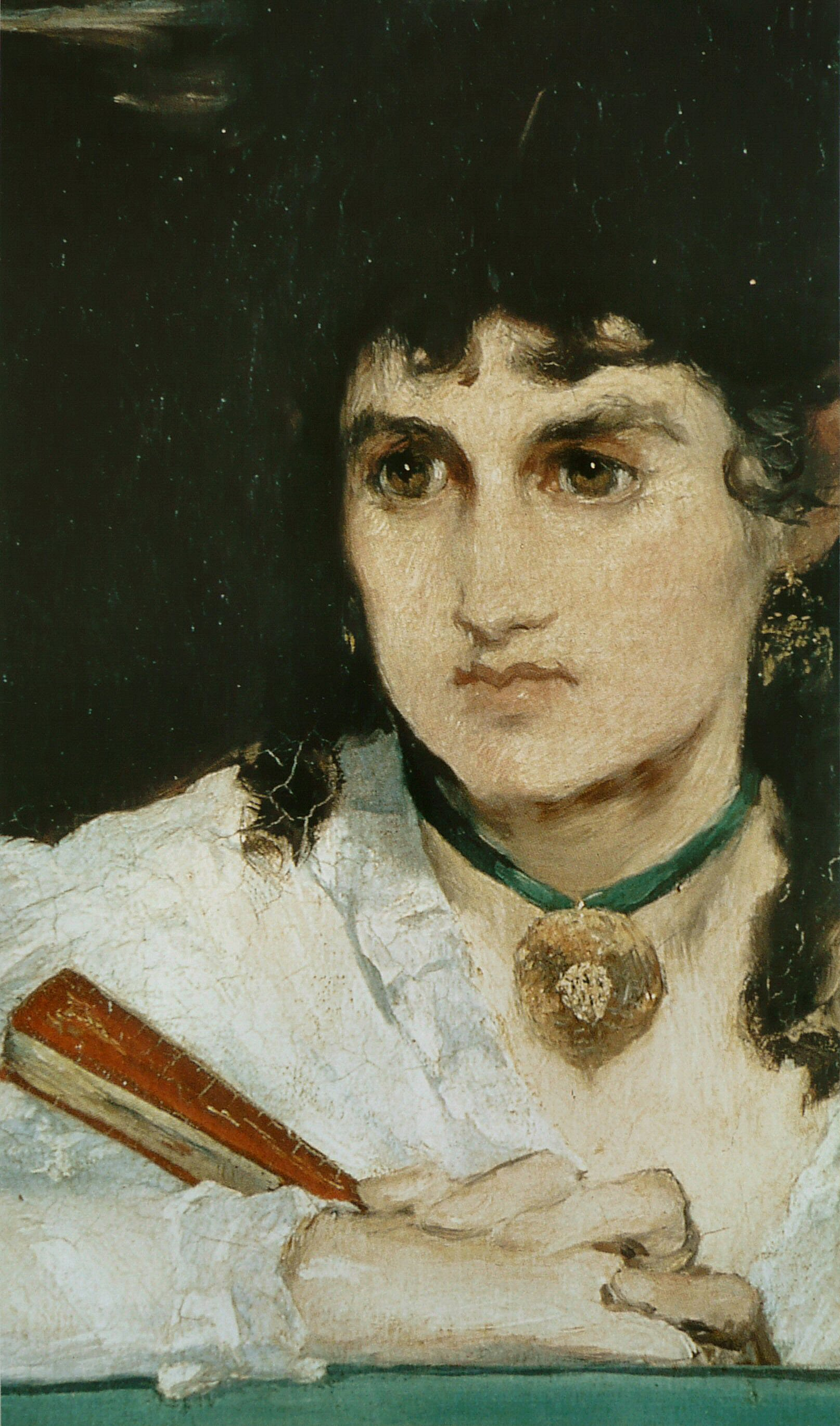
Détail du tableau Le Balcon d'Édouard Manet avec le portrait de Berthe au premier plan, 1868.
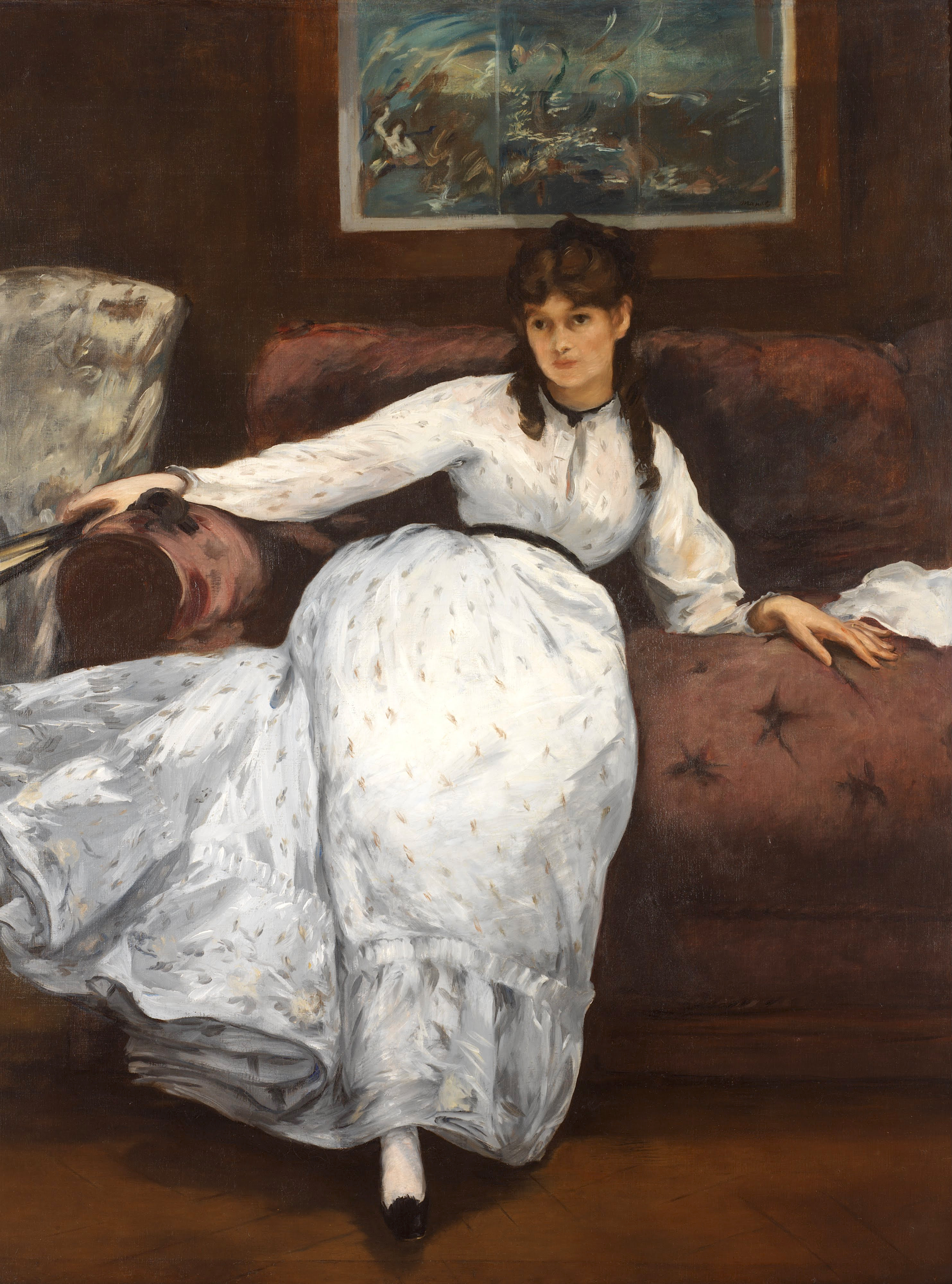
Berthe Morisot posant pour le tableau de Manet Le Repos 1870.
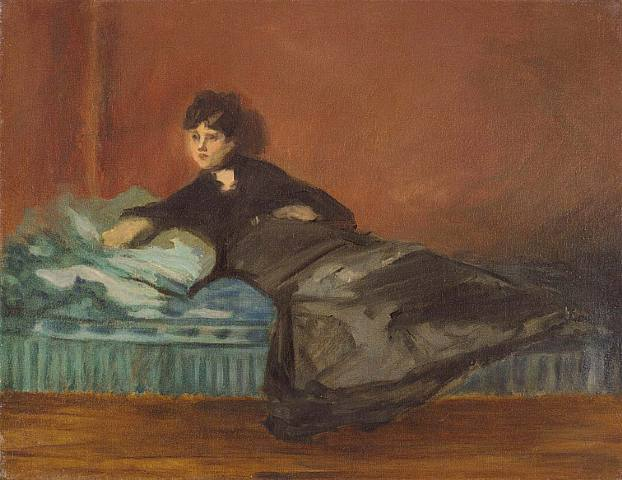
Berthe Morisot sur un divan, 1872, Manet.
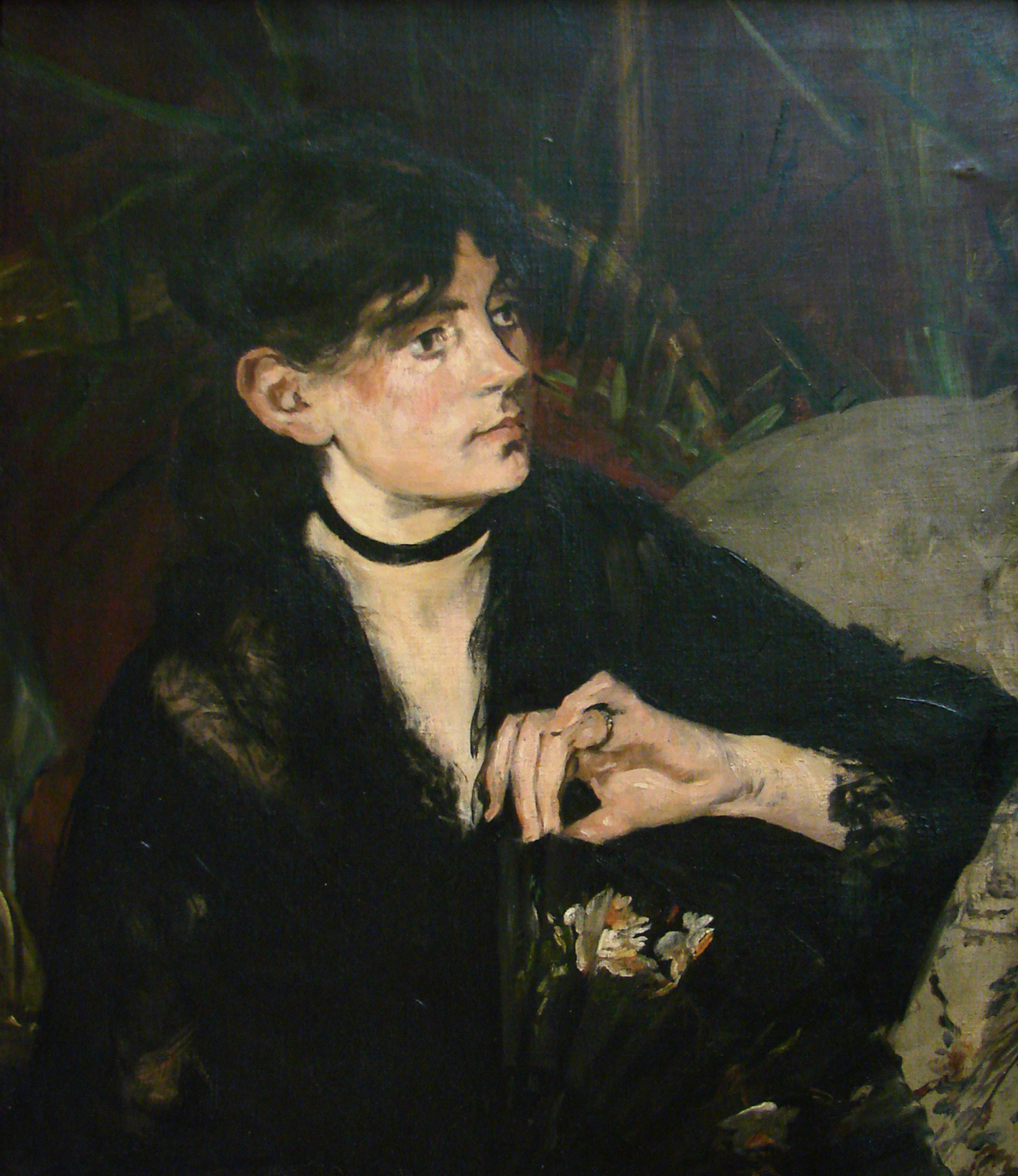
Portrait de Berthe Morisot à l'éventail, 1874, Manet.
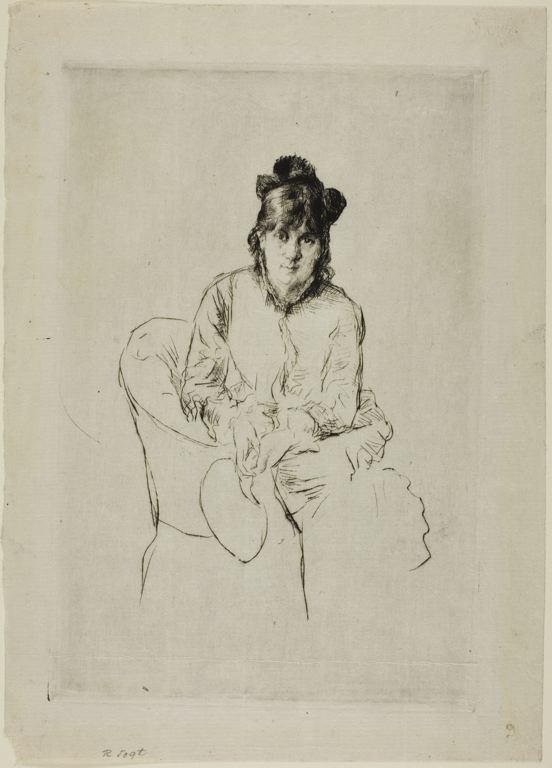
Portrait de Berthe Morisot, 1876, par Marcellin Desboutin.
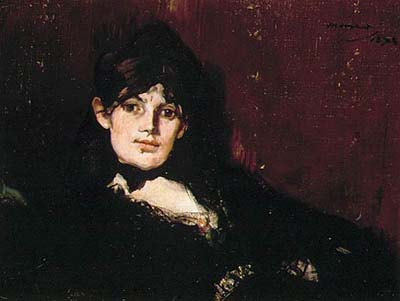
Portrait de Berthe Morisot, 1882, Manet.
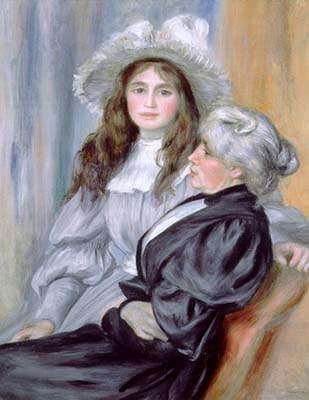
Berthe Morisot et sa fille Julie Manet, 1894, Pierre-Auguste Renoir.
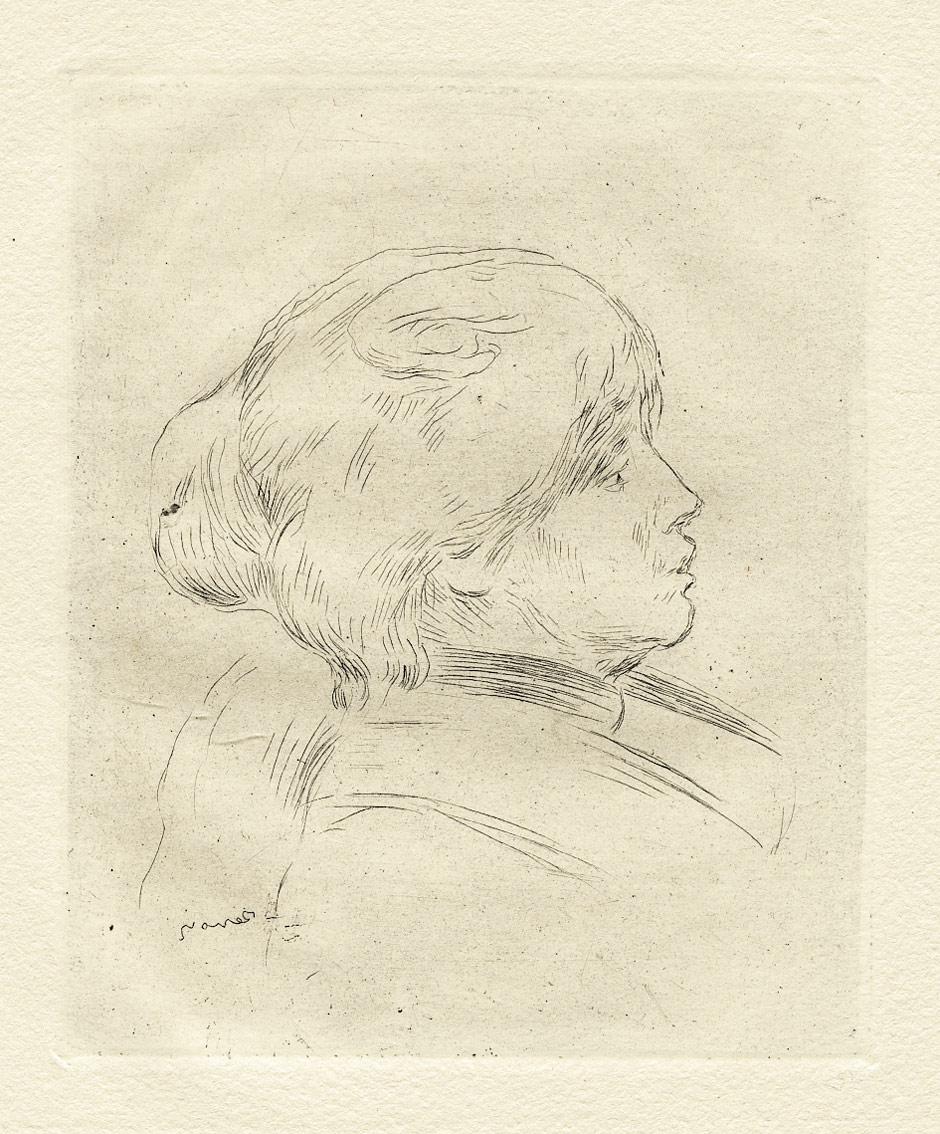
Berthe Morisot, Renoir, 1892.

À ceux-là s'ajoutent le Portrait de Berthe Morisot par Adèle d'Affry, 1875, conservé au musée d'art et d'histoire de Fribourg en Suisse. Adèle d'Affry a réalisé plusieurs autres portraits de Berthe Morisot non localisés.

## Expositions posthumes
- 2024-2025, Gênes, Palazzo Ducale, du 12 octobre 2024 au 23 février 2025, « Impression, Morisot ».
- 2024, Nice, Musée des Beaux-Arts, du 7 juin au 29 septembre 2024, « Berthe Morisot à Nice. Escales impressionnistes »
- 2019, Paris, Musée d'Orsay, du 18 juin au 22 septembre 2019, « Berthe Morisot (1841 - 1895) »
- 2018-2019, Québec, Musée national des beaux-arts du Québec, Philadelphie, Fondation Barnes, Dallas, Musée d'Art de Dallas, Paris, Musée d'Orsay
- 2012, Paris, musée Marmottan Monet, du 8 mars au 29 juillet 2012
- 2006, Lodève, musée
- 2002, " Berthe Morisot 1841-1895 " à Lille, Palais des Beaux-Arts et Martigny, Fondation Gianadda, du 10 mars au 9 juin 2002 et du 20 juin au 19 novembre 2002.
- 1987-1988, Washington, National Gallery of Art, Fort Worth, Kimbell Art Museum, South Hadley, Mount Holyoke College Art Museum
- 1961, Vevey, musée Jenish, du 24 juin au 3 septembre
- 1961, Paris, Musée Jacquemart-André, printemps
- 1960, New-York, Wildenstein & Co, novembre-décembre
- 1960-1961, Boston, Museum of Fine Arts, New York, Charles E. Slatkin Galleries, San Francisco, California Palace of the Legion of Honor et Minneapolis, Minneapolis Institute of Art
- 1957, Dieppe, Musée de Dieppe, du 5 juillet au 30 septembre
- 1953, Toronto, Art Gallery, du 20 septembre au 26 octobre, "Berthe Morisot and her circle"[313]
- 1952, Limoges, musée de l'Evêché, du 19 juillet au 10 octobre, "Renoir et Berthe Morisot"[314]
- 1951, Genève, galerie Motte, du 12 au 20 juin
- 1950, Londres, Arts Council
- 1949, Copenhague, Ny Carlsberg Glyptotek
- 1941, Paris, Musée de l'Orangerie, été
- 1936, Londres, M. Knoedler & Co, mai-juin
- 1930, Londres, Leicester Galleries, mars-avril
- 1929, Paris, galerie Bernheim-Jeune, du 6 au 24 mai
- 1926, Paris, galerie L. Dru
- 1907, Paris, Salon d'Automne au Grand Palais
- 1896, Paris, galerie Durand-Ruel, du 5 au 23 mars

## Hommages
- Un cratère vénusien, Morisot, est nommé en son honneur[315], ainsi qu'un astéroïde de la ceinture principale, (6935) Morisot[316].
- L'écrivain allemand d'expression française Mika Biermann a publié en janvier 2021 aux éditions Anacharsis une fiction apocryphe intitulée Trois nuits dans la vie de Berthe Morisot.
- Dans le 13e arrondissement de Paris, le jardin Berthe-Morisot lui rend hommage.
- Un parc d'Orléans de 2,5 ha, inauguré le 8 juillet 2023, porte son nom[317].

### Filmographie
- Berthe Morisot, téléfilm de Caroline Champetier, 2013, narrant la rencontre entre Berthe Morisot et Édouard Manet avec Marine Delterme dans le rôle principal.

### Théâtre
- [vidéo] « Berthe Morisot, la passion impressionniste par la Compagnie “Grains de Scène”, écrit et mis en scène par Sylvie Cens », sur YouTube

#### Bases de données et dictionnaires
- Ressources relatives aux beaux-arts :   - AGORHA
  - Art Institute of Chicago
  - Art UK
  - Bénézit
  - Bridgeman Art Library
  - British Museum
  - Galerie nationale de Finlande
  - Grove Art Online
  - Kunstindeks Danmark
  - Musée d'art Nelson-Atkins
  - Musée d'Orsay
  - Musée des beaux-arts du Canada
  - Musée Thyssen-Bornemisza
  - Museo Nacional de Artes Visuales
  - Museum of Modern Art
  - MutualArt
  - National Gallery of Art
  - Nationalmuseum
  - RKDartists
  - Tate
  - Te Papa Tongarewa
  - Union List of Artist Names
- Ressources relatives à la musique :   - Discogs
  - MusicBrainz
- Ressource relative à plusieurs domaines :   - Radio France
- Ressource relative à la recherche :   - Isidore
- Notices dans des dictionnaires ou encyclopédies généralistes :   - Britannica
  - Brockhaus
  - Den Store Danske Encyklopædi
  - Deutsche Biographie
  - Dictionnaire universel des créatrices
  - Enciclopedia delle donne
  - Enciclopedia italiana
  - Enciclopedia De Agostini
  - Gran Enciclopèdia Catalana
  - Hrvatska Enciklopedija
  - Internetowa encyklopedia PWN
  - Nationalencyklopedin
  - Store norske leksikon
  - Treccani
  - Universalis
  - Visuotinė lietuvių enciklopedija
- Notices d'autorité :   - VIAF
  - ISNI
  - BnF (données)
  - IdRef
  - LCCN
  - GND
  - Italie
  - Japon
  - CiNii
  - Espagne
  - Belgique
  - Pays-Bas
  - Pologne
  - Israël
  - NUKAT
  - Catalogne
  - Vatican
  - Australie